# ルフトハンザドイツ航空

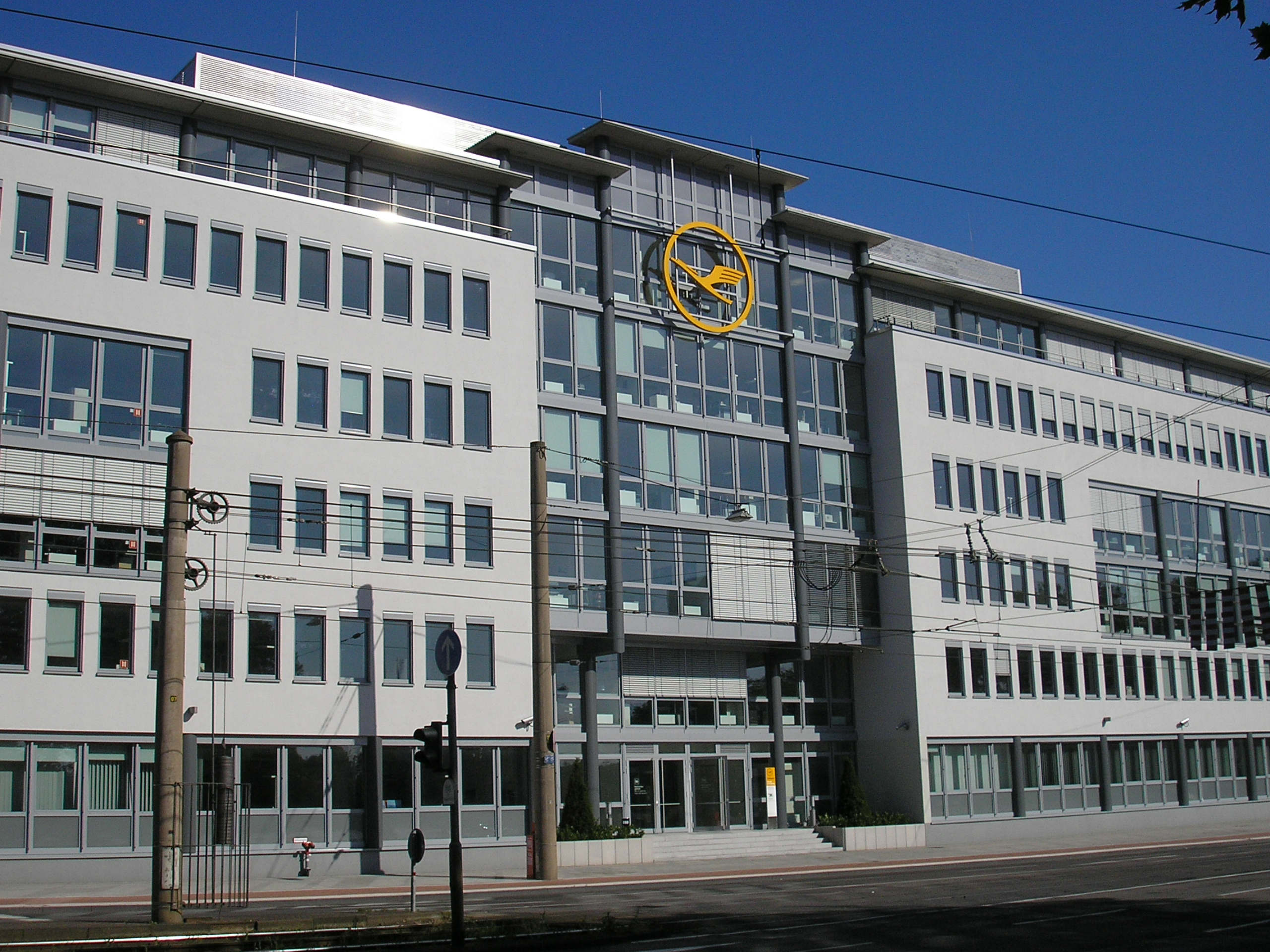
ルフトハンザドイツ航空の本社

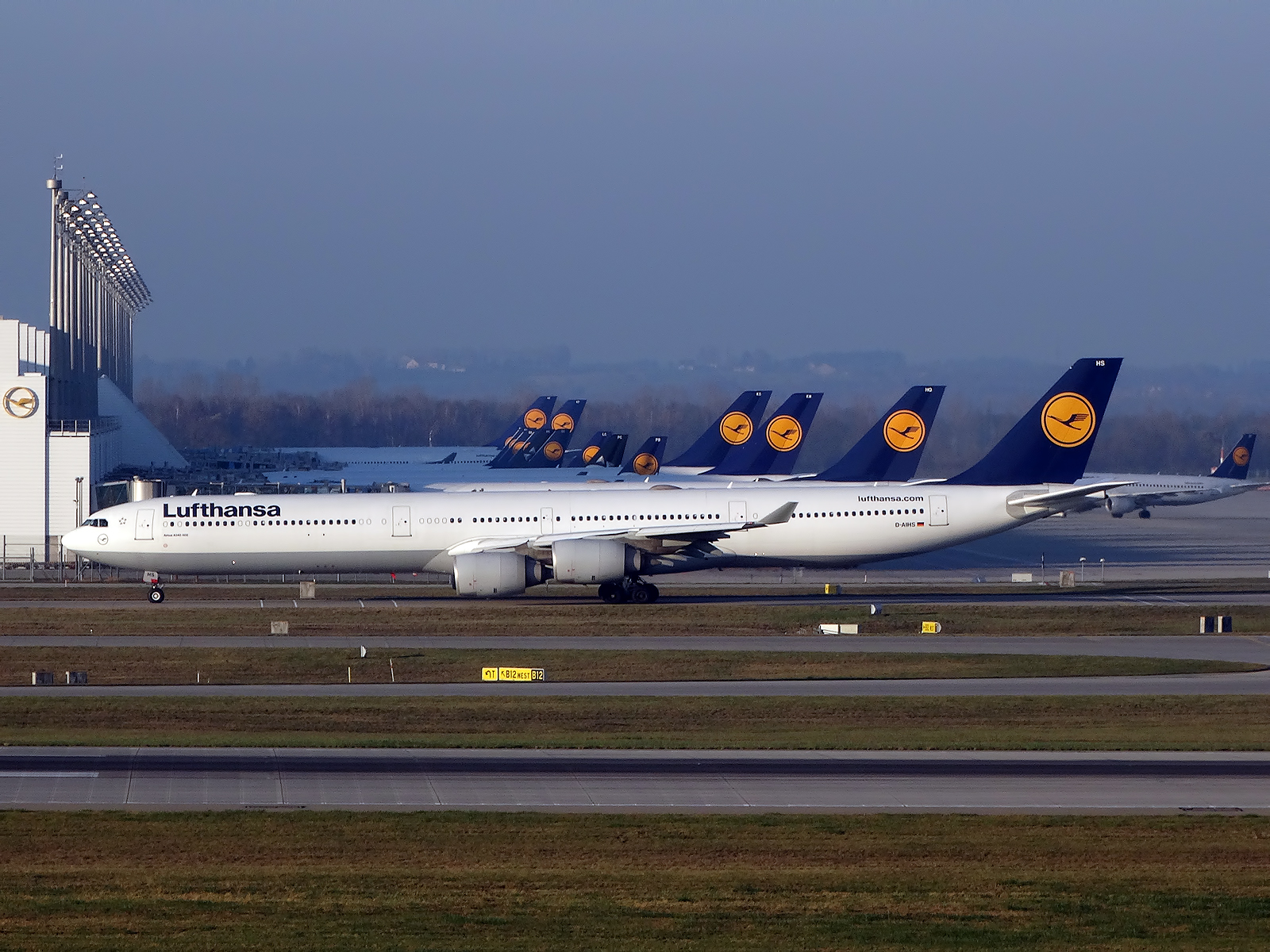
ミュンヘン国際空港に駐機するルフトハンザ機

ルフトハンザドイツ航空（ルフトハンザドイツこうくう、ドイツ語: Deutsche Lufthansa AG, 英語: Lufthansa）は、ドイツのケルンに本拠を置くドイツ最大の航空会社であり、ドイツのフラッグ・キャリアである。現在はドイツ国外の航空会社も多数傘下に置いている。

## 概要

旧ロゴ

2015年4月時点で世界98カ国274都市に就航しており 、売上高はアメリカン航空、デルタ航空に次ぐ世界第3位（約398億ドル）、旅客数はイージージェットに次ぐ欧州第2位、世界第9位（2014年現在）を記録するなど、世界有数の規模をほこる。
社名「Lufthansa」は「空のハンザ同盟」を意味する。ドイツ・エアロ・ロイド（旧ドイツ・ルフト・レーデライ）とユンカース空輸の合併で誕生した会社として、中世ドイツの「商人組合」にかけて「旅商人組合（同盟）」の意味を込め「ドイツ・ルフト・ハンザ株式会社」 (Deutsche Luft Hansa Aktiengesellschaft) というブランド名となった。
本社はケルンに所在している。ただし、中核的な事業所、メインハブ空港、整備拠点などはフランクフルト空港にあり、パイロット、地上職員、及び客室乗務員の拠点も設置されている。また、ミュンヘン空港を第二のハブを置いている。かつては、デュッセルドルフ空港に第三のハブを置いていたが、同空港を発着するほぼ全てのルフトハンザ便が、子会社のジャーマンウイングス（現・ユーロウイングス）に移管されたため、現在では同空港にハブ機能はおいていない。
綿密な機体整備は高く評価されている。ニューズウィーク誌の「最も安全な航空会社ランキング」の第1位に選出されている。同社中古機の人気は高く、1980年代のピープルエキスプレスなど、ルフトハンザの中古機材を用いて就航している格安航空会社も多い。
航空券の座席予約システム（CRS）は、アマデウスITグループが運営するアマデウスを利用している。

西ドイツ側の航空会社となって以降は自社でパイロット養成を行っており、グループ会社が練習機を保有している。

## 歴史

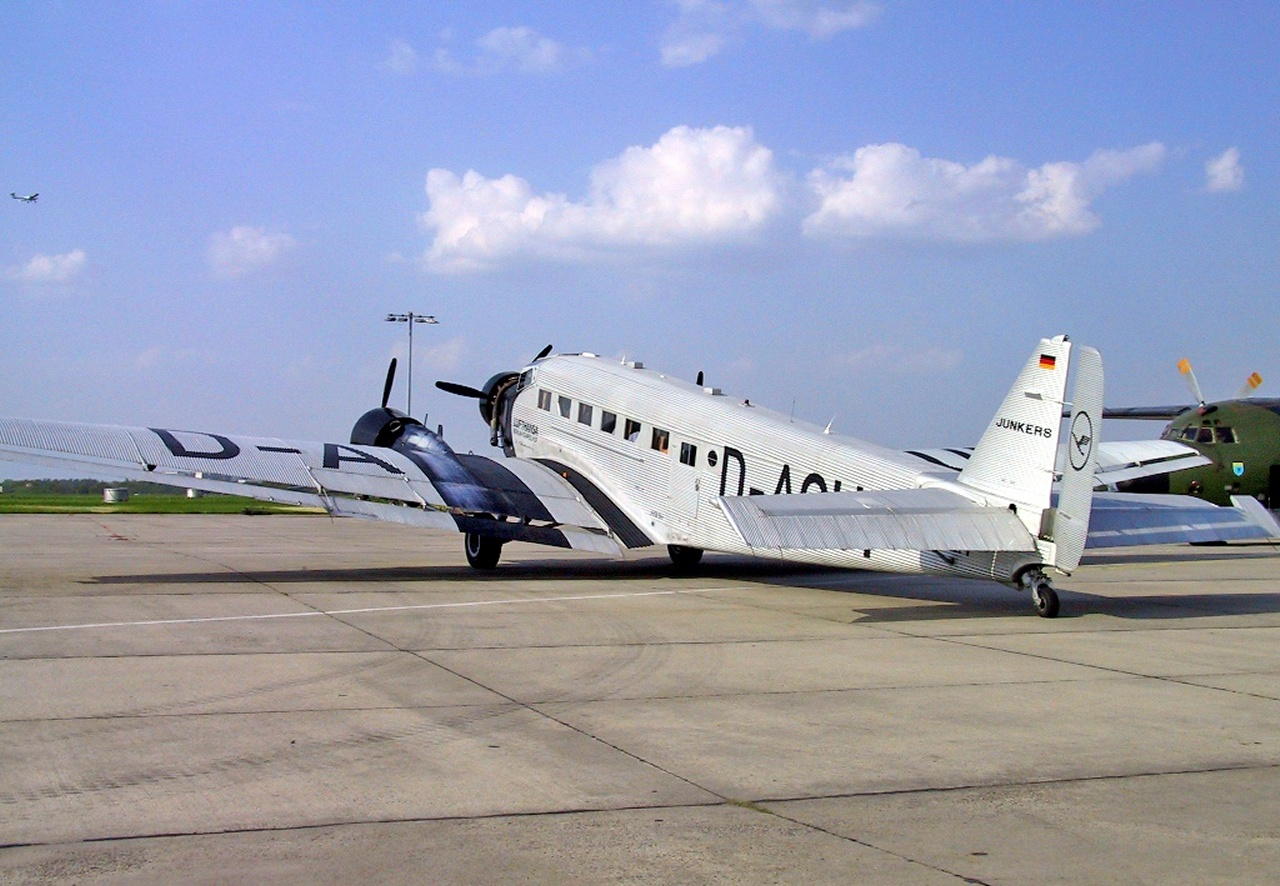
ユンカースJu-52型機

- 1926年1月、ドイツ政府26％、地方都市19％の出資によってJunkers LuftverkehrとDeutscher Aeroが合併し誕生した。これによって、DELAGを源流とするエアロユニオン系、海運会社ロイド（現・ハパックロイド）を中心とするロイド系、エンジンメーカのユンカース系と、それまでドイツにあった航空会社が1社に統合された[6]。
- 第2次世界大戦中には、航空機の整備と修理を中心に行うこととなり、ベルリン・テンペルホーフ空港内で強制労働を行っていた。
- 1945年5月のドイツの第二次世界大戦の敗戦により、会社組織として一度解散した。
- ドイツ連邦共和国（西ドイツ）成立後の1953年に、「Aktiengesellschaft für Luftverkehrsbedarf (LUFTAG)」という名称で西ドイツ国営企業として再建された。ただし、西ドイツは空域の完全な主権を与えられていなかったため、新会社が運航を再開することはできなかった。
- 1953年、コンベア340を4機、ロッキードL-1049スーパーコンステレーションズを4機発注し、ハンブルク空港に整備基地を設立した。
- 1954年8月6日、「ルフトハンザ」の名称とロゴを30,000マルクで取得し、現在の「ルフトハンザドイツ航空」に再改称した。しかし、ドイツ民主共和国（東ドイツ）も「ルフトハンザドイツ航空」という航空会社を設立したため、同じ名前の会社が2社存在する事態となった。ベオグラードで行われた裁判で東のルフトハンザが敗訴したため、東ドイツの国営航空会社はインターフルークとなった。
- 1955年4月1日、国内定期便の運航開始した。
- 1955年5月15日には国際線の運航を開始し、ロンドン、パリ、マドリードに就航した[7]。
- 1955年6月1日にはニューヨークに就航し、1956年8月には南大西洋横断路線も就航した[7]。
- 1958年、フランクフルト空港をメインハブ空港に据えることを決定した。これは、ベルリンが分割されていたために、首都ベルリンに就航できなあったためである。
- 1958年、初のジェット機として、ボーイング707型機を4機発注した。1960年3月には、フランクフルト-ニューヨーク間で運航を開始した。
- 1961年2月、極東路線を拡大し、香港と東京にまで路線網を拡大した。
- 1964年、ボーイング727を導入した。
- 1965年2月には、ボーイング737型機21機を発注し、1968年から運航を開始した。初期型のボーイング737-100のローンチカスタマーにもなっており、737-100を購入した4社のうちの1つでもある。(他3社は、NASA、マレーシア・シンガポール航空、アビアンカ航空)
- 1970年代にはワイドボディ機を積極的に導入し、1970年4月26日にボーイング747、1974年1月14日にDC-10-30、1976年にはエアバスA300を導入した。
- 1979年、スイス航空とともに、エアバスA310のローンチカスタマーとなり、25機を発注した。
- 1985年6月29日に、15機のエアバスA320と7機のエアバスA300-600を発注した。同時期に、10機のボーイング737-300型機も発注した。
- 1987年、エールフランス航空、イベリア航空、スカンジナビア航空とともに、旅行代理店が創業者や他の航空会社の製品を単一のシステムで販売できるようにするIT企業「アマデウス」を設立した。
- 1988年、ブランドを刷新し、航空機の塗装が一新されて他、キャビン、オフィス、空港ラウンジなども再設計された。
- 1990年10月3日の東西ドイツ再統一時に、東ドイツ・インターフルークの路線網と一部従業員を引き継いだ。また、久しく就航できなかったベルリンに就航した。
- その後の1994年に、完全民営化を果たす。
- 1997年に、エア・カナダ、スカンジナビア航空、タイ国際航空、ユナイテッド航空とともに、世界初の航空連合であるスターアライアンスを結成した。
- 2005年にスイスインターナショナルエアラインズの買収を表明し、2006年に完全子会社化した。
- 2009年9月、オーストリア航空を買収したことを公表した[8][9]。
- 2009年には、ジャーマンウィングスというLCCブランドを完全子会社化した。
- 2010年ごろには立て続けに超大型機を導入し、2010年に14機のエアバスA380を導入し、2012年にはボーイング747-8Iのローンチカスタマーとなって、最終的に19機を導入した[10]。
- 2015年6月、デュッセルドルフ空港路線を、2015年10月までに閉鎖する計画を発表した。
- 2016年12月にかけて、ブリュッセル航空も買収して子会社化した。
- 2017年12月4日、ヨーロッパの航空会社として初めて、スカイトラックスの5つ星認証を取得した。これを記念して、エアバスA320とボーイング747-8に「5 Starhansa」の特別塗装を施した。
- 100周年を記念して、2018年2月7日に28年ぶりの新塗装を発表した[11][12]。
- 2019年3月、ボーイング787-9型機20機とエアバスA350-900型機20機を発注した。また、2022年からエアバスA380型機6機をエアバスに売却すると発表した。

- 2020年3月19日、COVID-19のパンデミックによる渡航禁止令により、全フライトの95%を欠航する事態となった[13]。
- 2020年6月25日、資本政策と連邦経済エネルギー省の経済安定化基金を含む、9,000,000,000ユーロの救済措置を受け入れた。これにより、ドイツ政府が株式の20%を取得することとなった[14][15][16][17][18][19][20]。
- 2021年1月、エアバスA340-600の全機材を退役させると発表したが、この決定は後に覆され、2021年内に復帰した[21]。
- 2022年3月には、2020年初頭から駐機していたエアバスA380の全機を退役させることを発表したが、これも覆され、のちに復帰した[22]。
- 2022年5月、スカイトラックスの評価において、5つ星評価から、4つ星評価に格下げされた[23]。
- 2023年5月、ITAエアウェイズの株式41%を取得することで合意したと発表した。

## 保有機材
- エアバス製機材主体に、複数の機種を数多く保有している。また、エアバスではA318を除いて全ての機種を受注・運航している。
- ルフトハンザが発注したボーイング社製航空機の顧客番号は30で、航空機の形式名は737-530,  747-430,  747-830 などとなる。
- エアバスA380-800では、機体それぞれに都市の名前が付けられている。
就航地（過去の就航地も含む）[注 3]：東京（D-AIMD）・北京（D-AIMC）・ヨハネスブルク（D-AIME）・ニューヨーク（D-AIMH）・サンフランシスコ
- ボーイング747-8では、機体にドイツの連邦州の名前が付けられており、初号機は「ブランデンブルク」と名付けられた[24]。2020年現在、欧米の航空会社では唯一、B747-8旅客型を運航している。
- ルフトハンザのエアバスA340-600は、エコノミークラスのトイレが客席下の貨物キャビンに集約されているという珍しい構造をしている[25]。
- ルフトハンザのB747-400,A330,A340,A380,B747-8などの一部の長距離路線使用機には、集中治療室の機能を持った患者搬送コンパートメント(Patient Transport Compartment,略称:PTC)が搭載されており、専門の医療スタッフも用意されている。2015年6月には、全ての長距離路線機にPTCを搭載する方針を明らかにしている[26][27]。

### リスト
| 機材                     | 保有数 | 発注数 | 座席数 | 座席数 | 座席数 | 座席数 | 座席数 | 備考 |
| 機材                     | 保有数 | 発注数 | F      | C      | E      | M      | 計     | 備考 |
| ------------------------ | ------ | ------ | ------ | ------ | ------ | ------ | ------ | --- |
| エアバスA319-100         | 35     | -      | -      | -      | -      | 138    | 138    | 一部はルフトハンザ・シティーラインによる運航                                                              |
| エアバスA320-200         | 46     | -      | -      | -      | -      | 168    | 168    | |
| エアバスA320-200         | 46     | -      | -      | -      | -      | 180    | 180    | |
| エアバスA320neo          | 32     | 31     | ‐      | -      | ‐      | 180    | 180    | ローンチカスタマー 一部はルフトハンザ・シティーラインによる運航 40機のオプション付き 2028年までに導入予定 |
| エアバスA321-100         | 17     | -      | -      | -      | -      | 200    | 200    | ローンチカスタマー                                                                                        |
| エアバスA321-200         | 37     | -      | -      | -      | -      | 200    | 200    | |
| エアバスA321neo          | 17     | 17     | ‐      | -      | ‐      | 215    | 215    | 2028年までに導入予定                                                                                      |
| エアバスA330-300         | 7      | -      | -      | 42     | 28     | 185    | 255    | |
| エアバスA340-300         | 16     | -      | -      | 30     | 28     | 221    | 279    | 世界最多運用 2028年までに退役予定                                                                         |
| エアバスA340-600         | 7      | -      | 8      | 56     | 28     | 189    | 281    | 世界最多運用 2028年までに退役予定                                                                         |
| エアバスA350-900         | 10     | 13     | 4      | 38     | 24     | 201    | 267    | 新仕様「アレグリス」設置機材 2031年までに導入予定                                                         |
| エアバスA350-900         | 17     | 13     | -      | 48     | 21     | 224    | 293    | |
| エアバスA350-900         | 4      | 13     | ‐      | 30     | 26     | 262    | 318    | 元フィリピン航空仕様機                                                                                    |
| エアバスA350-1000        | -      | 15     | 未定   | 未定   | 未定   | 未定   | 未定   | 2026年～2030年の導入予定 25機のオプション付き                                                             |
| エアバスA380-800         | 8      | -      | 8      | 78     | 52     | 371    | 509    | 2025年までに全機復帰予定 2030年代まで運航予定                                                             |
| ボーイング747-400        | 8      | -      | -      | 67     | 32     | 272    | 371    | 2028年までに退役予定                                                                                      |
| ボーイング747-8I         | 19     | -      | 8      | 80     | 32     | 244    | 364    | 世界最多運用 「アレグリス」仕様に改装予定                                                                 |
| ボーイング777-9          | -      | 20     | 未定   | 未定   | 未定   | 未定   | 未定   | 2028年までに導入予定 24機のオプション付き                                                                 |
| ボーイング787-9          | 5      | 34     | -      | 26     | 21     | 247    | 294    | オーストリア航空へ移管予定                                                                                |
| ボーイング787-9          | 0      | 34     | -      | 28     | 28     | 231    | 287    | 新仕様「アレグリス」設置機材 13機のオプション付き 2028年までに導入予定                                    |
| ボンバルディア CRJ-900LR | 24     | -      | -      | -      | -      | 90     | 90     | ルフトハンザ・シティーラインによる運航                                                                    |
| 計                       | 309    | 130    |        |        |        |        |        | |

### ギャラリー

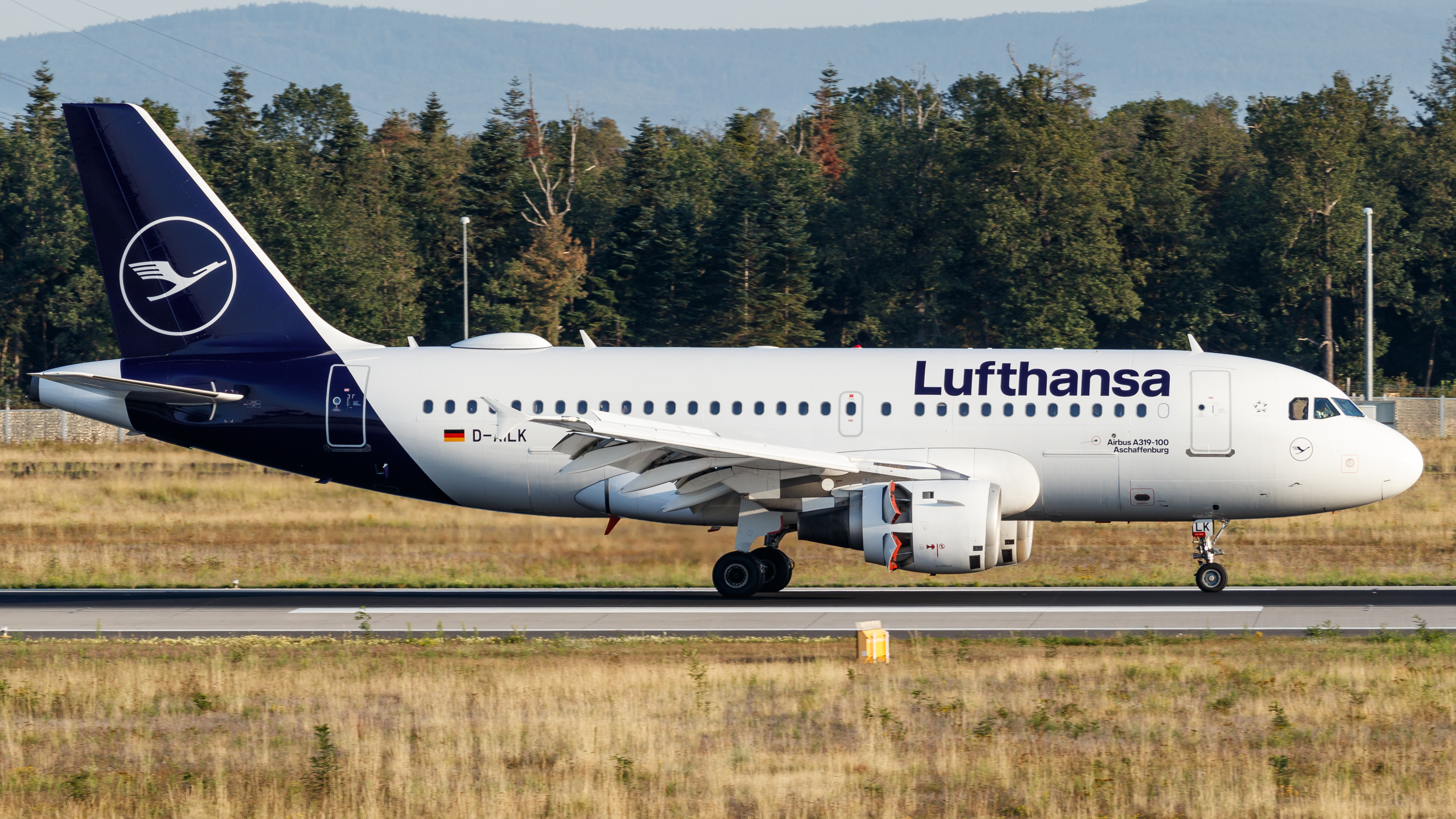
エアバスA319-100
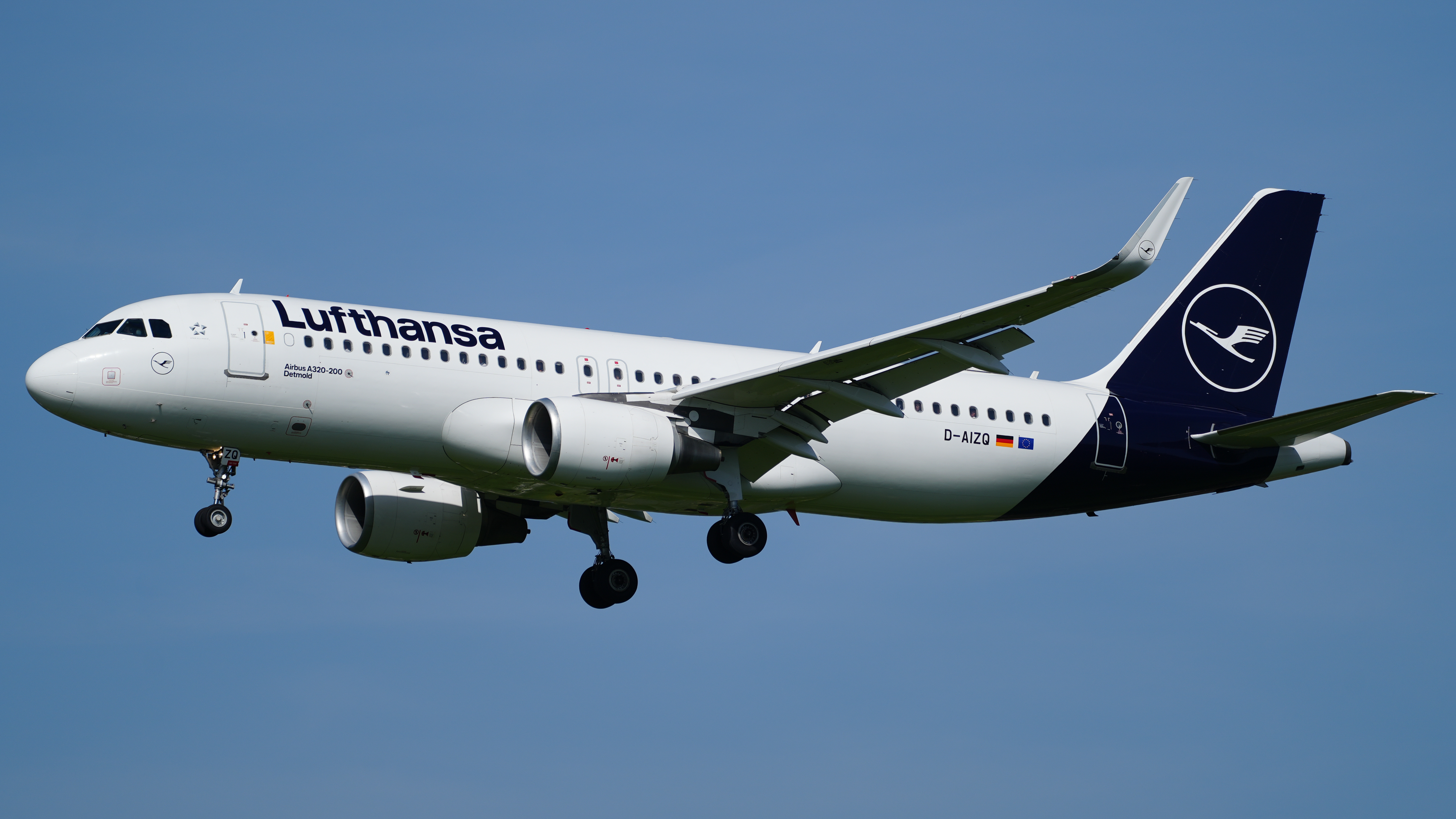
エアバスA320-200
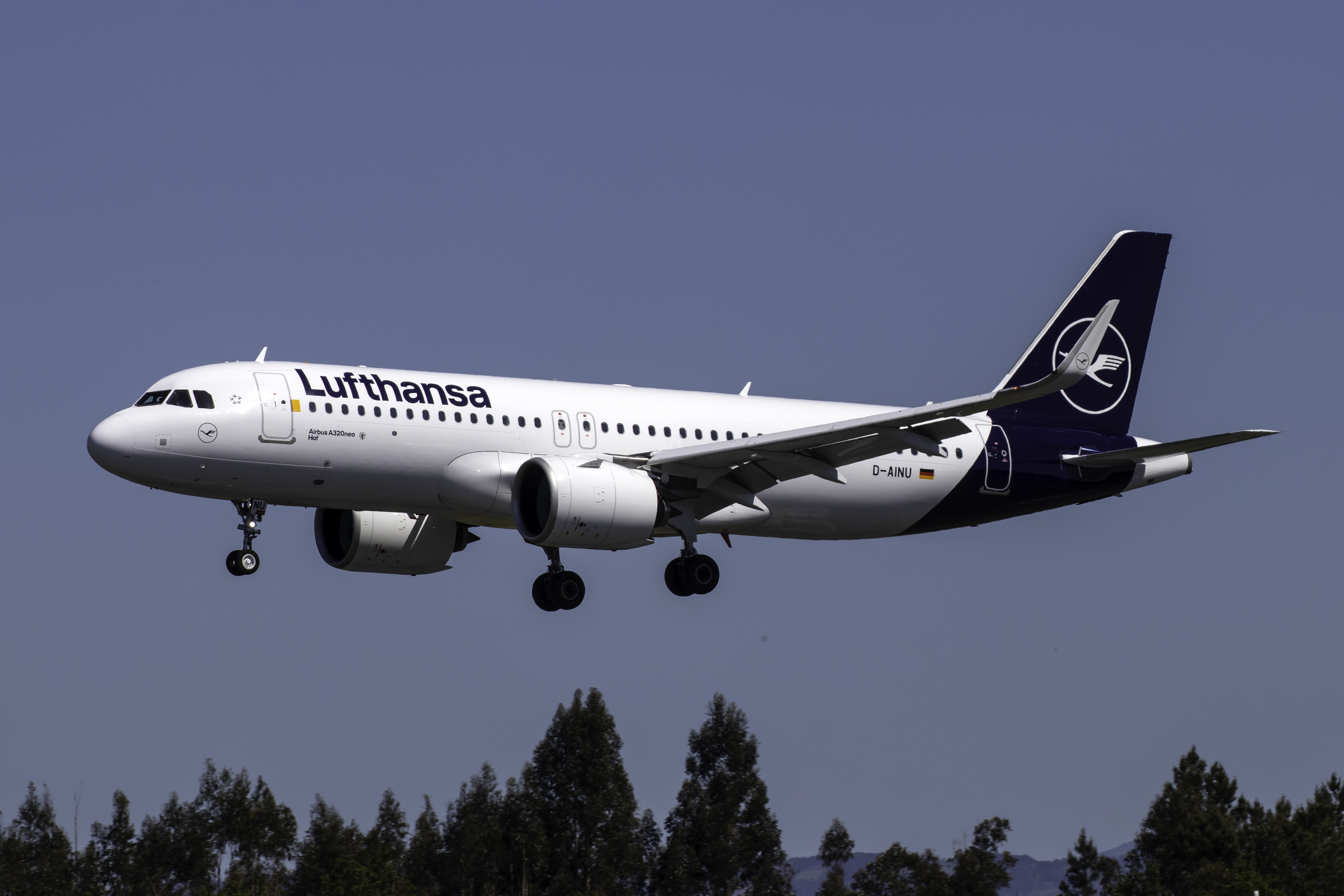
エアバスA320neo
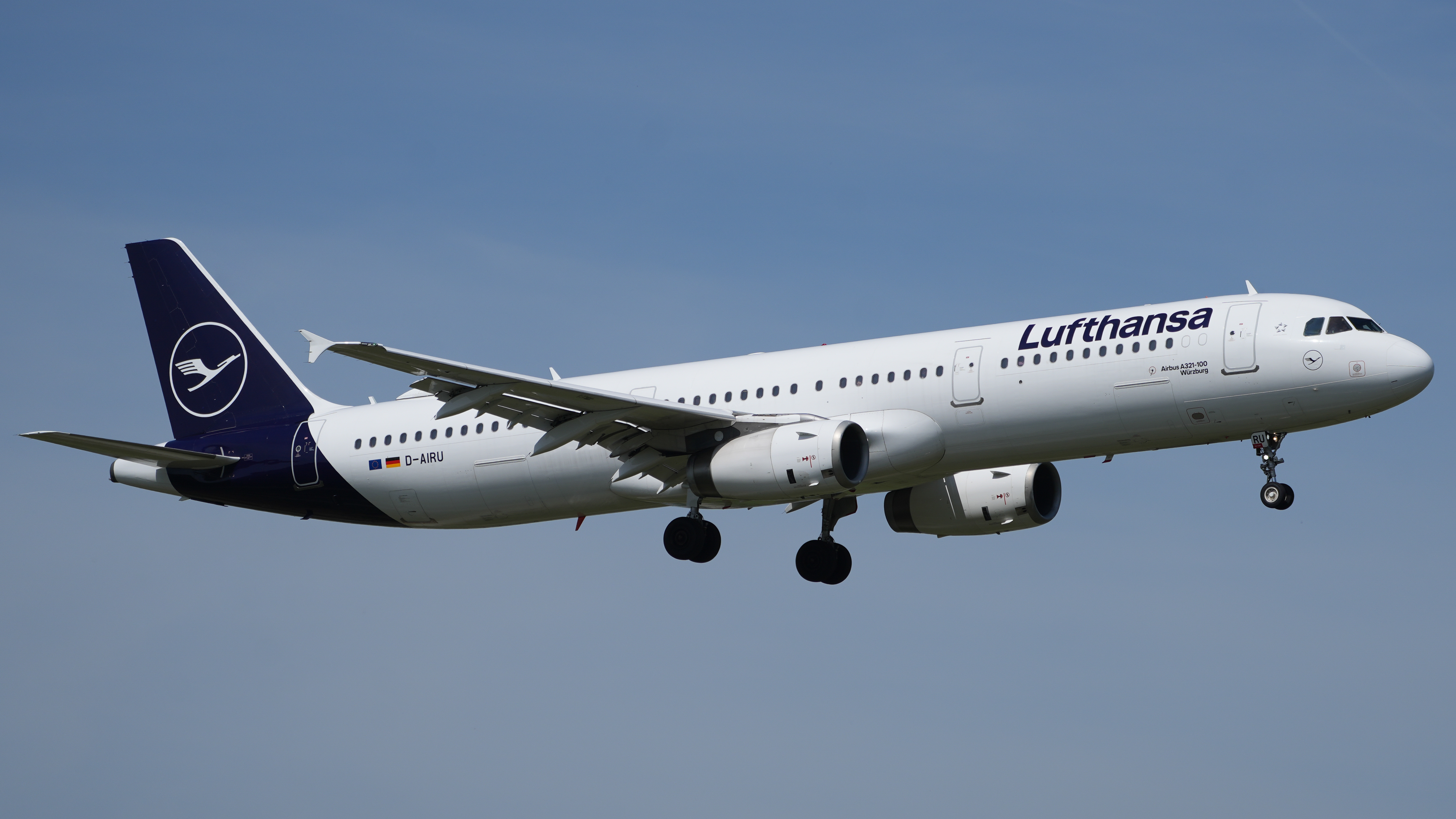
エアバスA321-100
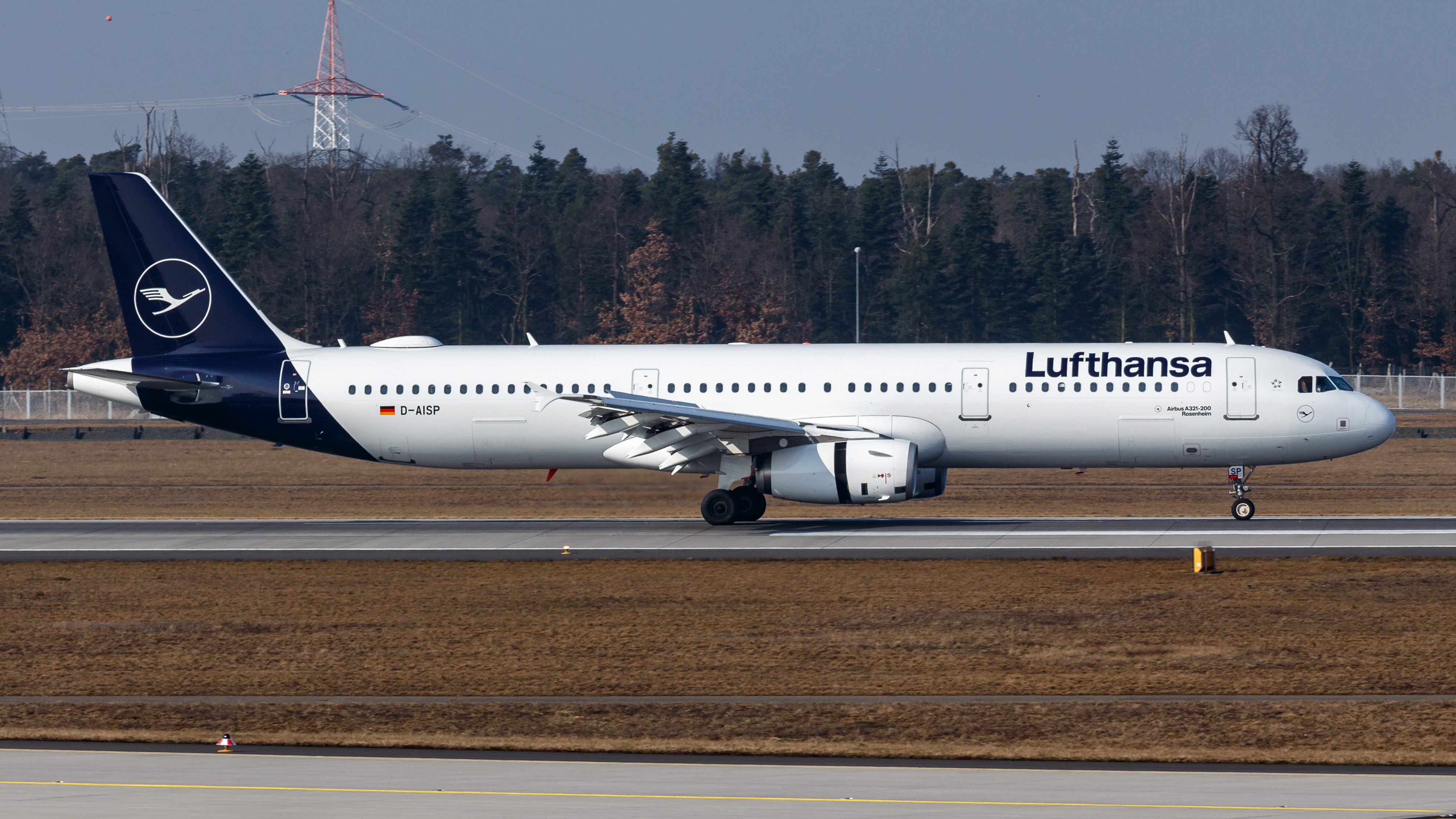
エアバスA321-200
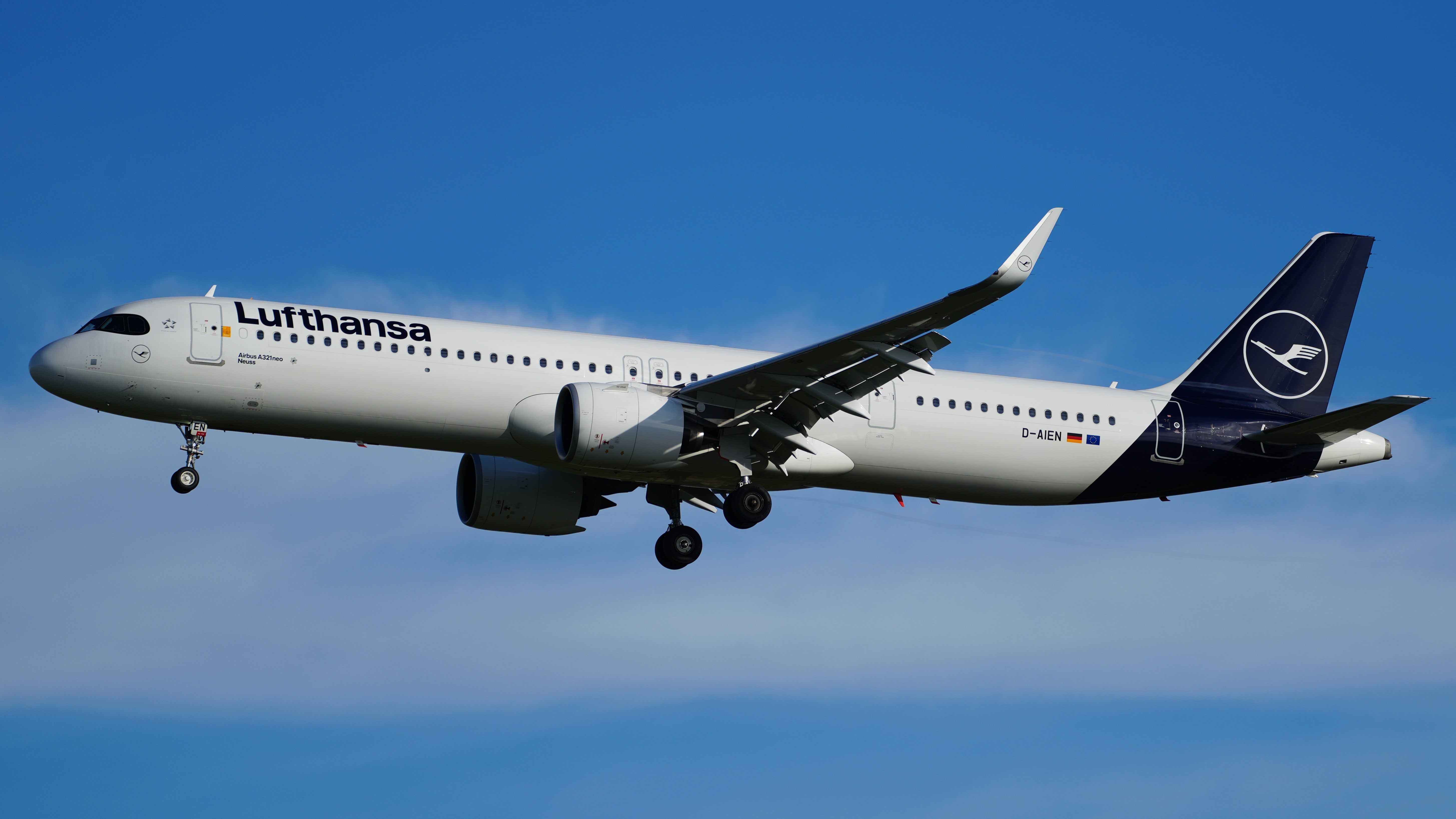
エアバスA321neo
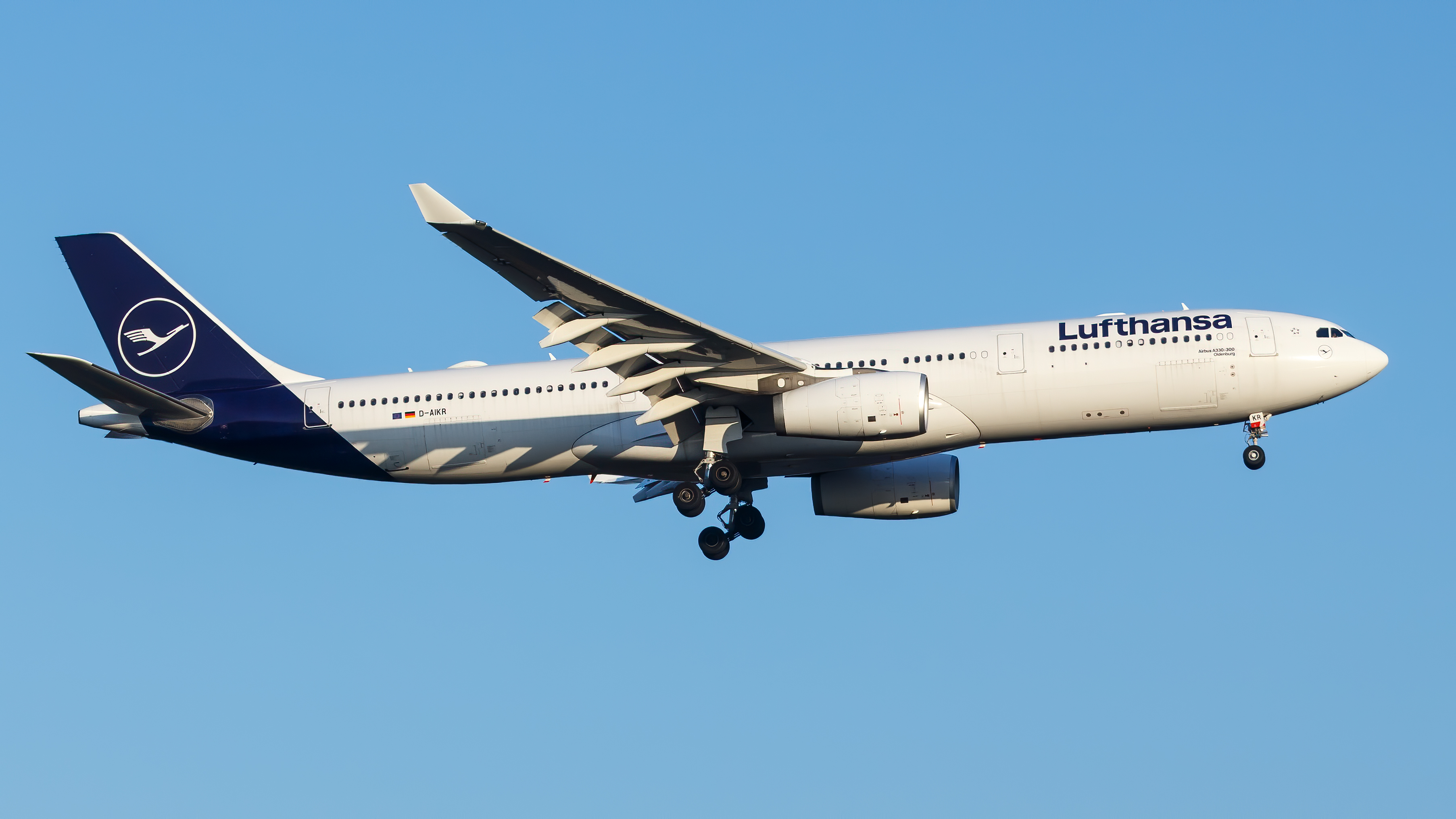
エアバスA330-300
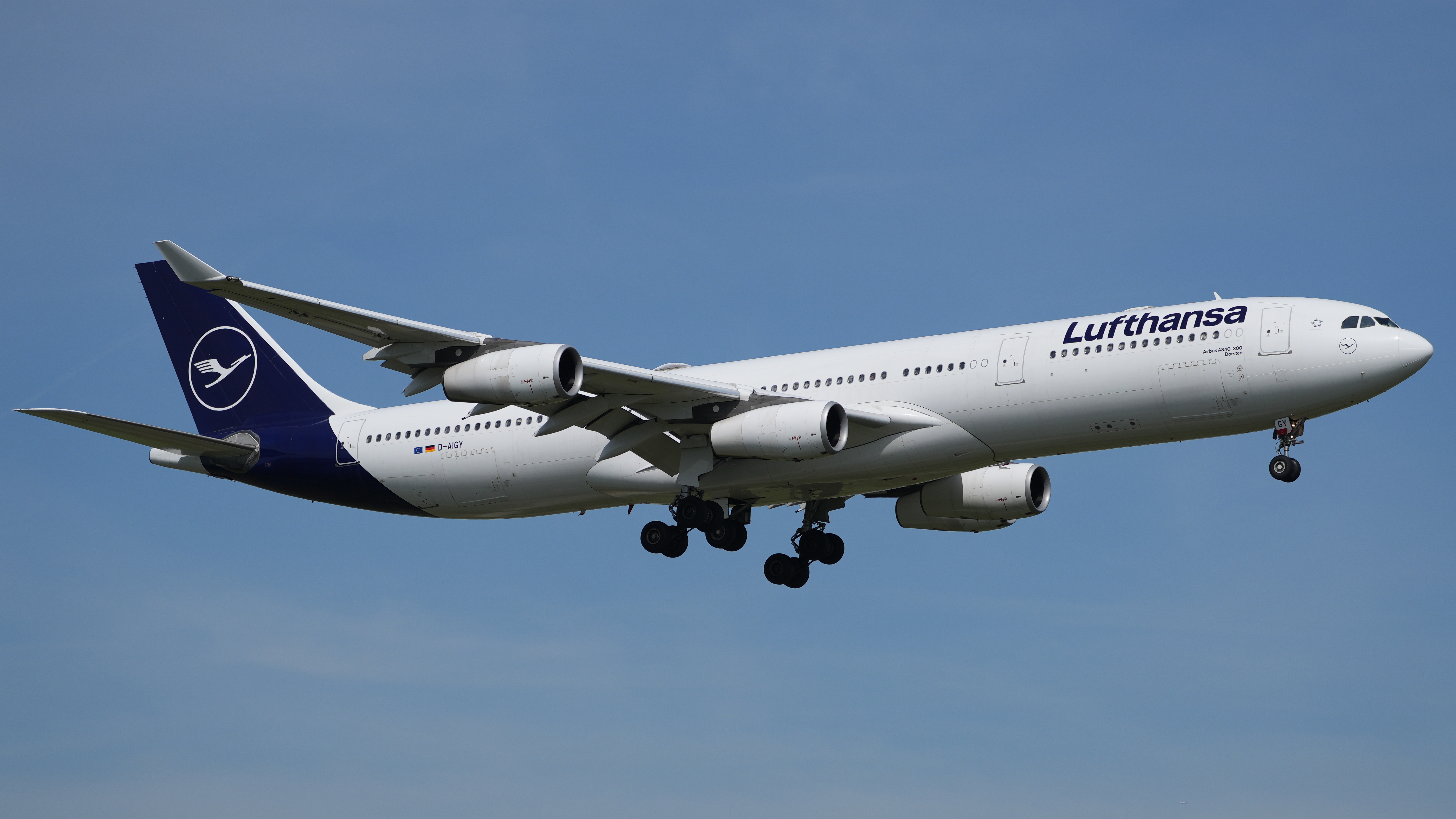
エアバスA340-300
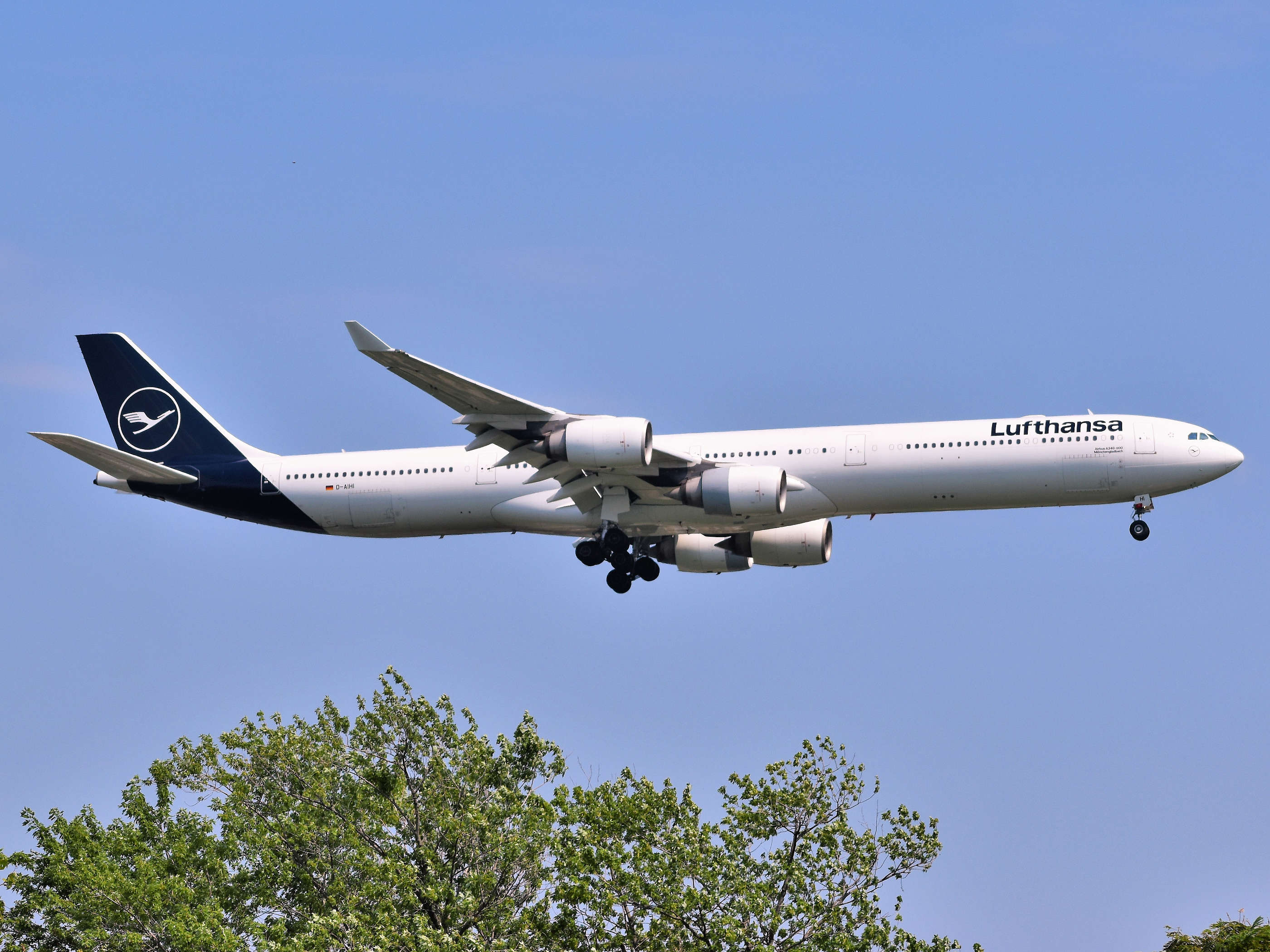
エアバスA340-600
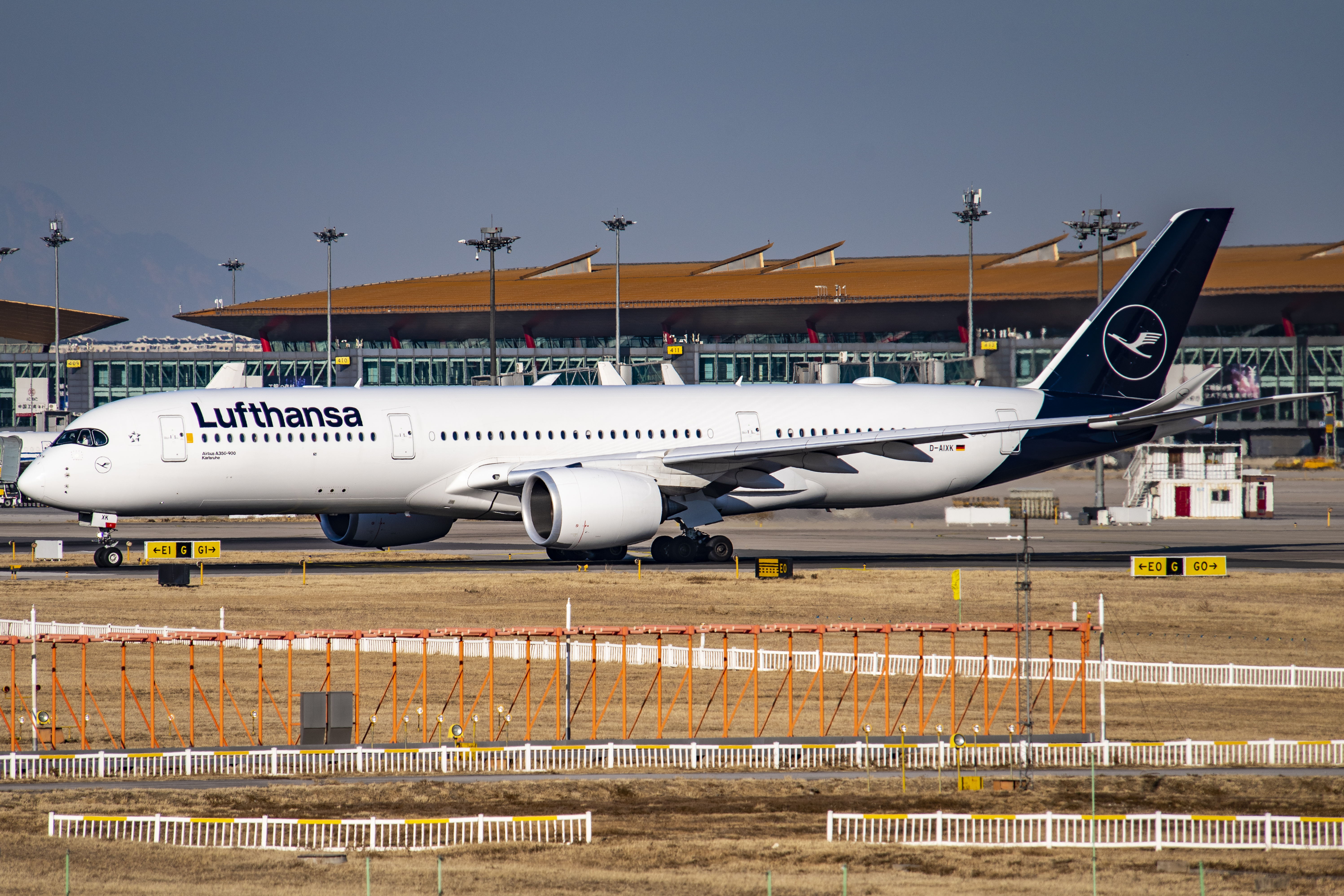
エアバスA350-900
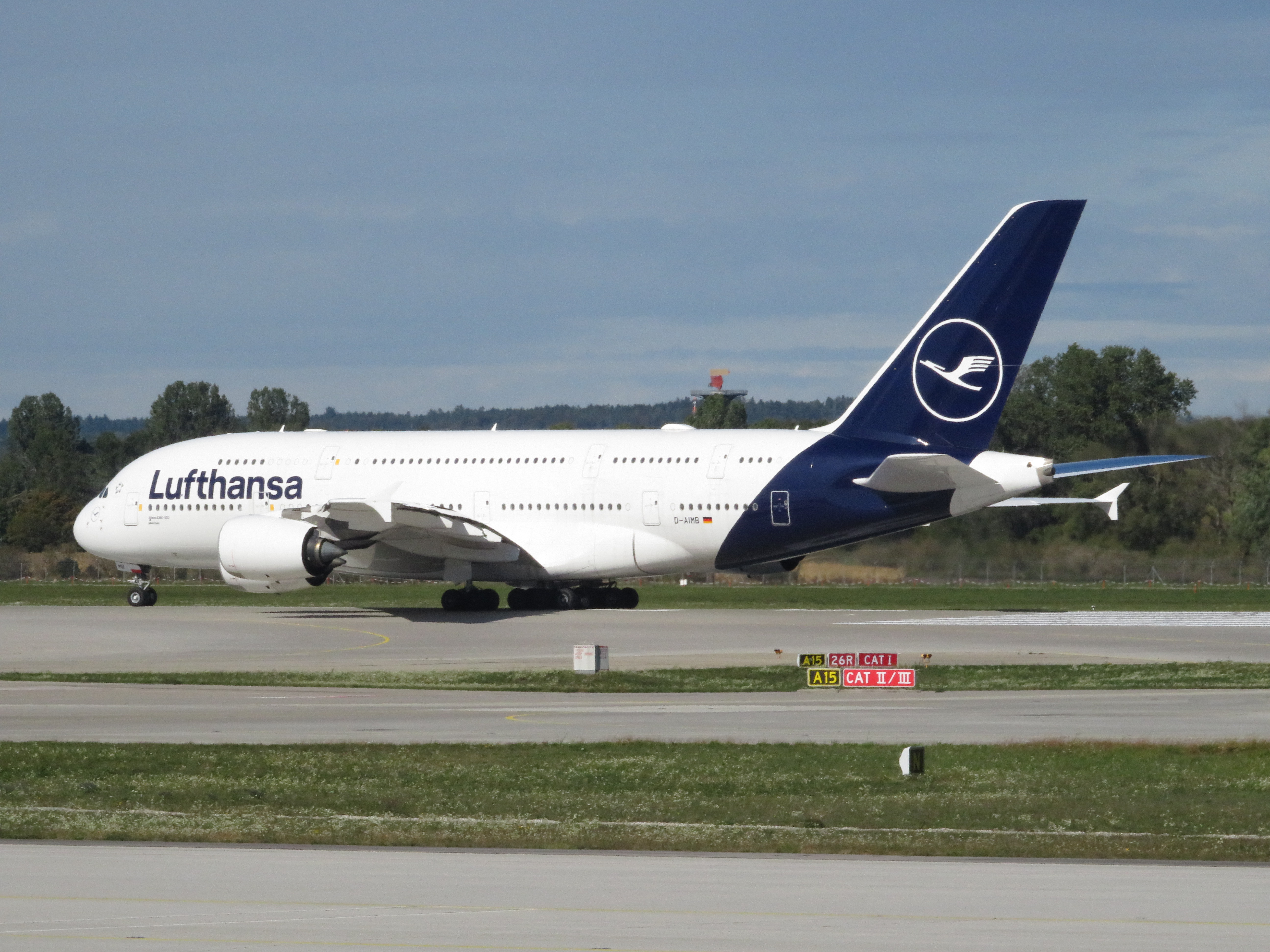
エアバスA380-800
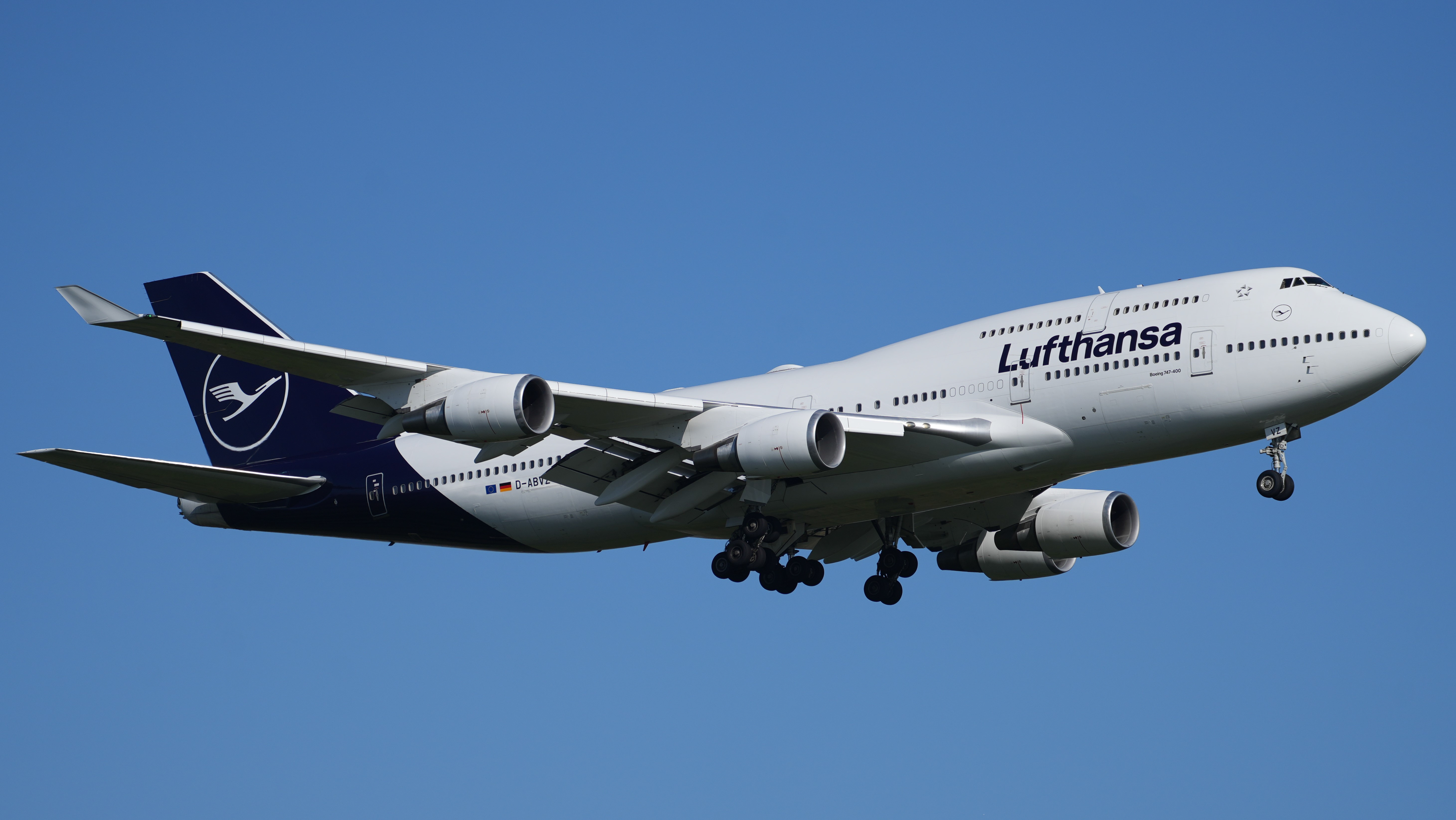
ボーイング747-400
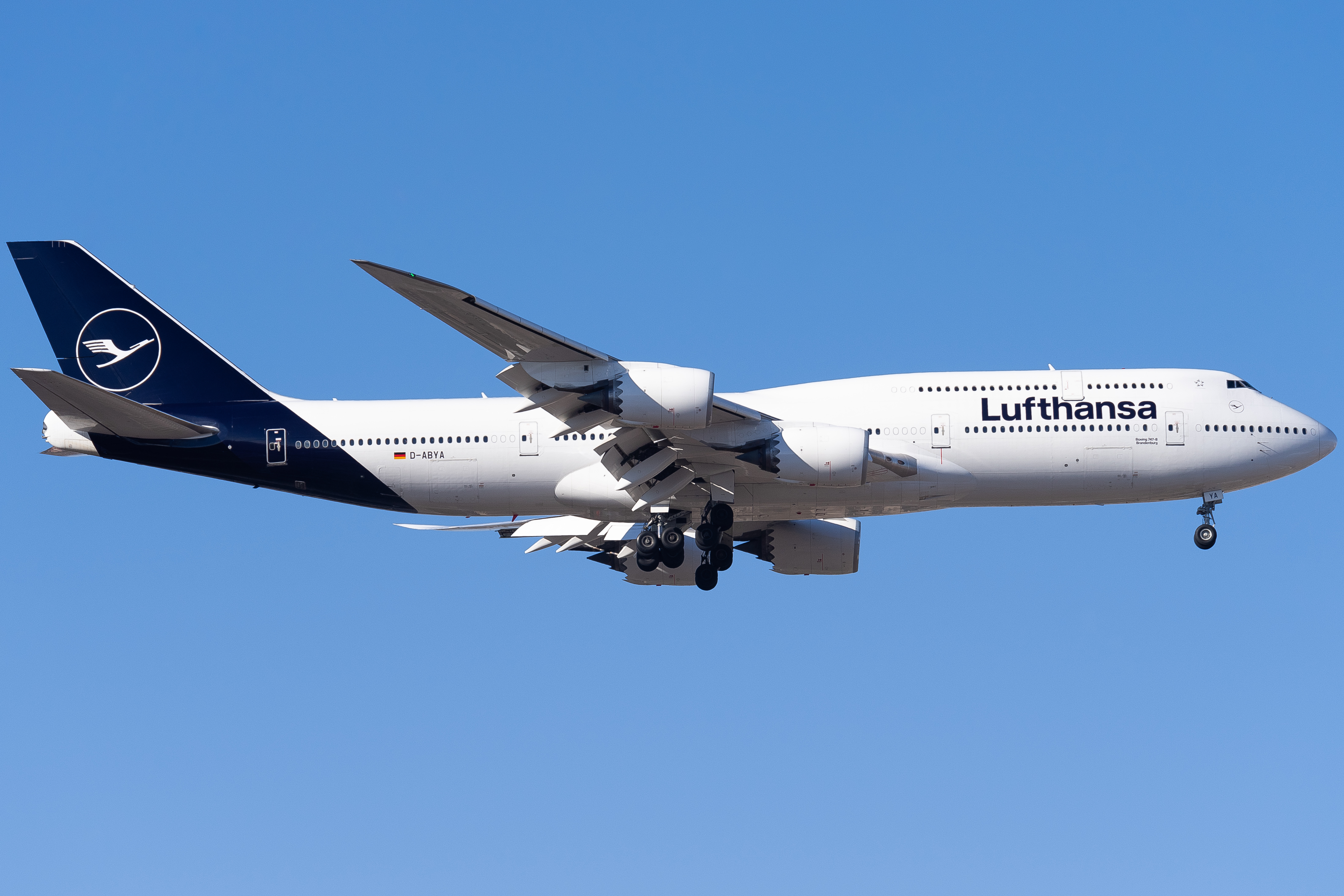
ボーイング747-8
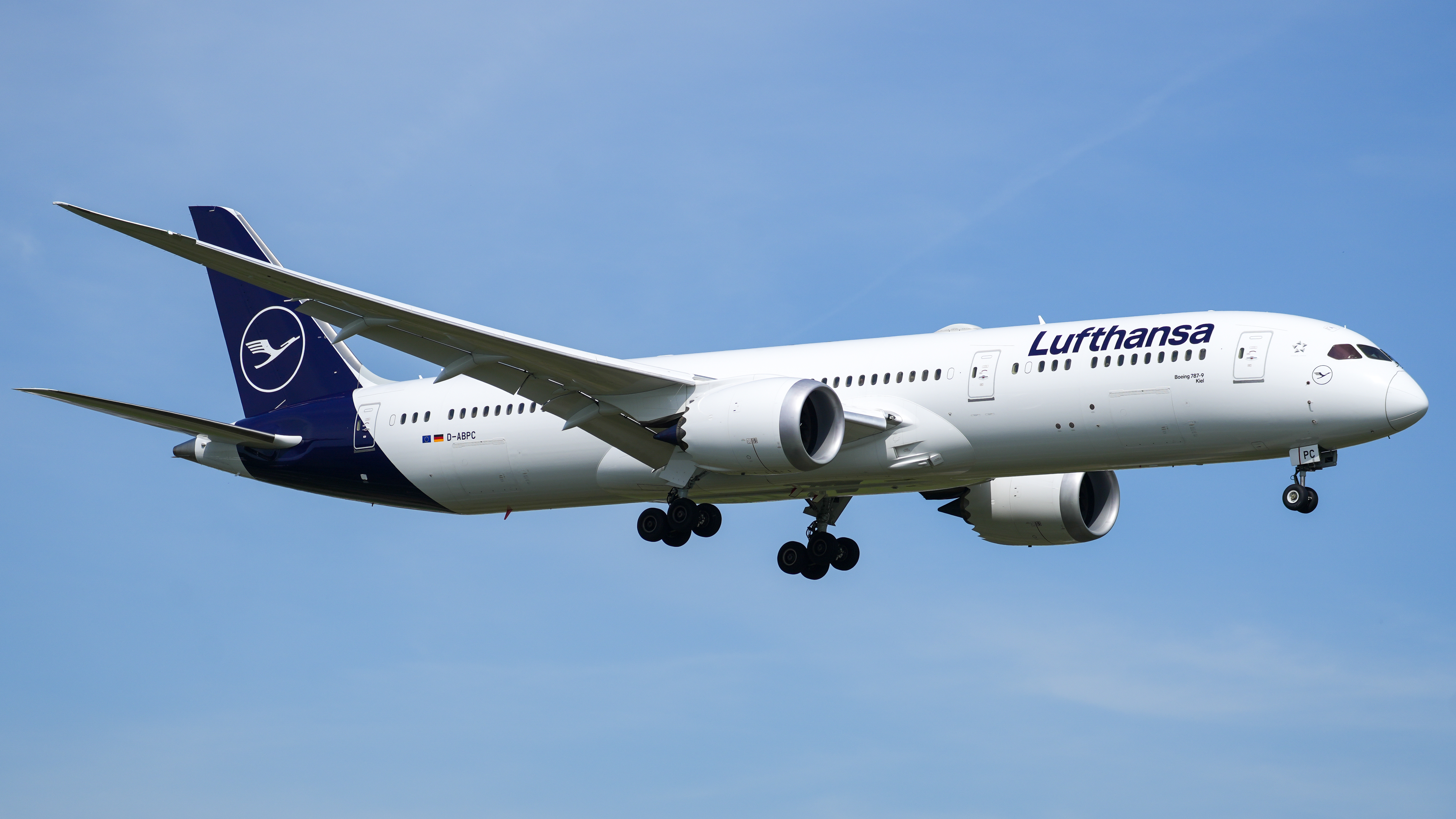
ボーイング787-9
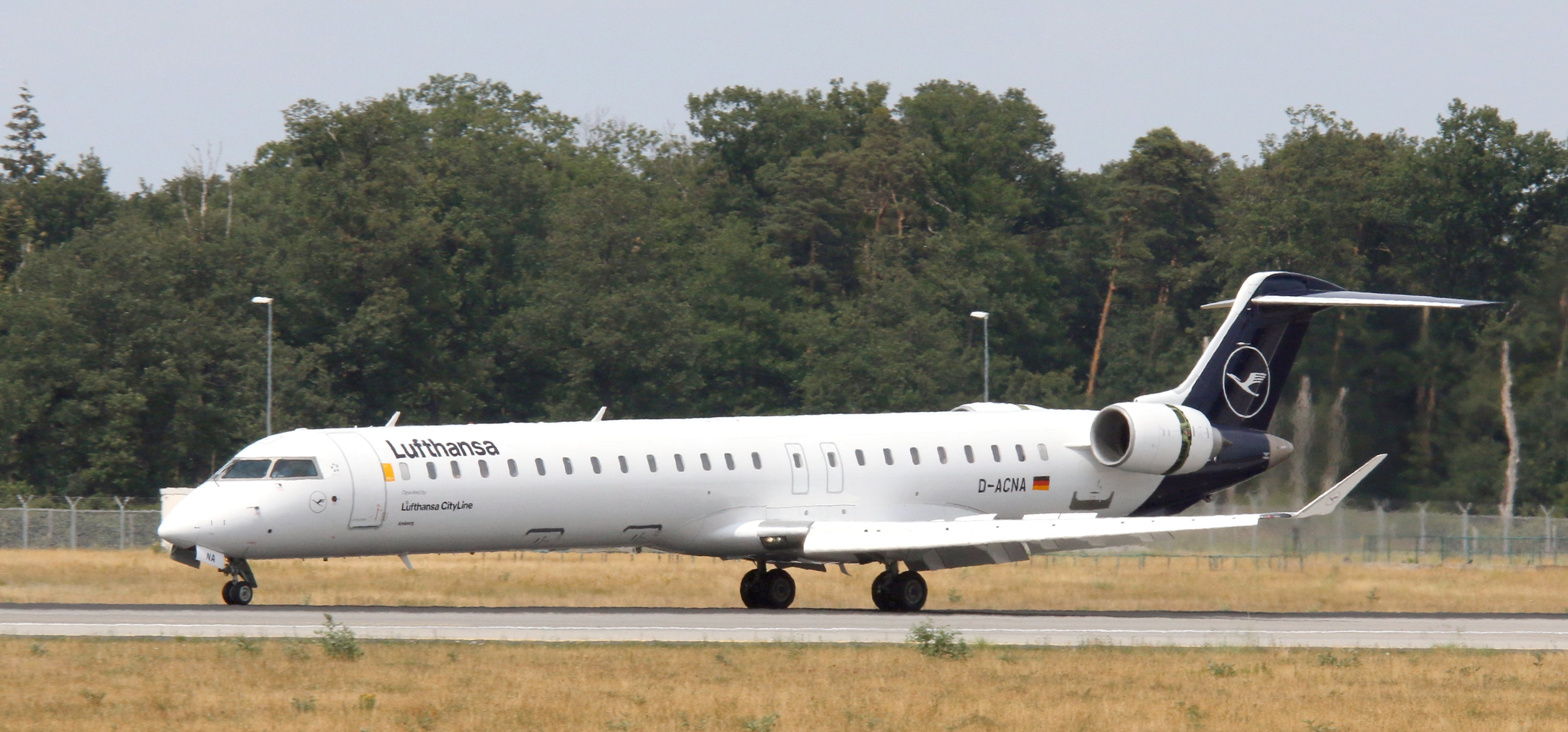
ボンバルディア CRJ-900LR（ルフトハンザ・シティーライン）

### 退役機材
- エアバスA300B2/B4
- エアバスA300-600
- エアバスA310-200/300
※200型のローンチカスタマー
- エアバスA330-200
- エアバスA340-200
※ローンチカスタマー
- ボーイング707-320B/320C/420
- ボーイング720
- ボーイング727-100/200
- ボーイング737-100/200
※100型のローンチカスタマー
- ボーイング737-300/400/500
- ボーイング747-100/200B/200F/200M
- ボーイング747-400M
- ボーイング767-300ER
- コンベア330/440
- ダグラス DC-3
- ダグラス DC-4
- ダグラス DC-8-51
- エンブラエル E190
- フォッカー F27
- フォッケウルフ Fw200
- ユンカース Ju-52
- ロッキード L-1049G スーパーコンステレーション
- ロッキード L-1649A スターライナー
- マクドネル・ダグラス DC-10-30
- ビッカース ヴァイキング
- ビッカース バイカウント

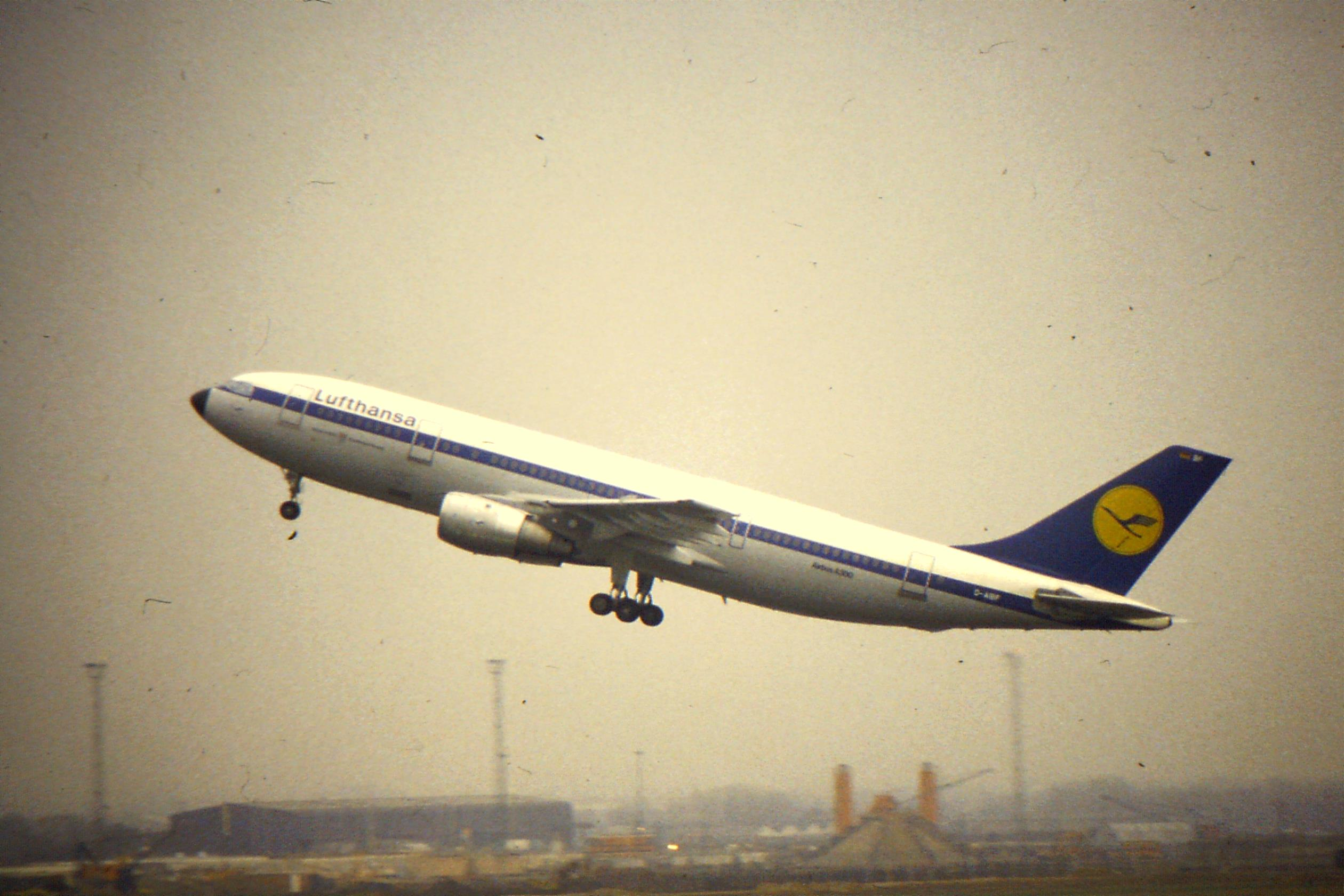
エアバスA300B4-2C
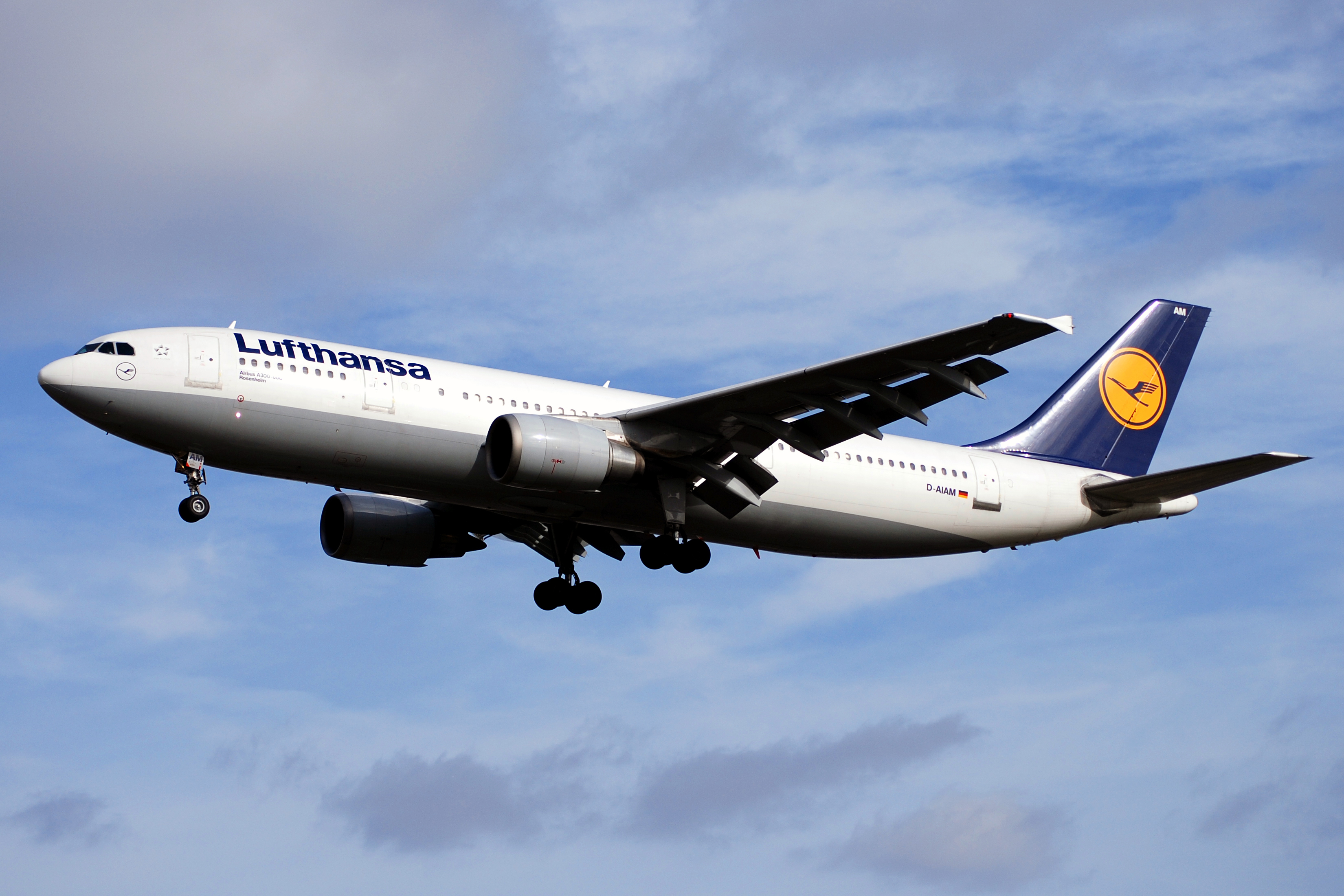
エアバスA300B4-600
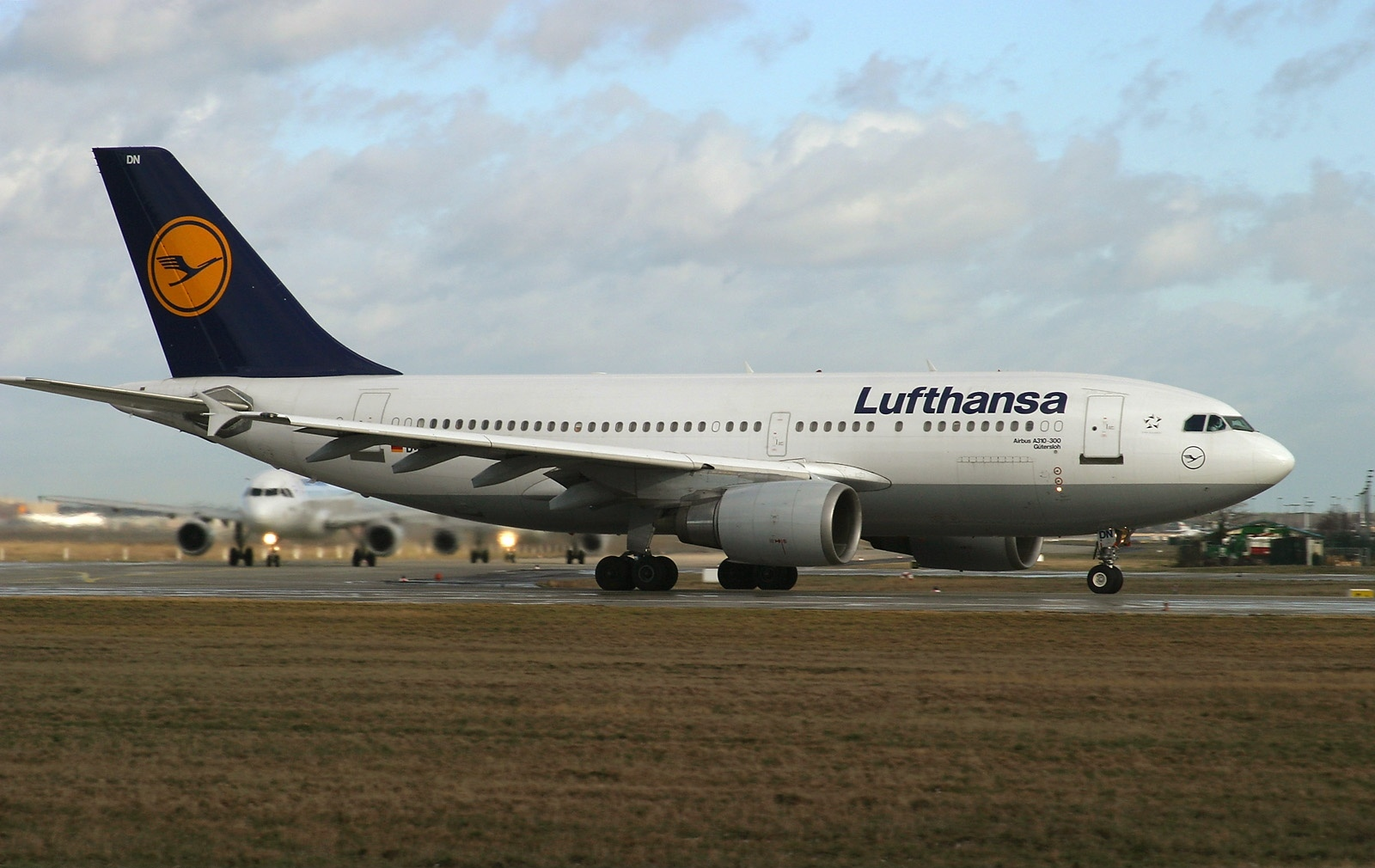
エアバスA310-300
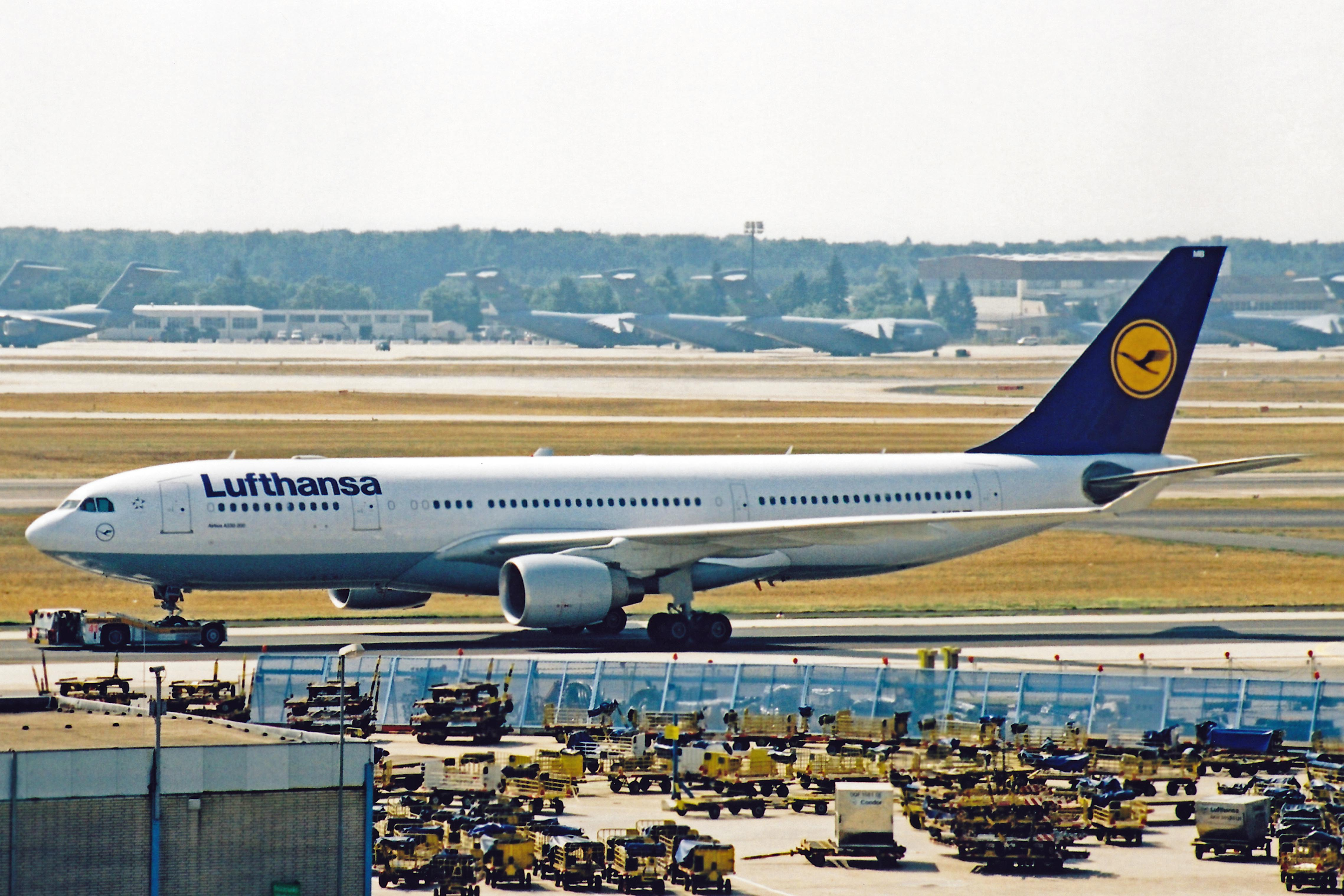
エアバスA330-200
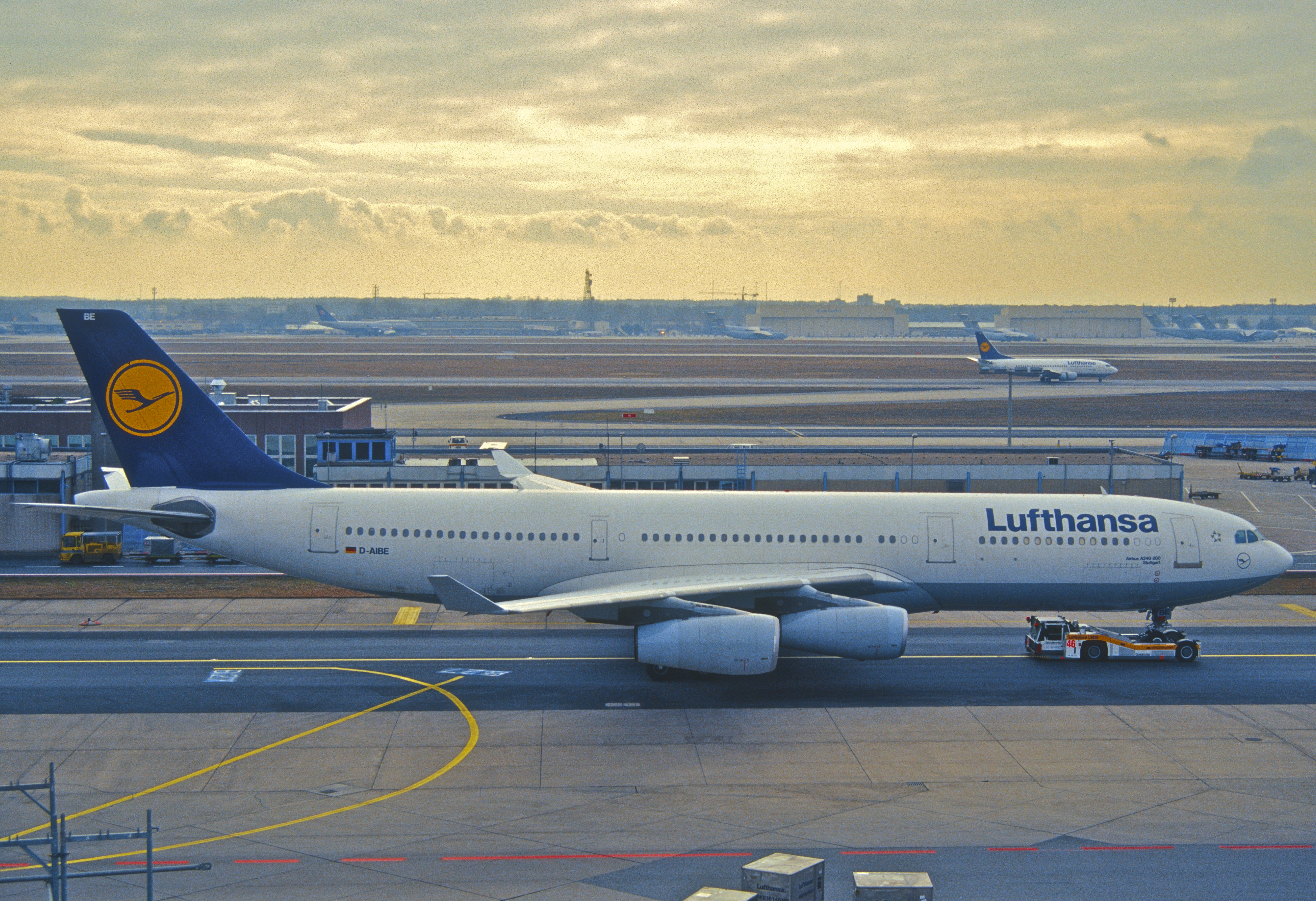
エアバスA340-200
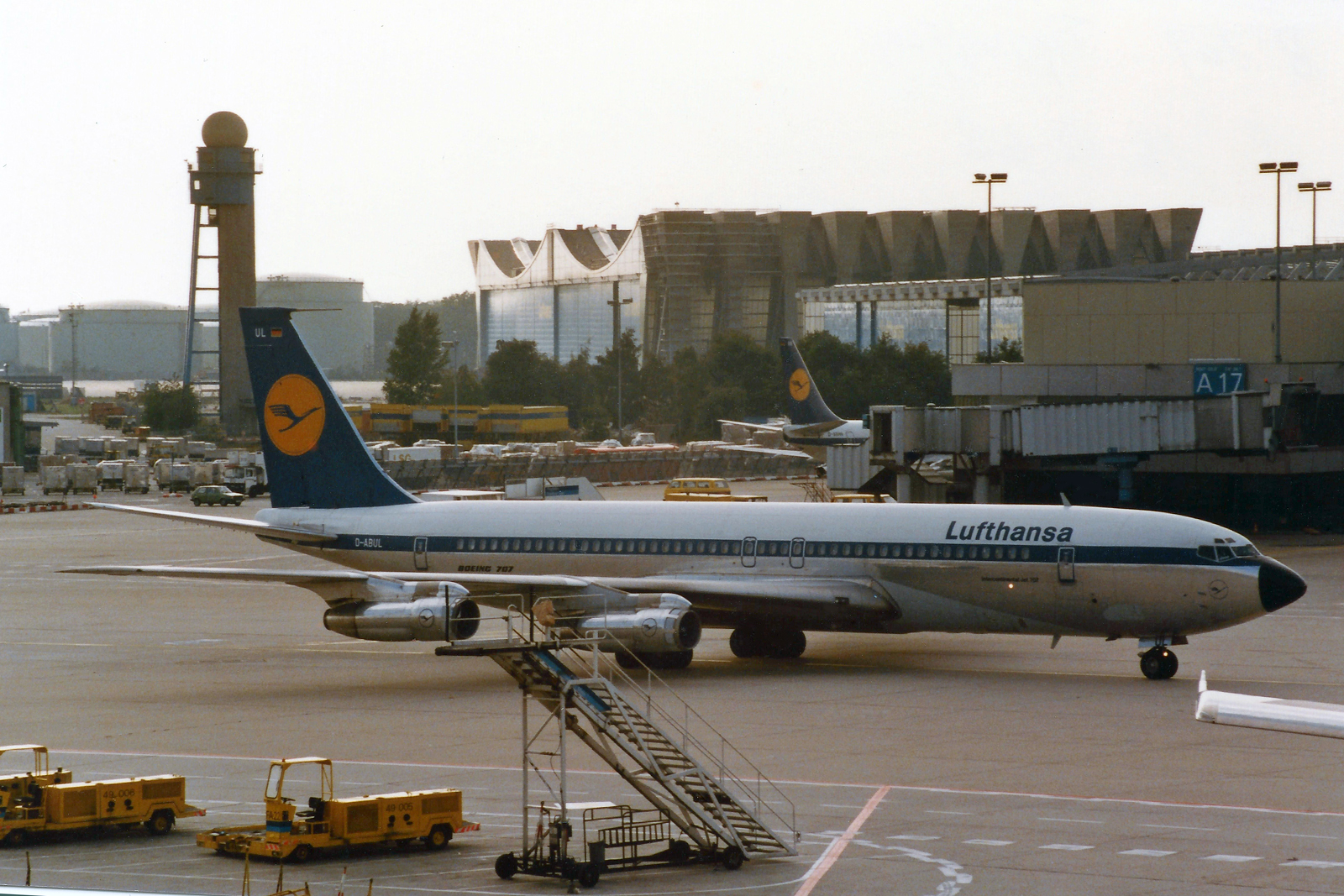
ボーイング707-320B
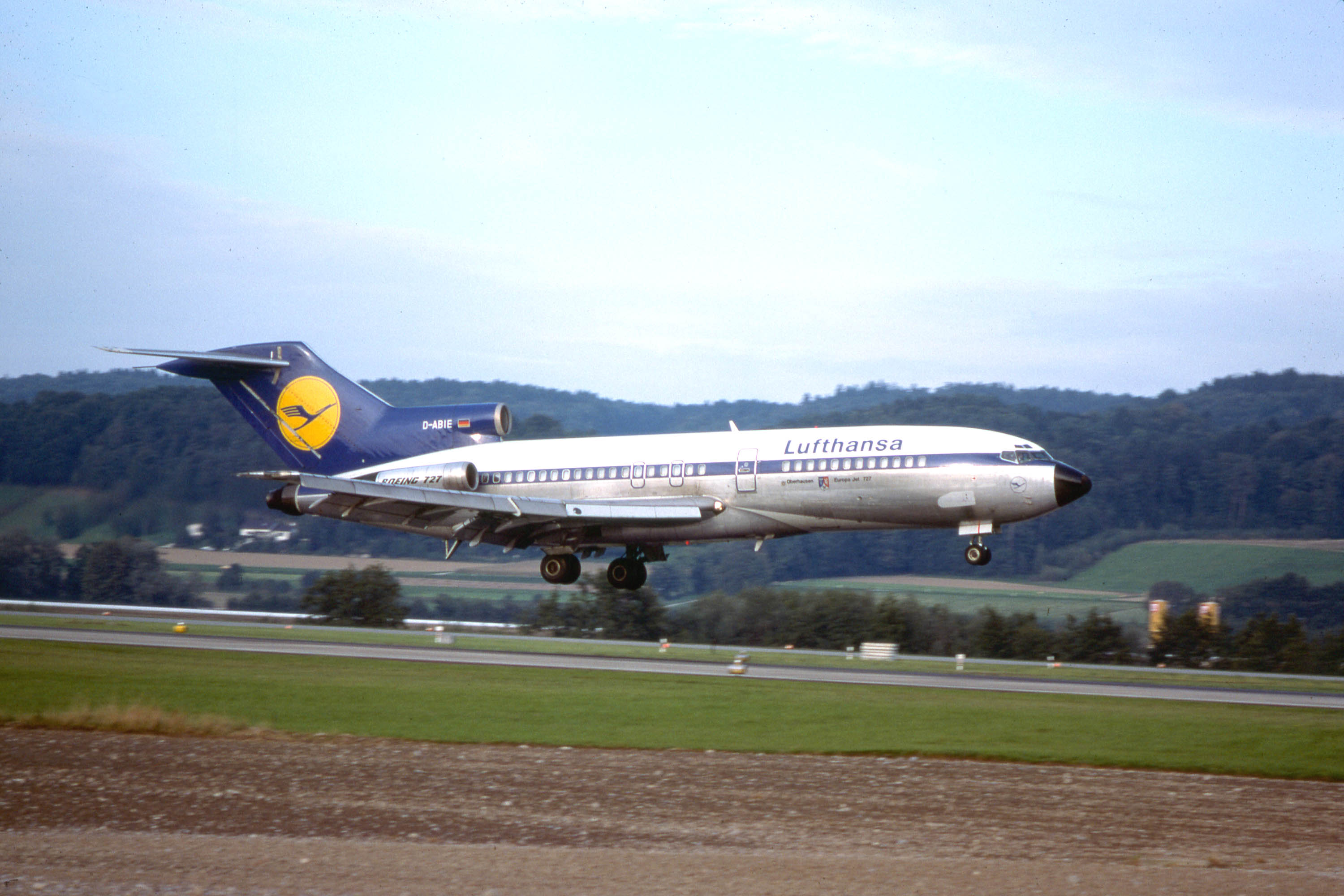
ボーイング727-100
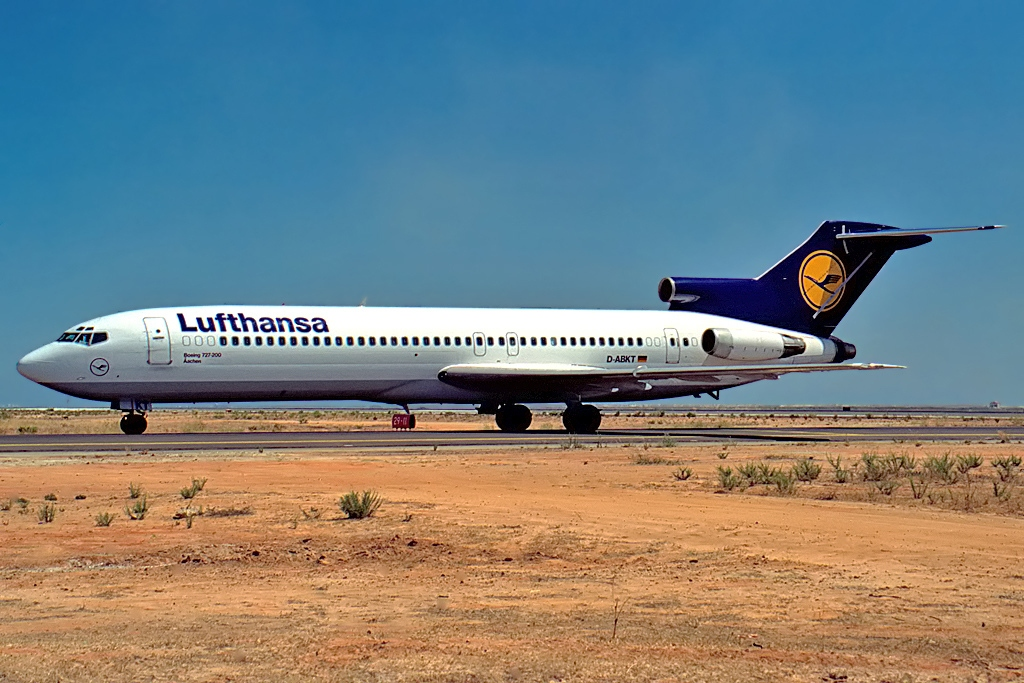
ボーイング727-200adv
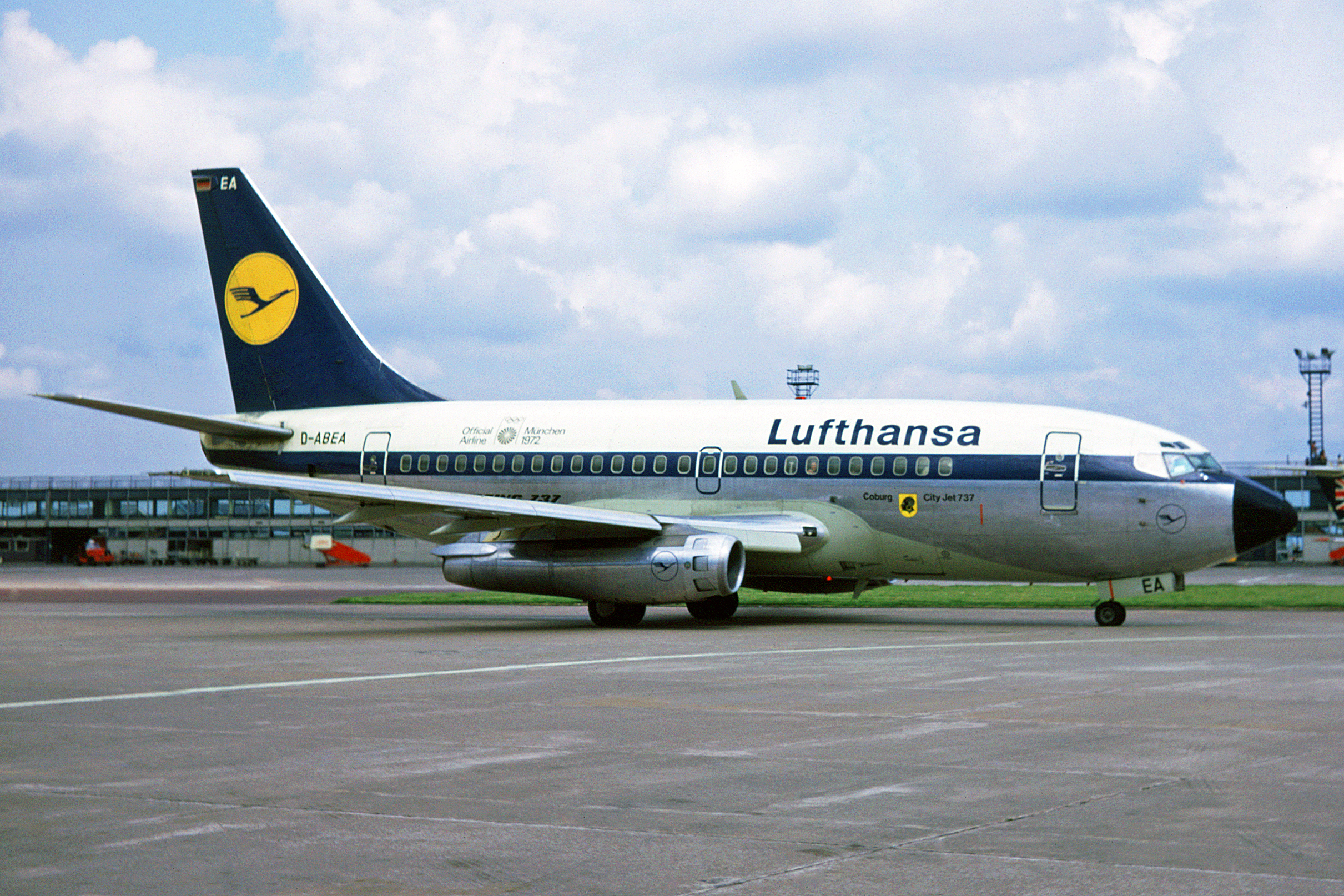
ボーイング737-100
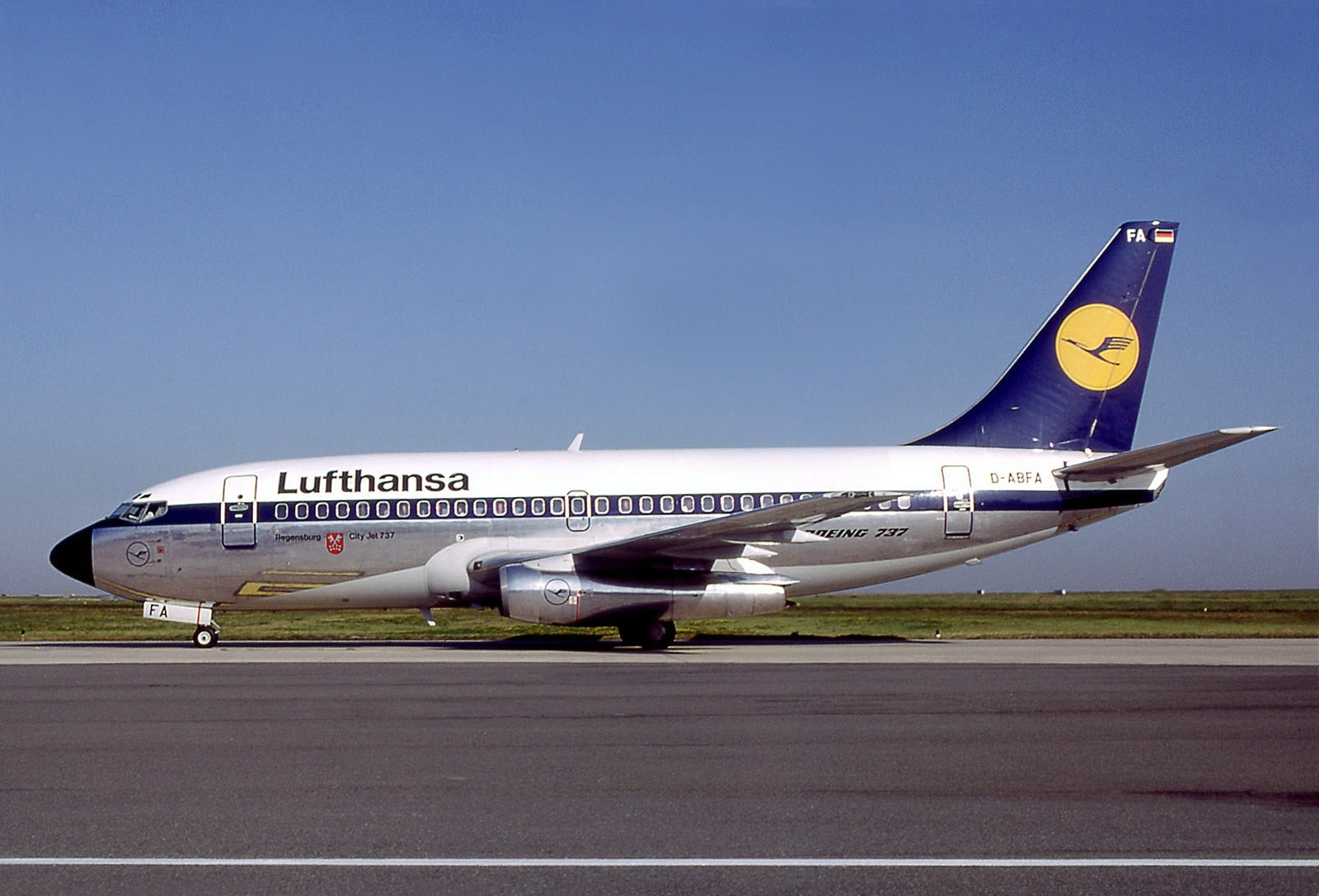
ボーイング737-200adv
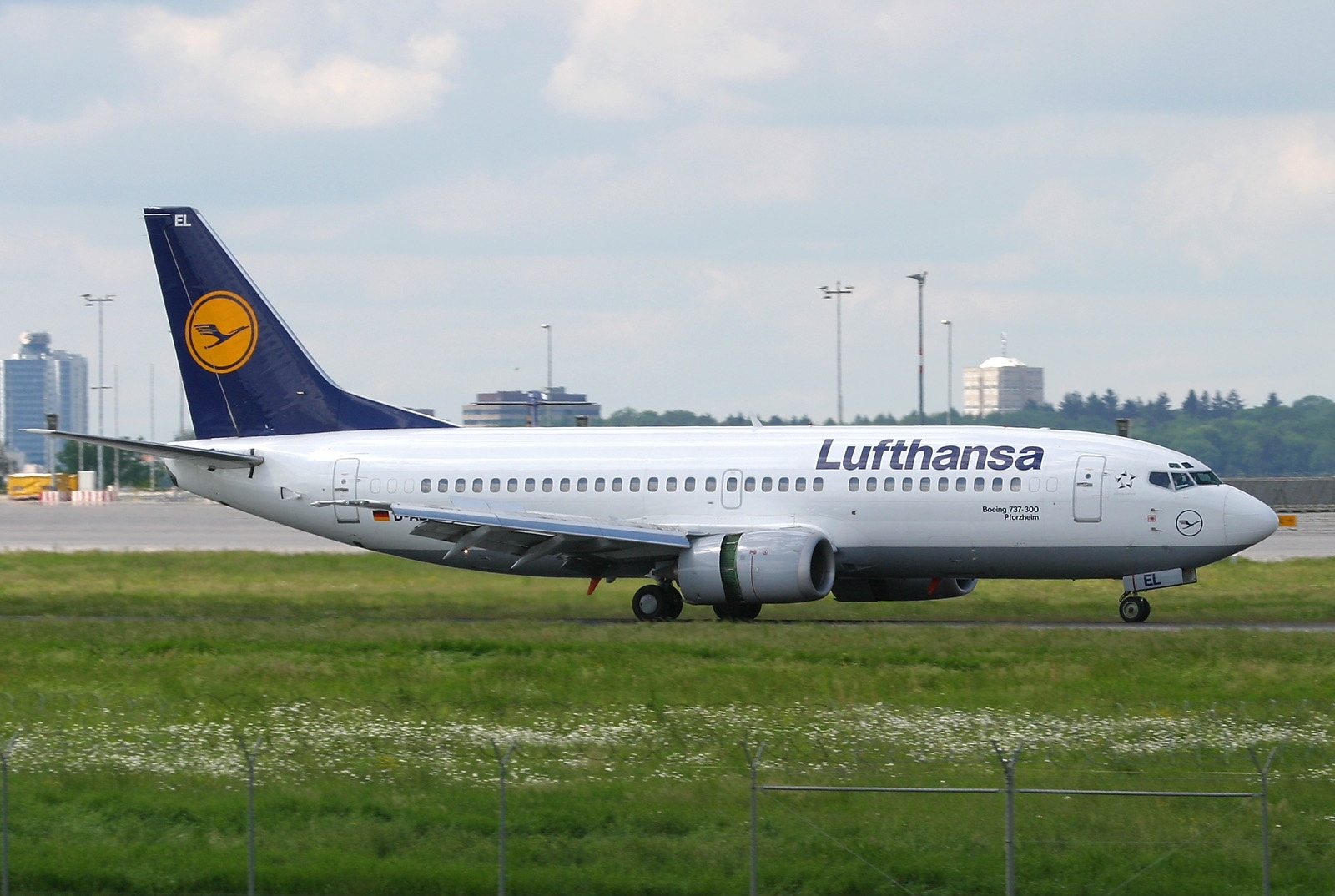
ボーイング737-300
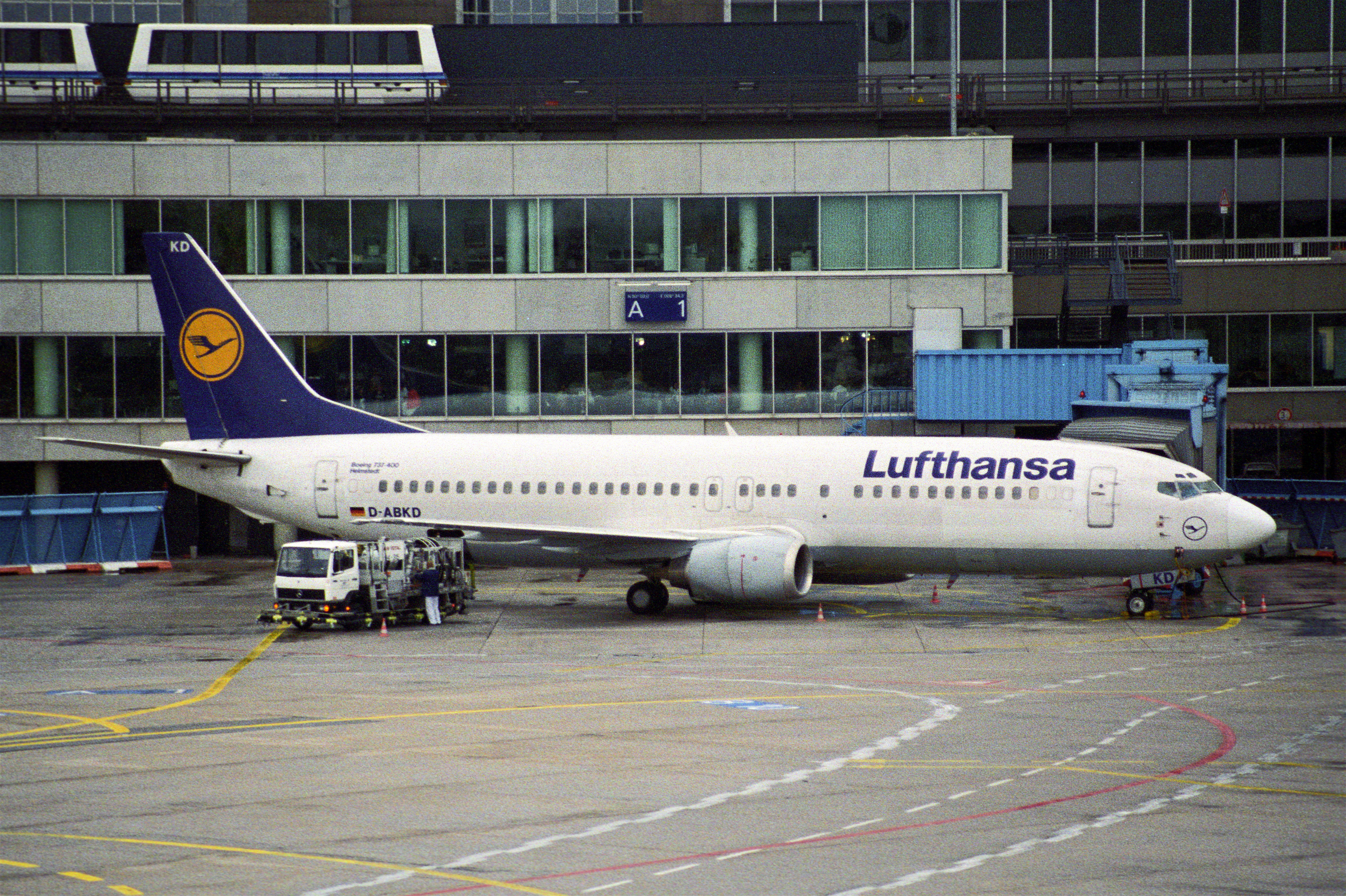
ボーイング737-400
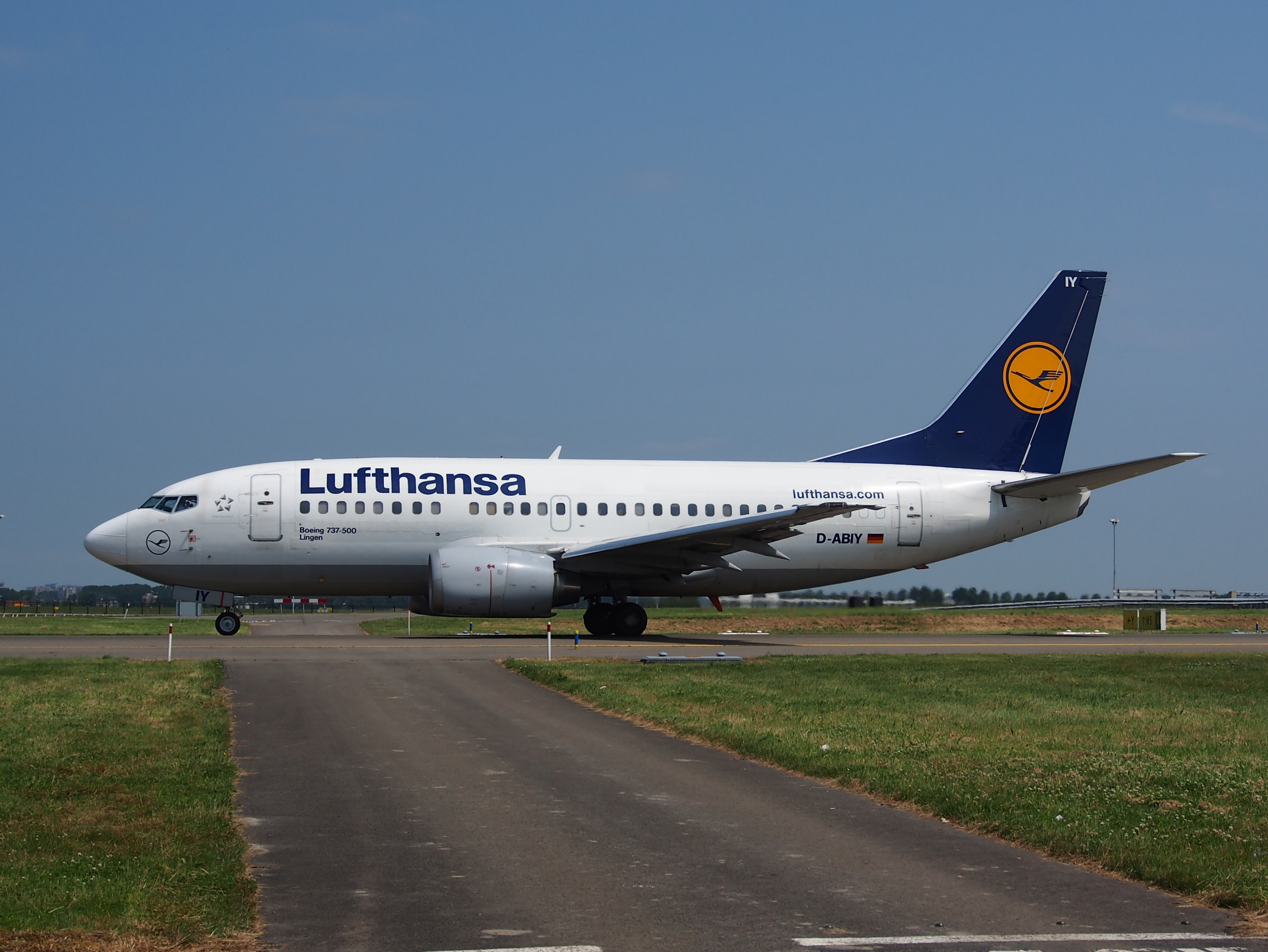
ボーイング737-500
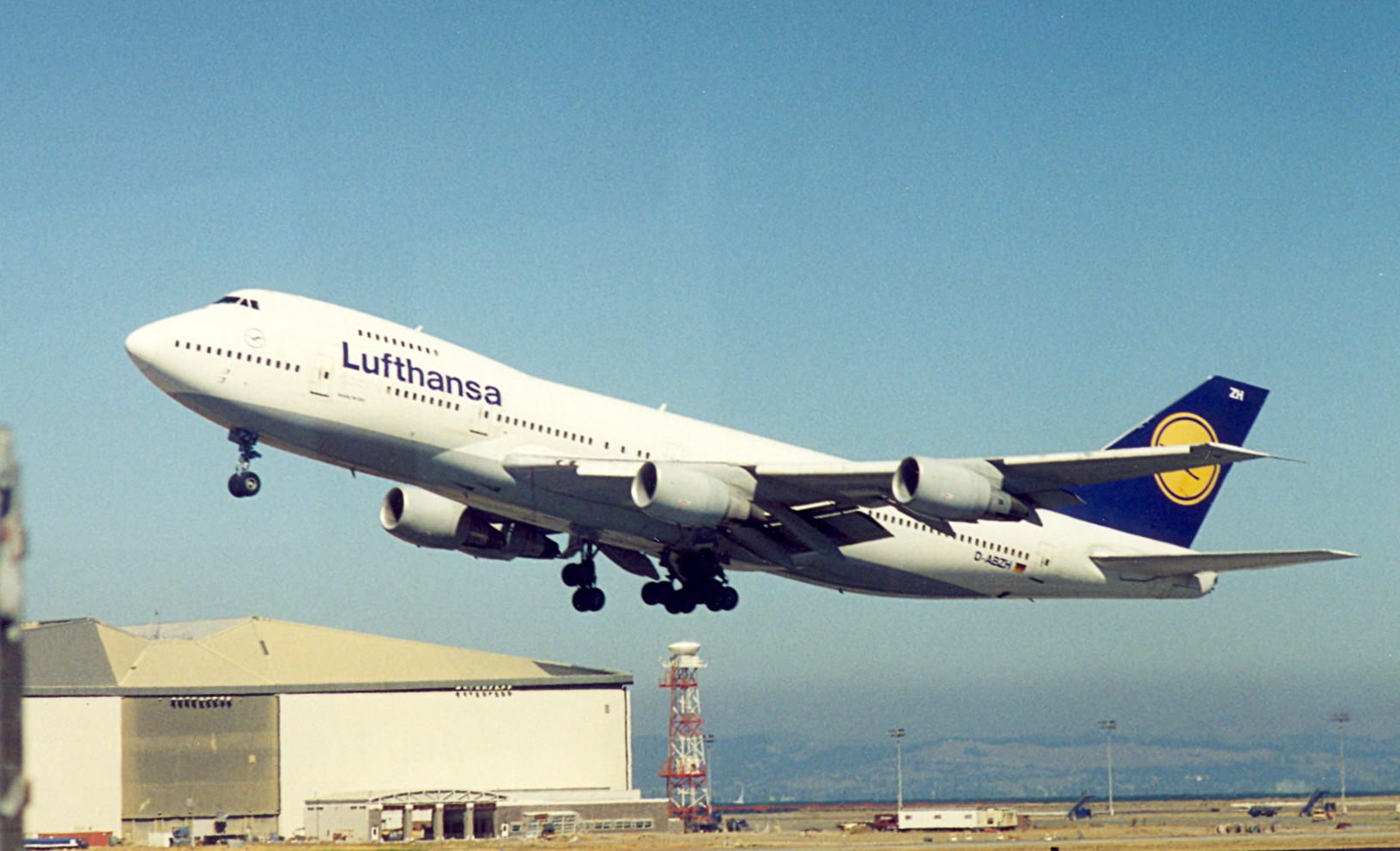
ボーイング747-200B
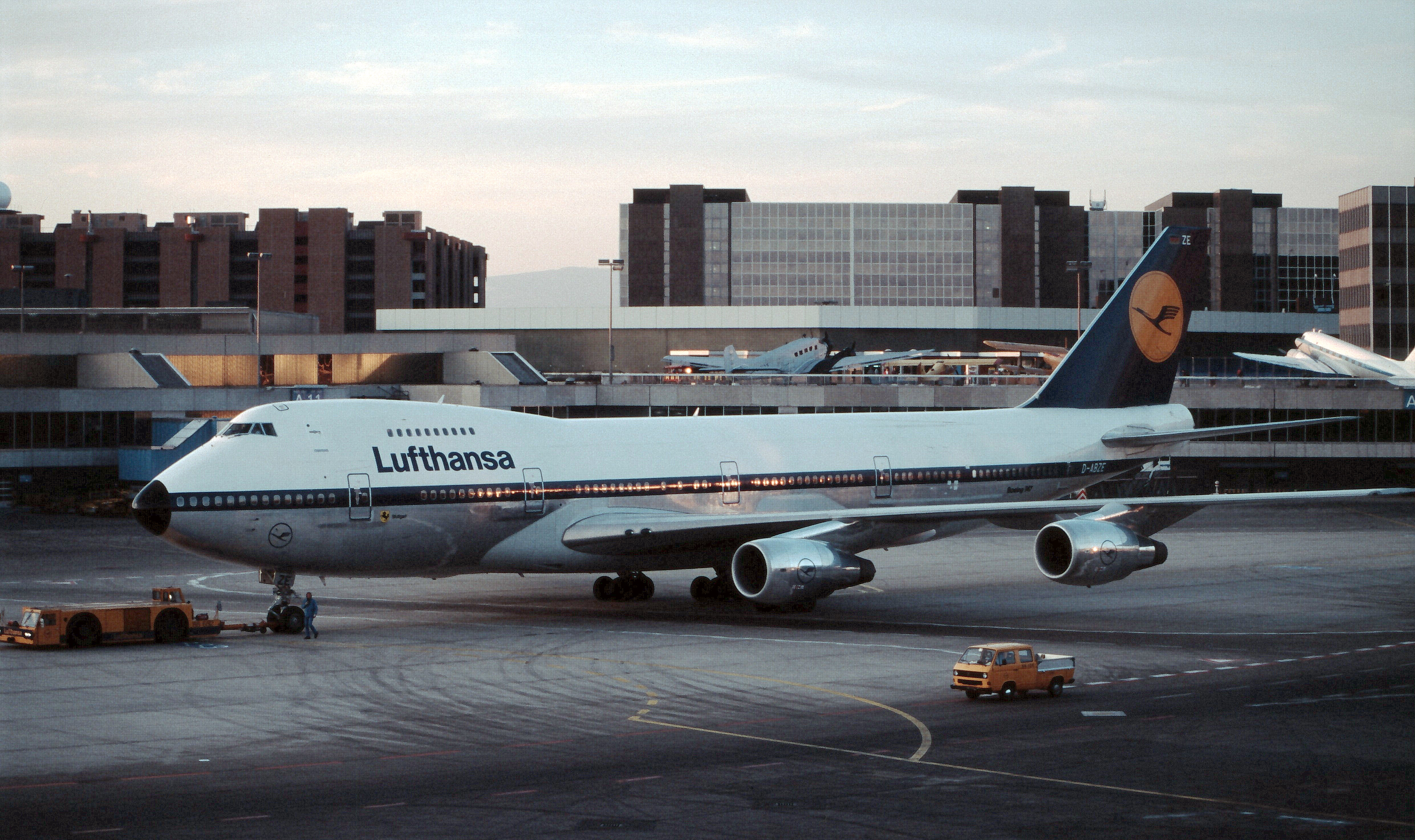
ボーイング747-200B(M)
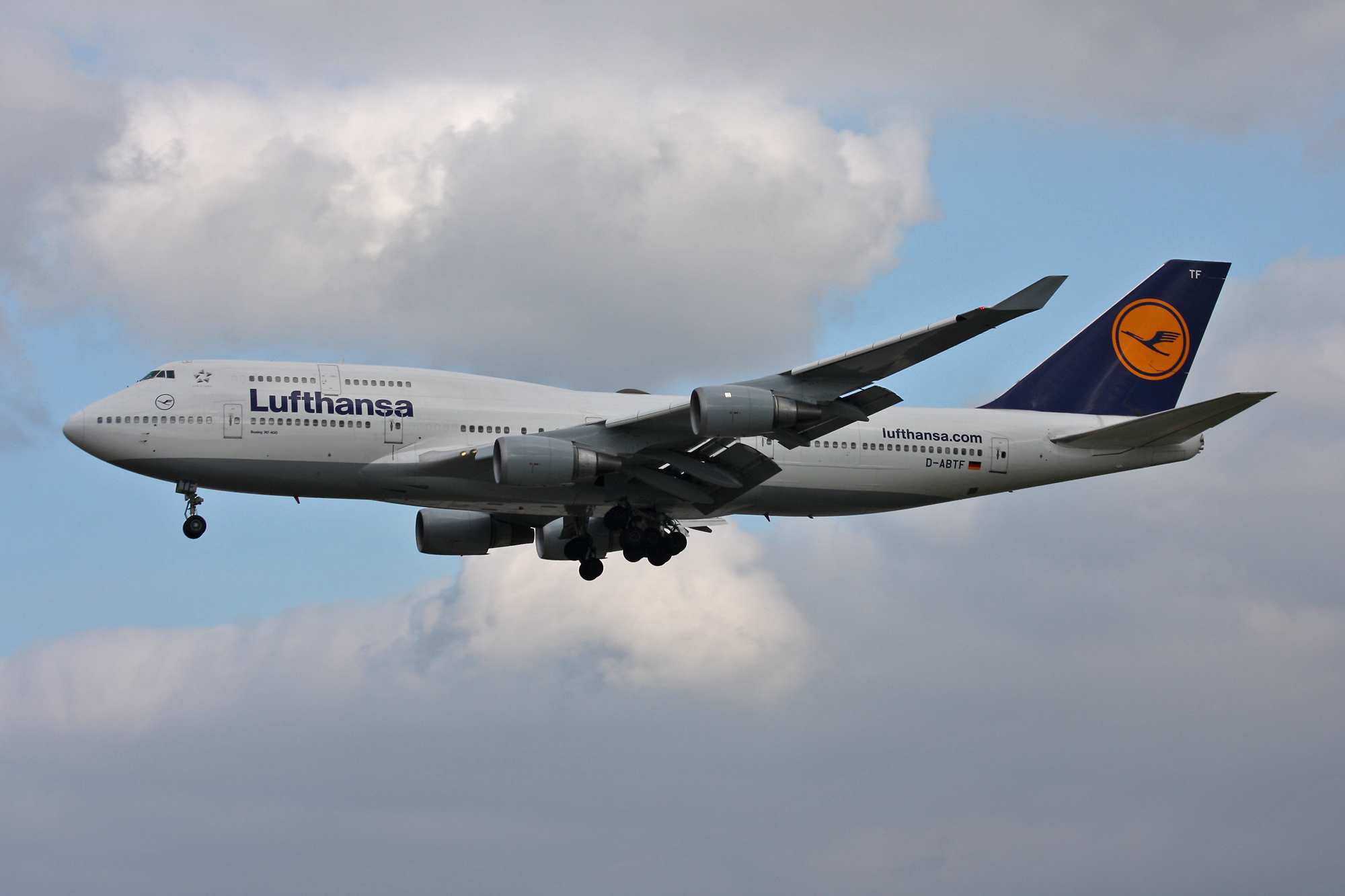
ボーイング747-400M
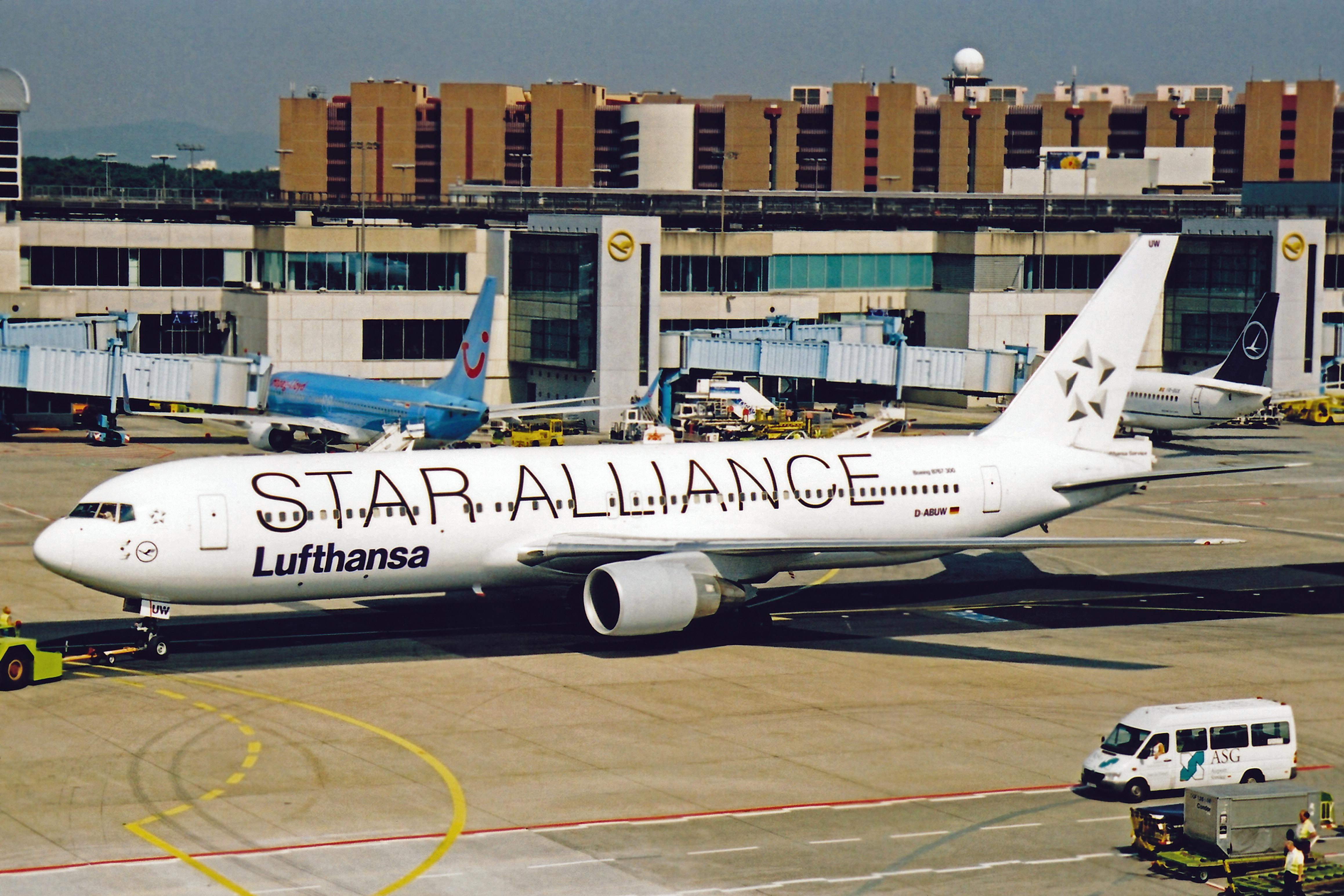
ボーイング767-300ER（スターアライアンス塗装）
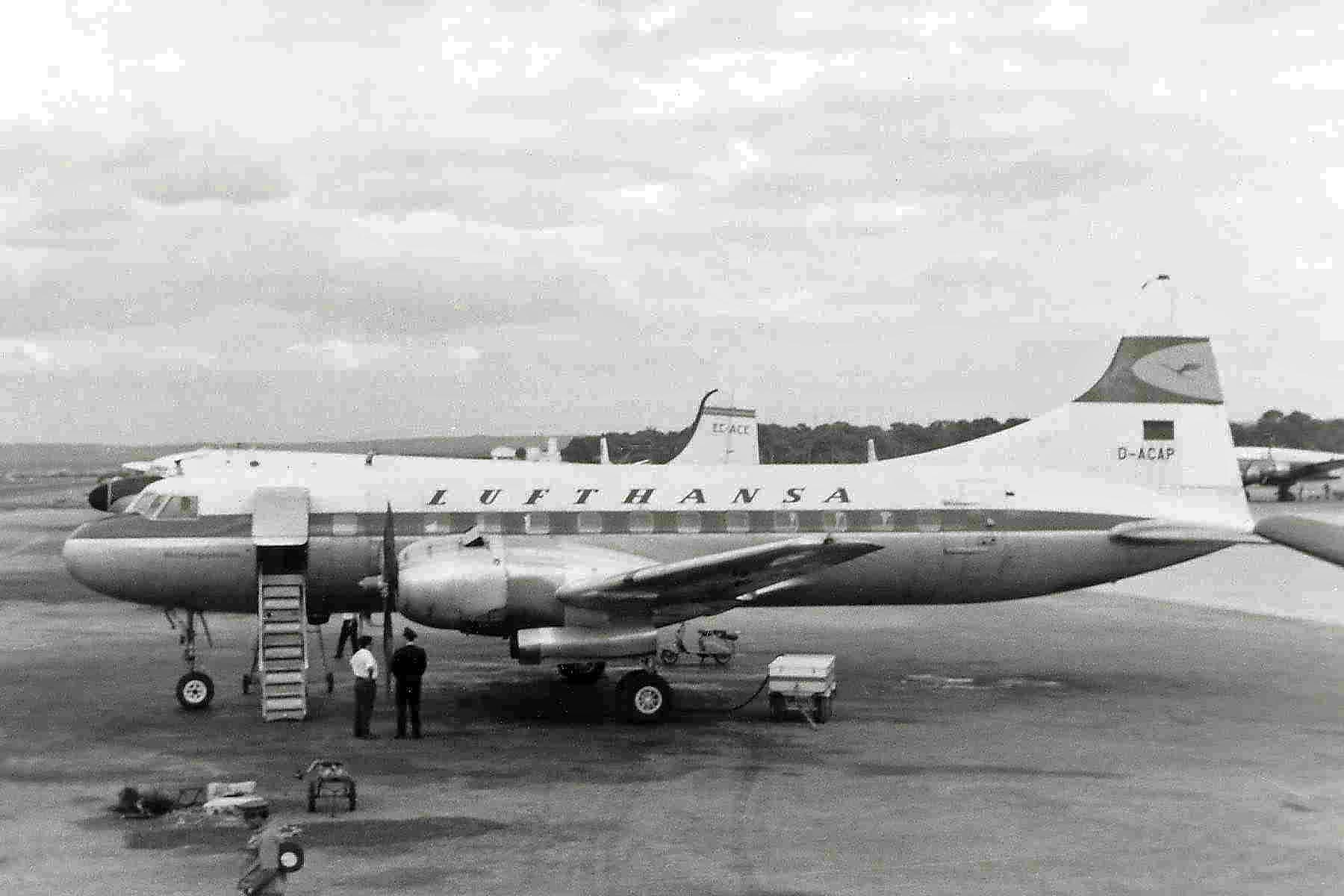
コンベア440
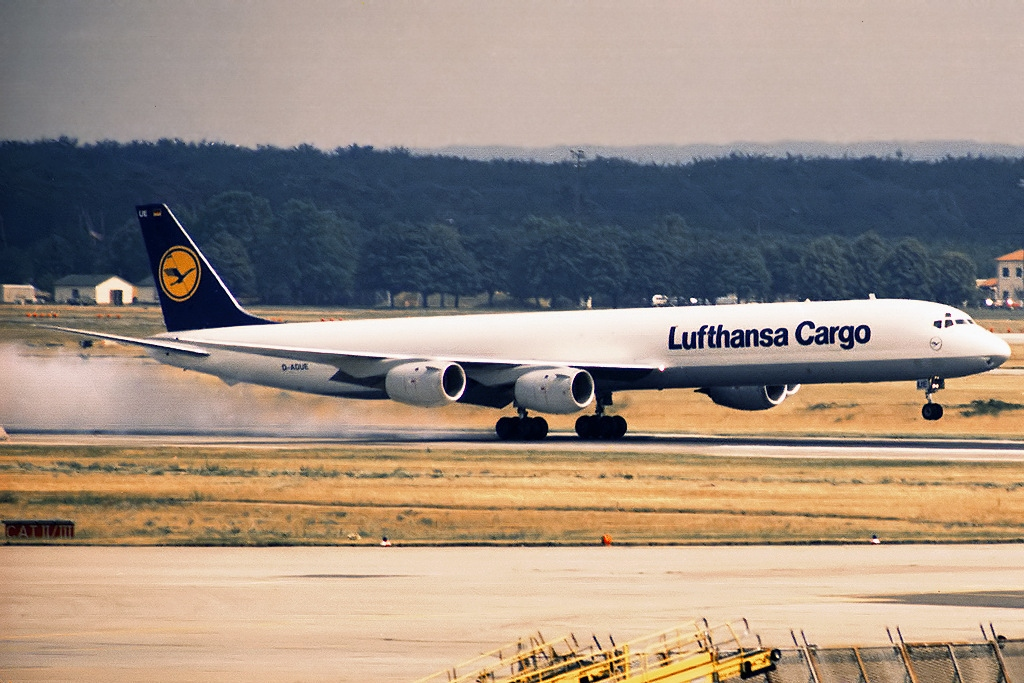
ダグラス DC-8-73F（ルフトハンザ・カーゴ）
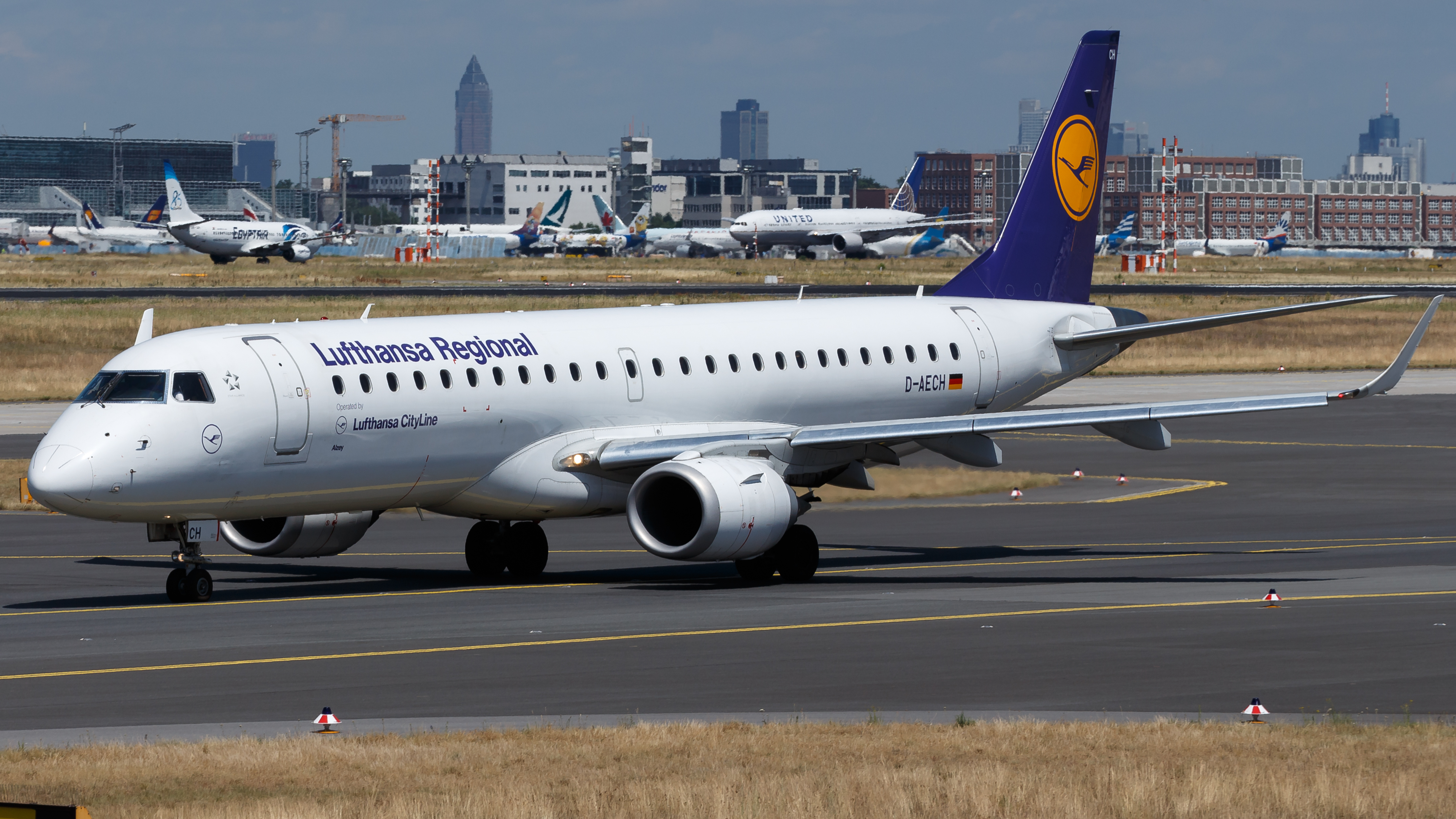
エンブラエル E190（ルフトハンザ・シティーライン）
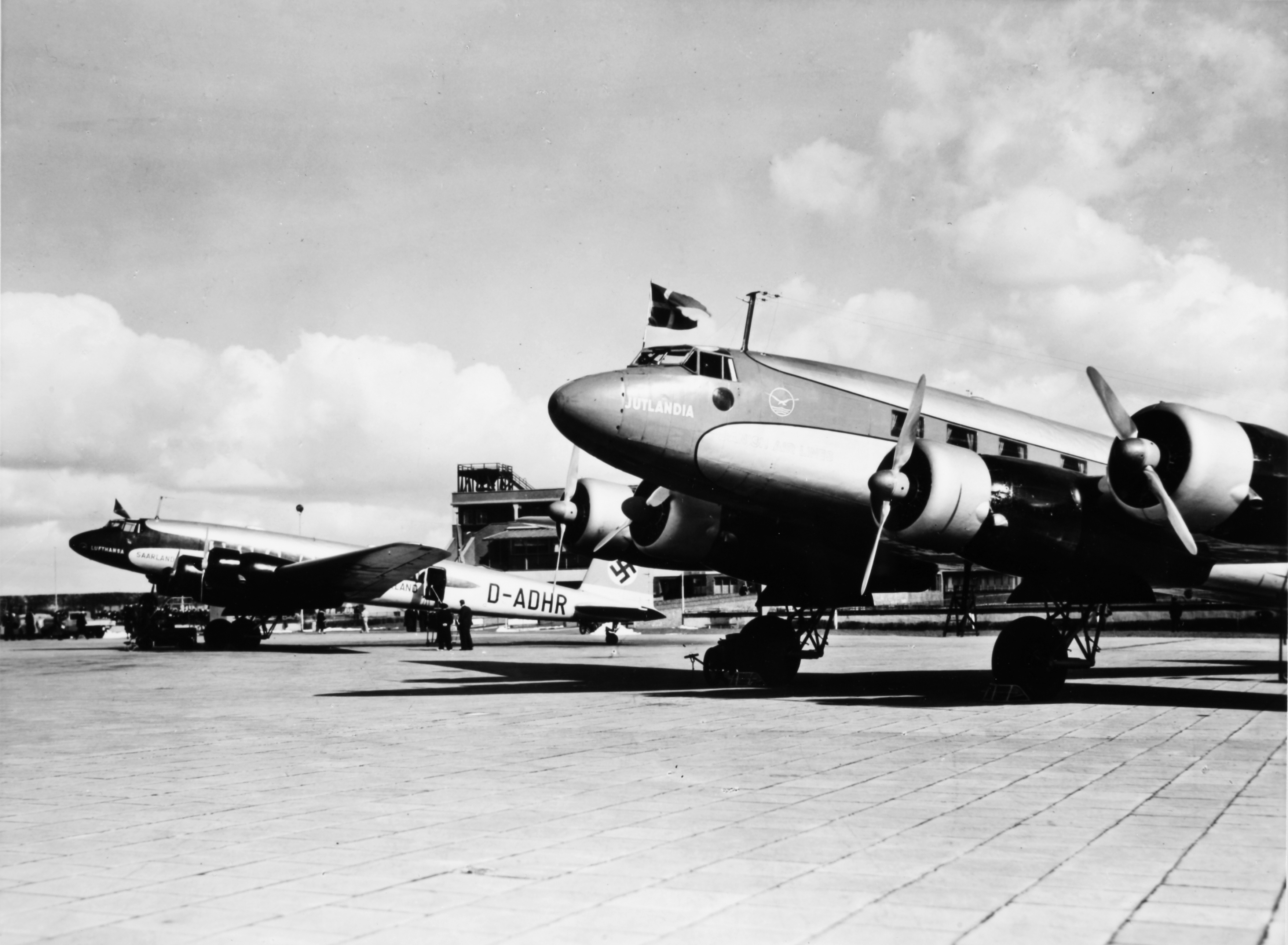
フォッケウルフ Fw200
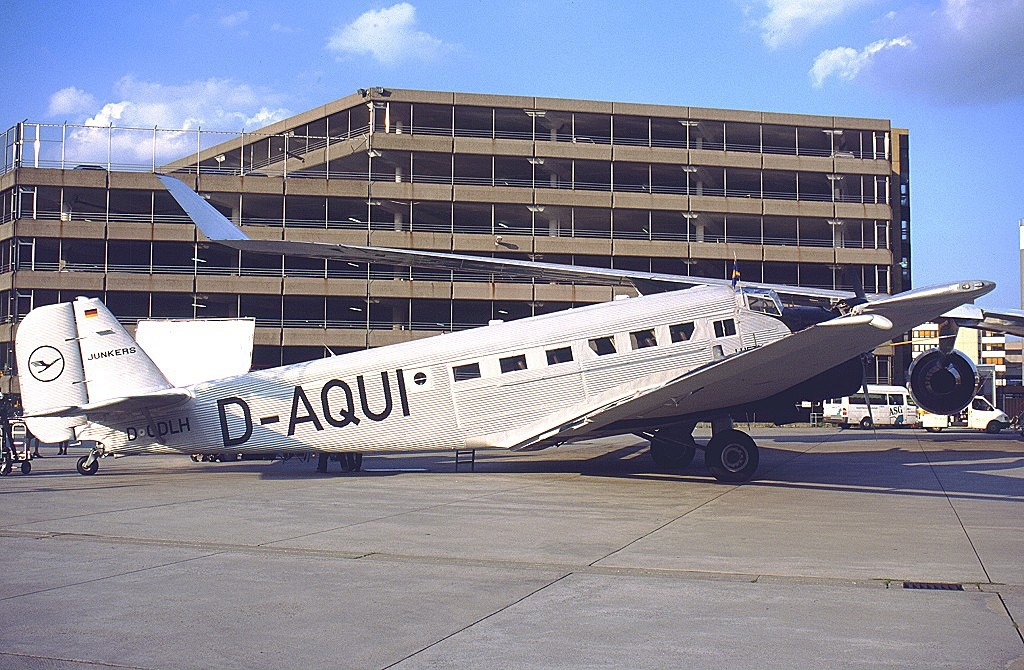
ユンカース Ju-52
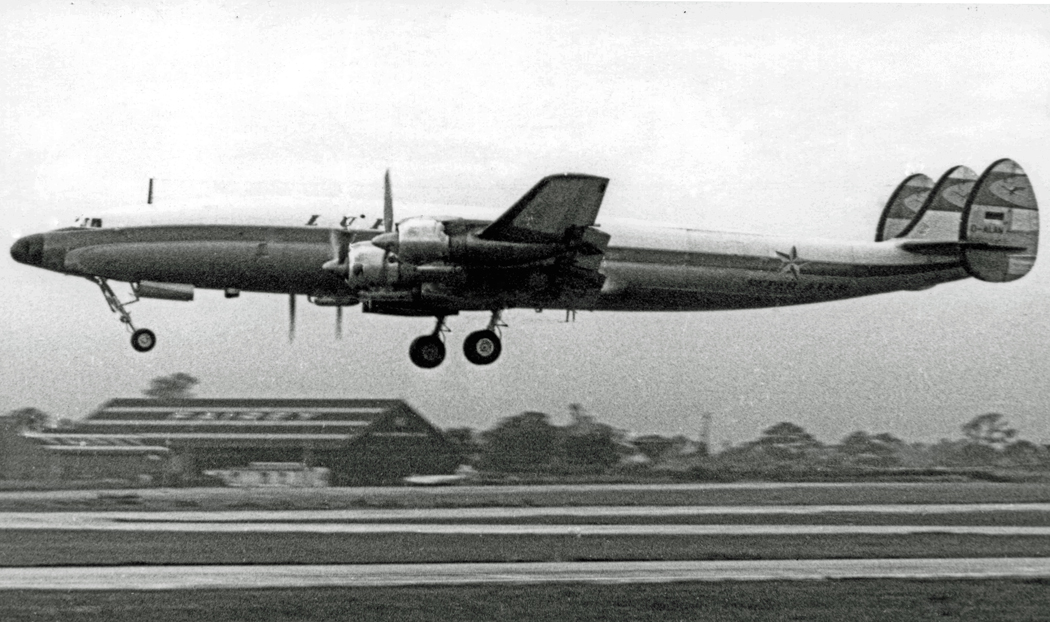
ロッキード L-1649A スターライナー
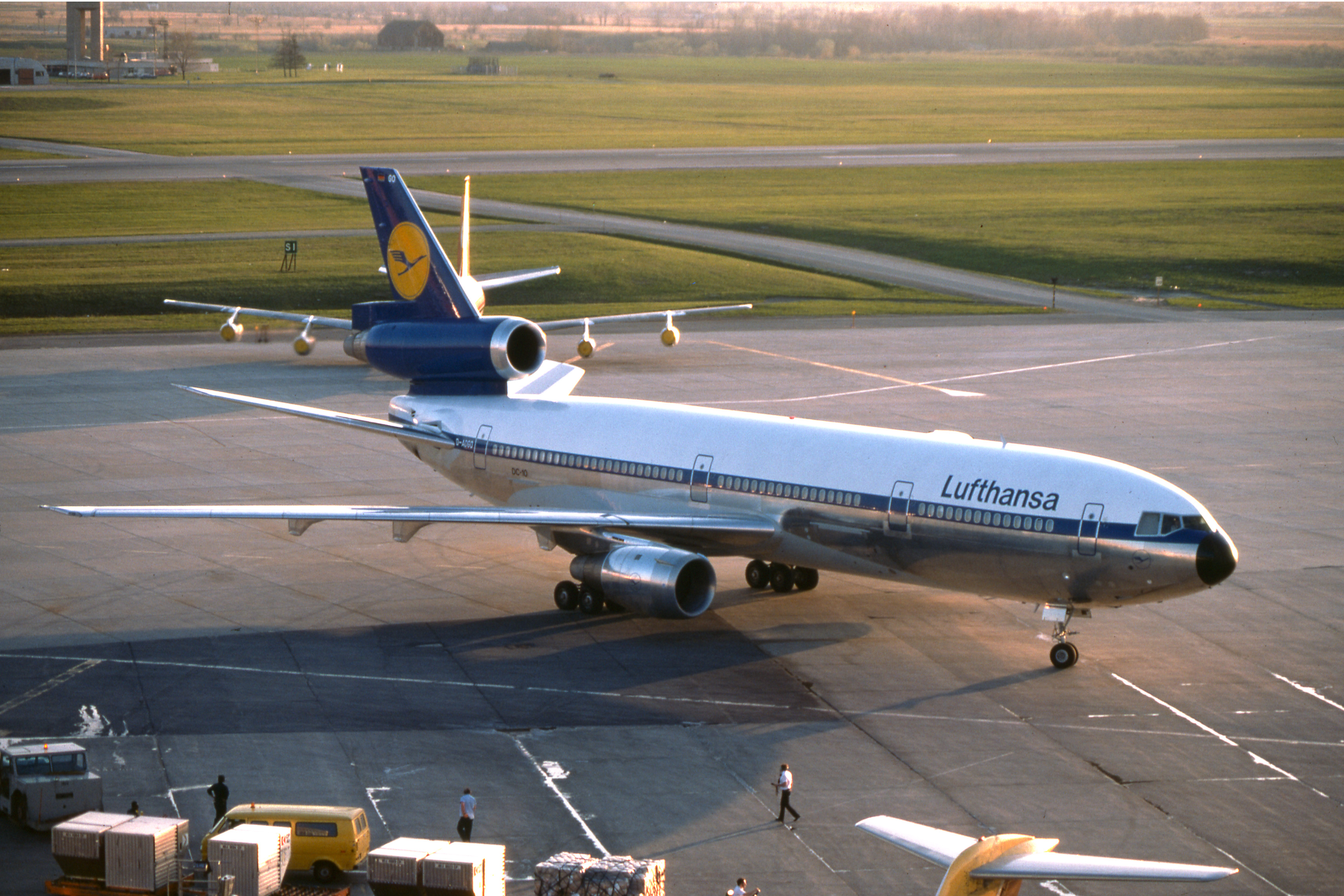
マクドネル・ダグラス DC-10-30
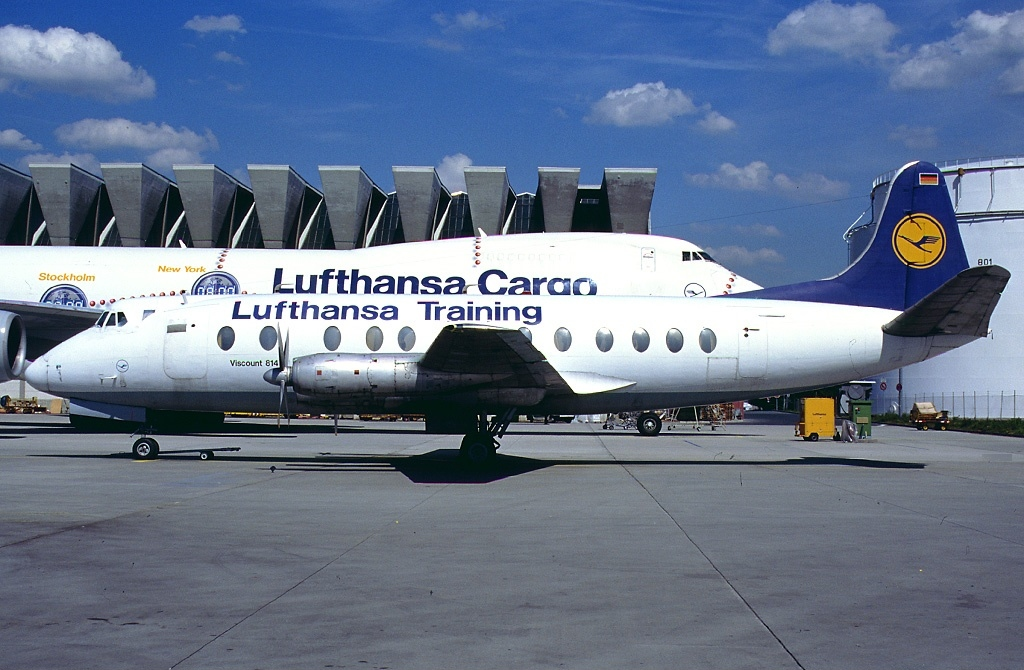
ビッカース バイカウント

### 塗装について
シンボル・ロゴはツルがモチーフになっている。世界中のお伽話や神話の中で、ツルは幸福の象徴として、あるいは神秘的な鳥として描かれることが多いことに由来している。1918年にオットー・フィルレのデザインにより前身のドイツ・ルフト・レーデライのシンボルマークとして制定され、以来このツルをシンボルに用いてきた。また、このことにちなんで、ルフトハンザは野生のツルを保護する活動も行っている。
カラーリングとして使用される色にはそれぞれ以下の意味が込められている。
- 黄：「差別化」「発見」
- 銀：「高い技術水準」
- 白：「信頼」
- 灰：「品質」

2018年2月7日に28年ぶりの新塗装を発表。機体デザインは紺色と白色をベースとして、垂直尾翼にマイナーチェンジを施したツルを描いたデザインとなる。これは前述のとおり1918年にドイツ人デザイナーのオットー・フィルレが制作し、2018年でちょうど100周年を迎えるためである。新塗装の初号機はB747-8（機体番号：D-ABYA）とA321（機体番号：D-AISP）の2機で、このうち前者についてはフランクフルト - 東京/羽田線にも投入されている。2025年までの7年間で在籍機全てを新塗装に変更するほか、アメニティセットや食器などのアイテムも今後2年間で新デザインに切り替える。
なお、黄色のデザインはフランクフルト国際空港などの案内サインや客室乗務員のスカーフなどに引き続き継続して使用される。

### 特別塗装機数
- 「EXPO2000 HANNOVER」[注 4]（ボーイング747-400・D-ABVK[注 5]）,(＊)

- 「STAR ALLIANCE」[注 6]

ボーイング747-400 (D-ABTH),(＊) エアバスA340-300 (D-AIGC(＊＊)、D-AIGN、D-AIGV), エアバスA319 (D-AILF), エアバスA320 (D-AIPD), エアバスA321 (D-AIRW), ボンバルディアCRJ700（D-ACPQ、D-ACPS、D-ACPT）
- 「50 YEARS Innovation Partnership Boeing and Lufthansa」

ボーイング747-400 (D-ABVH),(＊)
- 「Fanhansa」[注 7],(＊)

ボーイング747-400 (D-ABVK,D-ABVS), ボーイング747-8 (D-ABYO), エアバスA320 (D-AIDG), エアバスA340 (D-AIHQ), ボーイング737-300 (D-ABEK)
- 「Fanhansa Siegerflieger」[注 9](＊)

ボーイング747-8 (D-ABYI)
- 「Congraturations! BOEING 747 1500th」[注 10]

ボーイング747-8 (D-ABYP)
- 「レトロ塗装 ('70年代～'80年代)」[注 11]

ボーイング747-8 (D-ABYT)
- 「レトロ塗装 ('60年代)」[注 11]

エアバスA321-200 (D-AIDV)
- 「FC Bayern München」,(＊＊)

エアバスA340-600 (D-AIHK)
- 「Die Maus」[注 13]

エアバスA321-100 (D-AIRY)
- 「Siegerflieger OLYMPIA MANNSCRAFT 」[注 14],(＊)

ボーイング747-8 (D-ABYK)
- 「5starhansa ★★★★★」」[注 15],(＊)

ボーイング747-8（D-ABYM）、エアバスA320ceo（D-AIZX）
- 「Fanhansa Mannschaftsflieger」[61],(＊)

エアバスA321ceo（D-AISQ）
- 「Fanhansa Diversity Wins.」[62][63]

エアバスA330-300（D-AIKQ）
(＊)現在は、通常塗装による運航である。
(＊＊)現在は、同社から退役している。

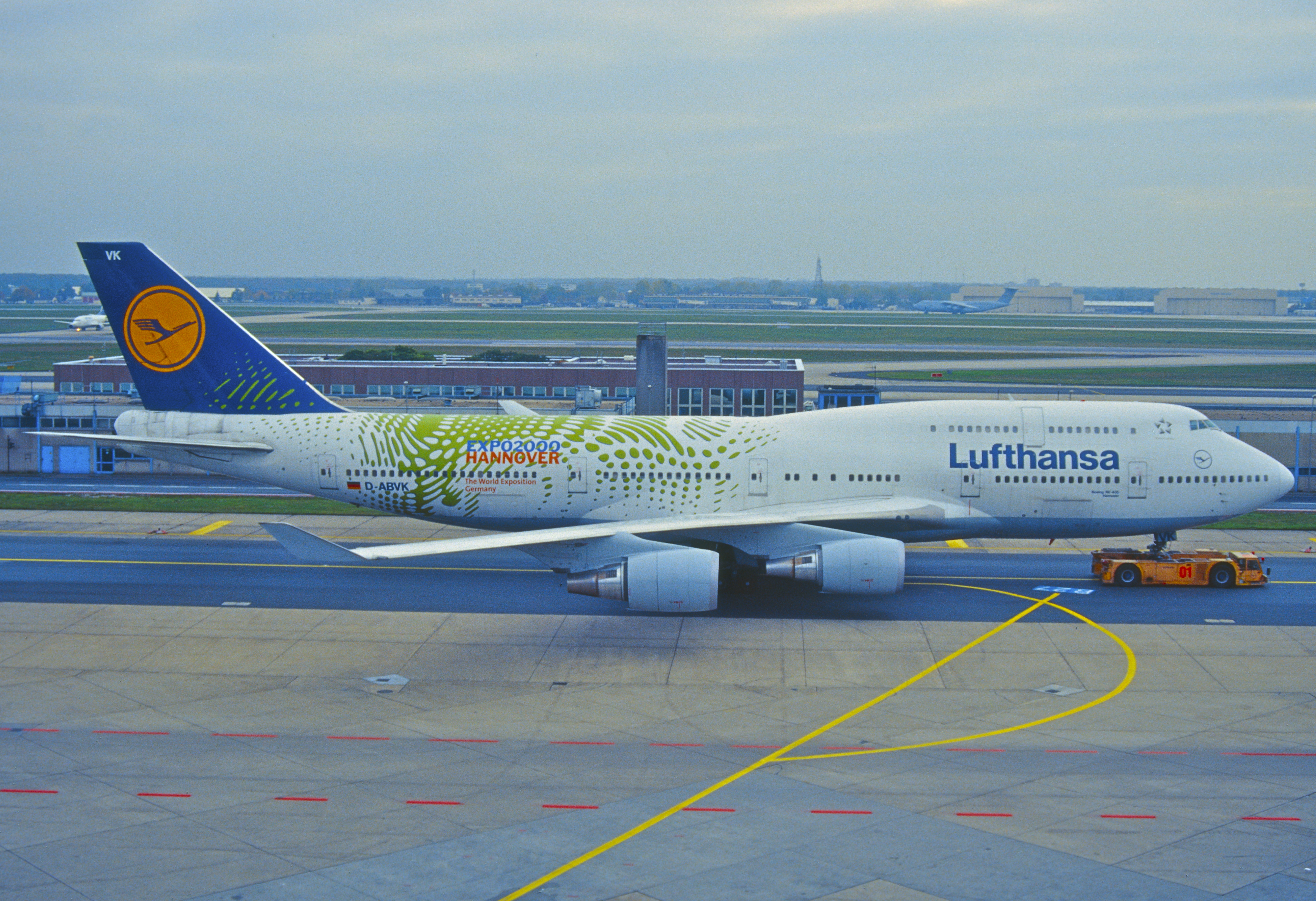
ボーイング 747-430 D-ABVK 「EXPO2000 HANNOVER」
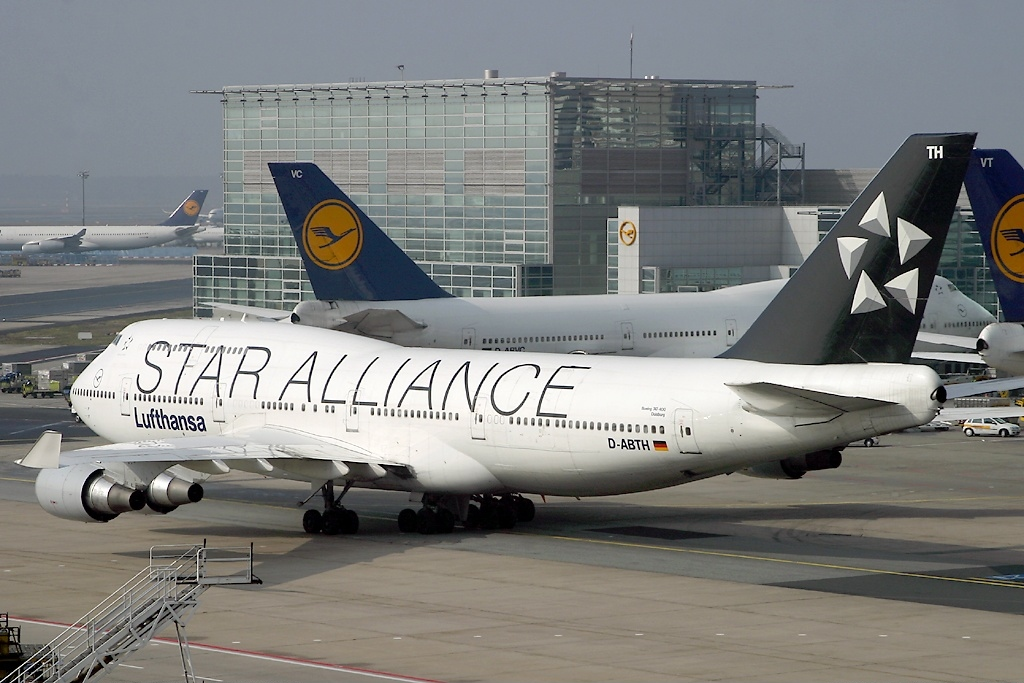
ボーイング747-400M（スターアライアンス塗装）
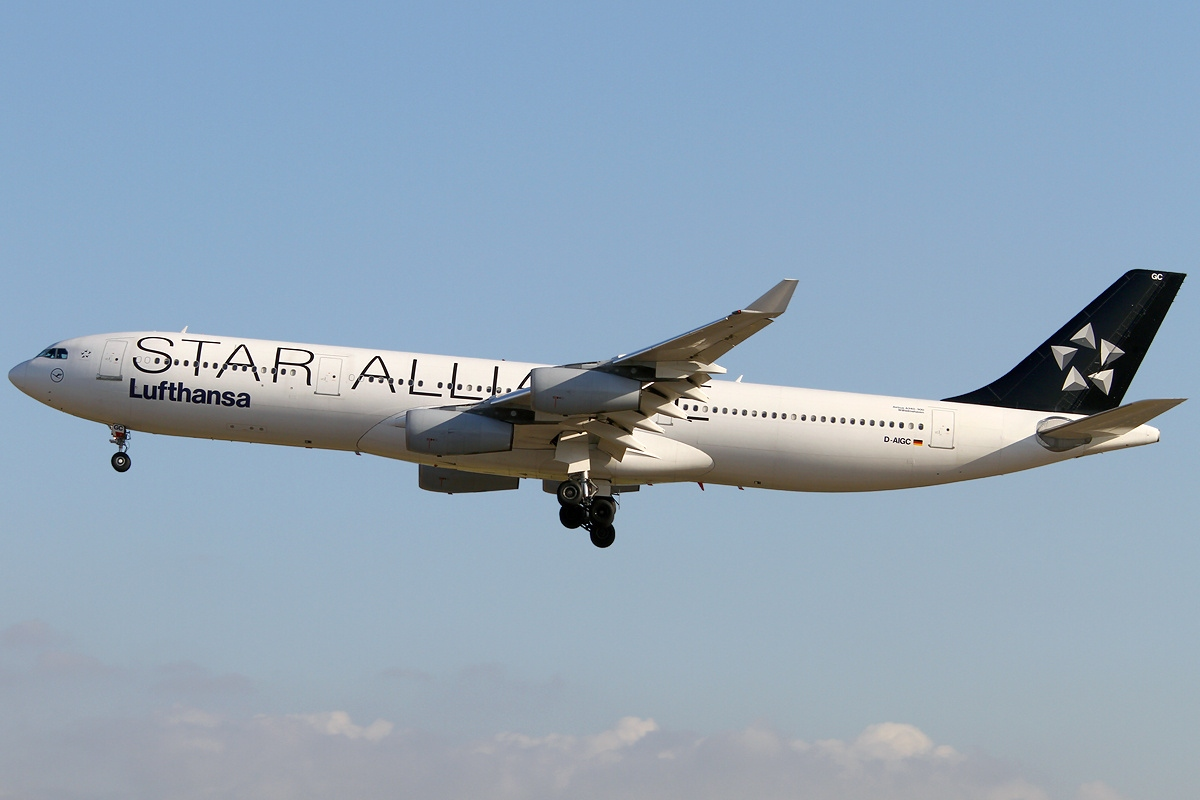
エアバスA340-300（スターアライアンス通常塗装）
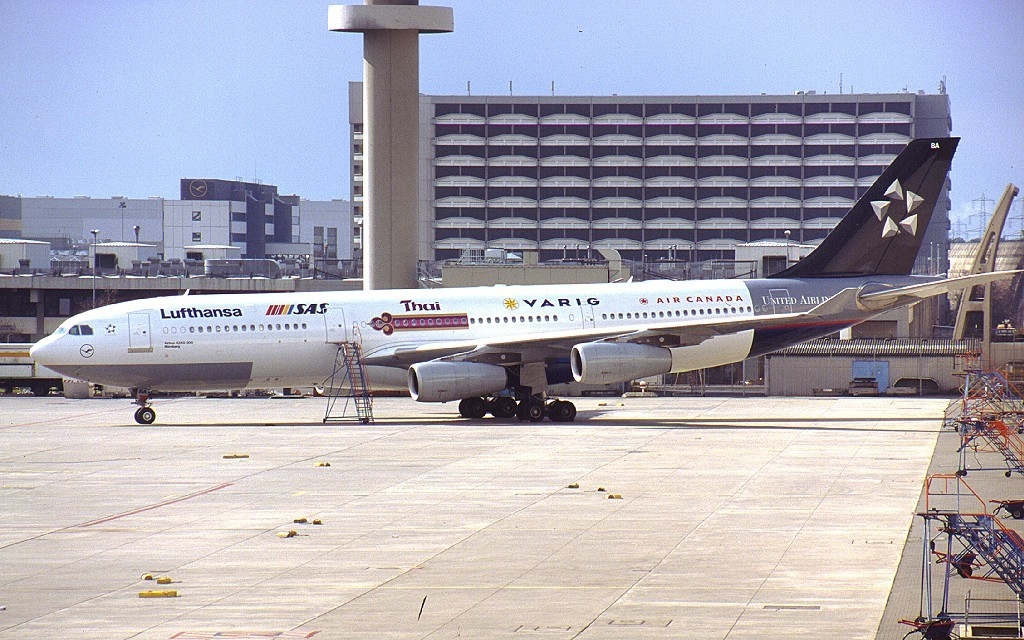
エアバス A340-200（スターアライアンス特別塗装）
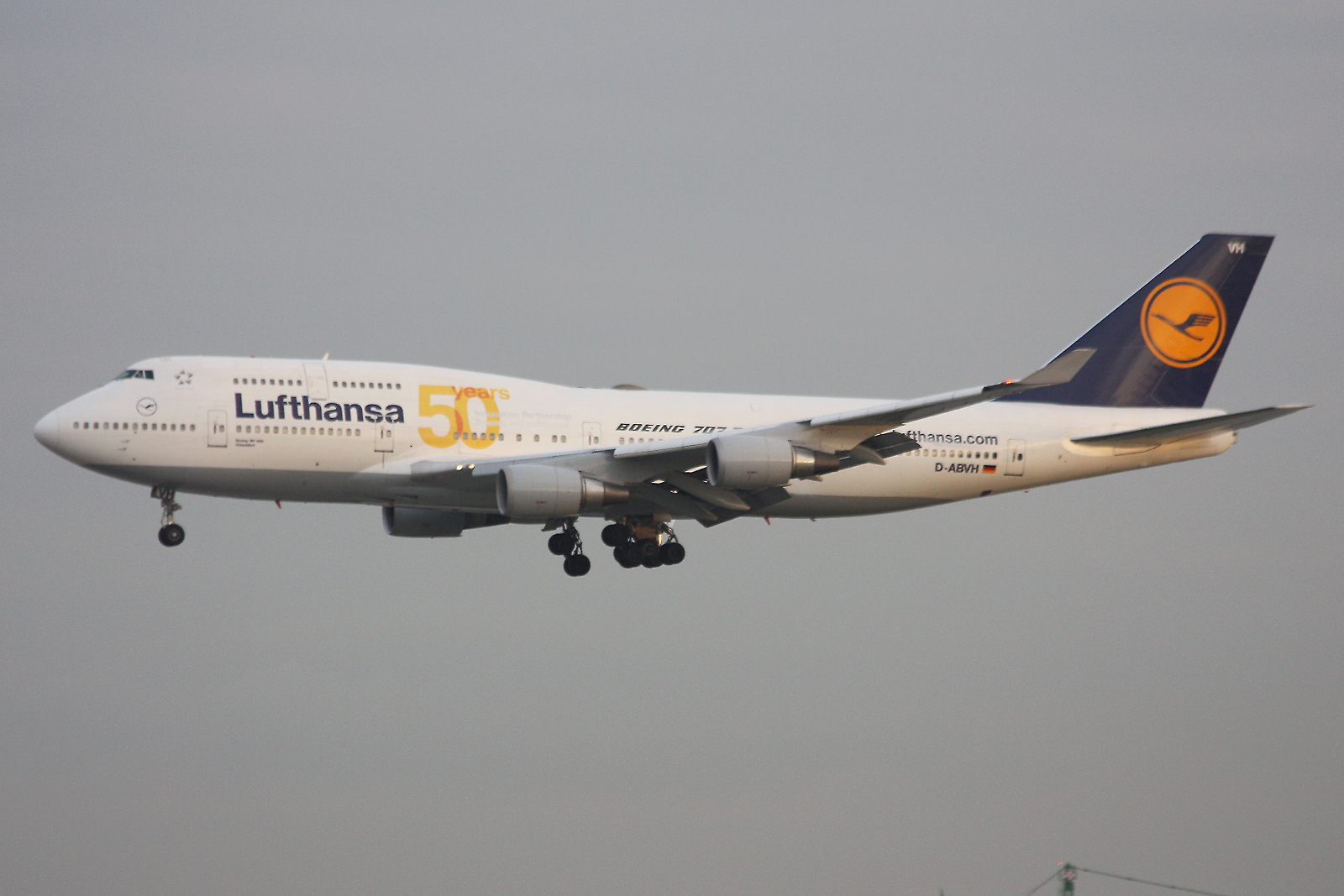
ボーイング 747-430 D-ABVH 「50 YEARS Innovation Partnership Boeing and Lufthansa」
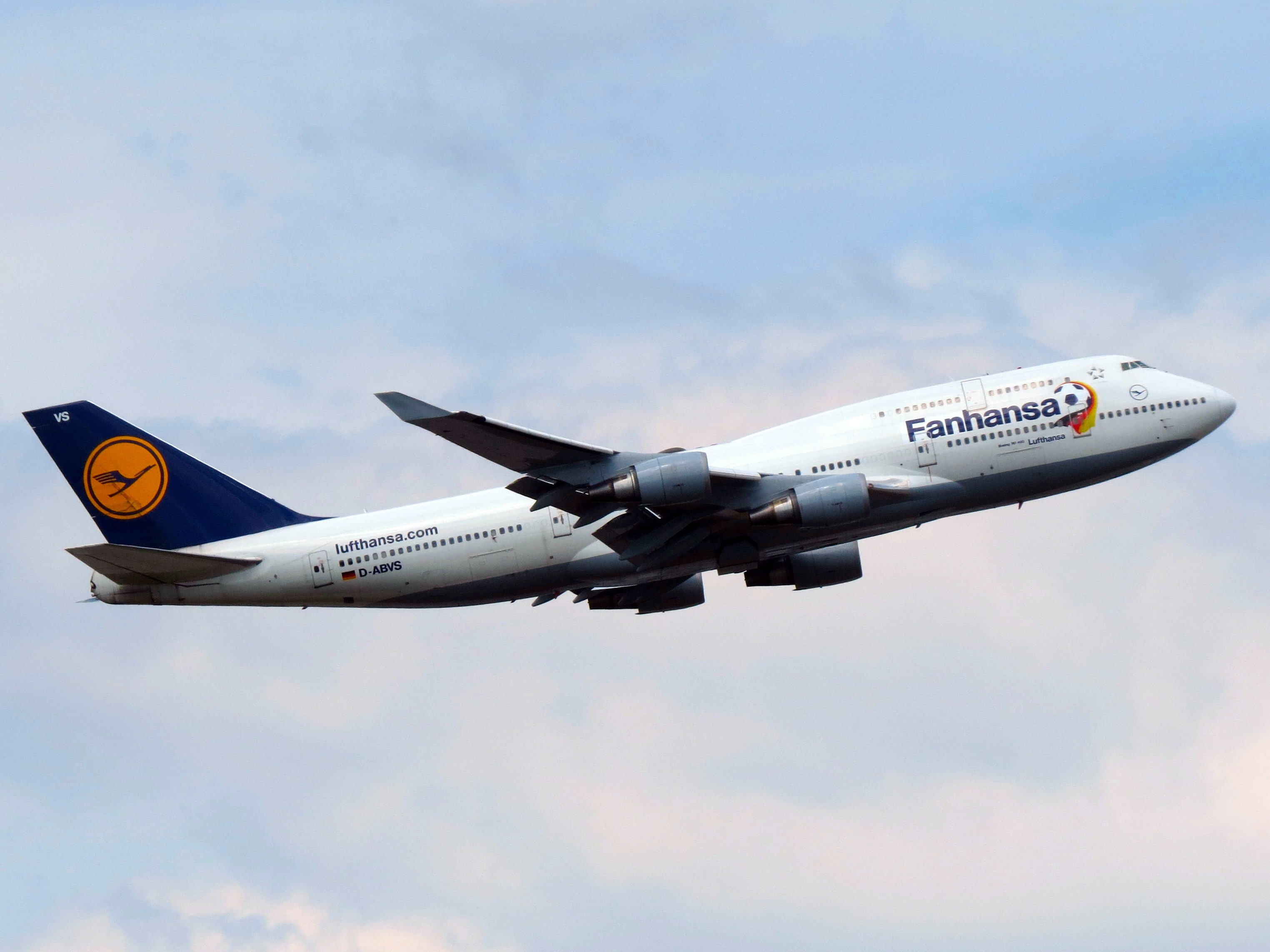
ボーイング 747-430 D-ABVS 「Fanhansa」
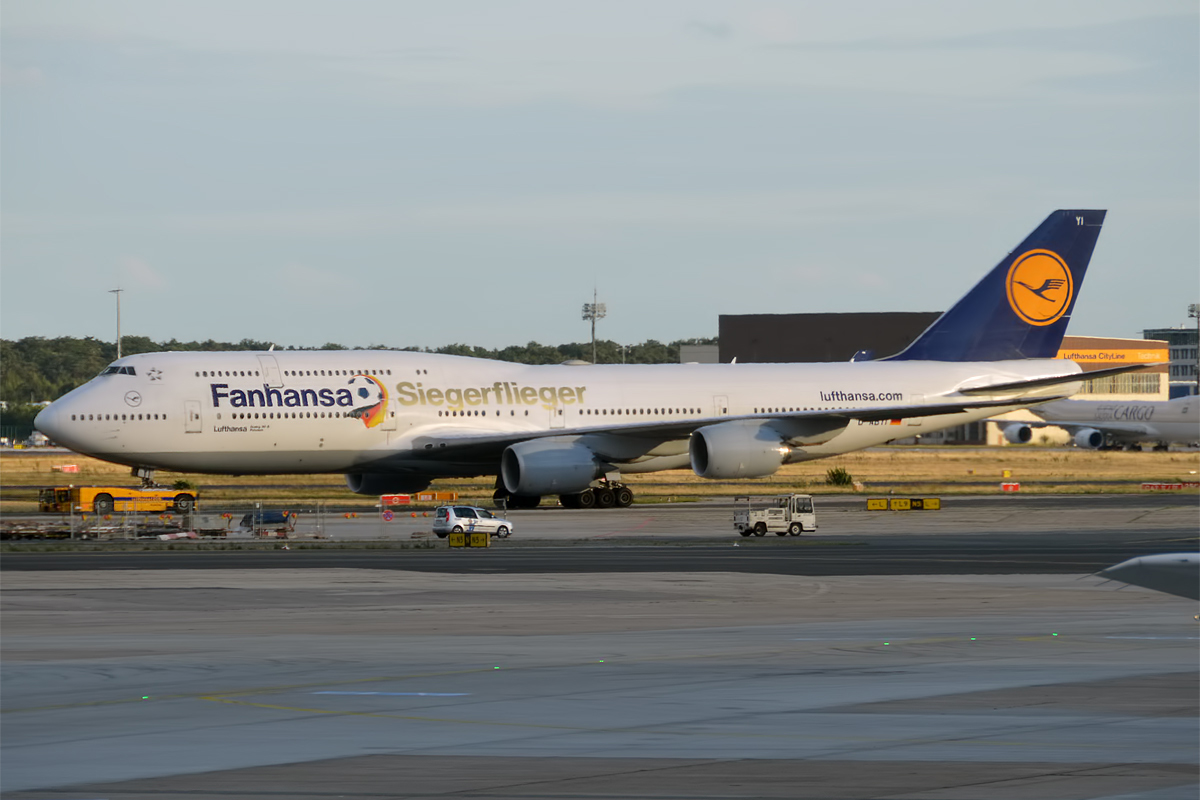
ボーイング 747-8 D-ABYI 「Fanhansa Siegerflieger」
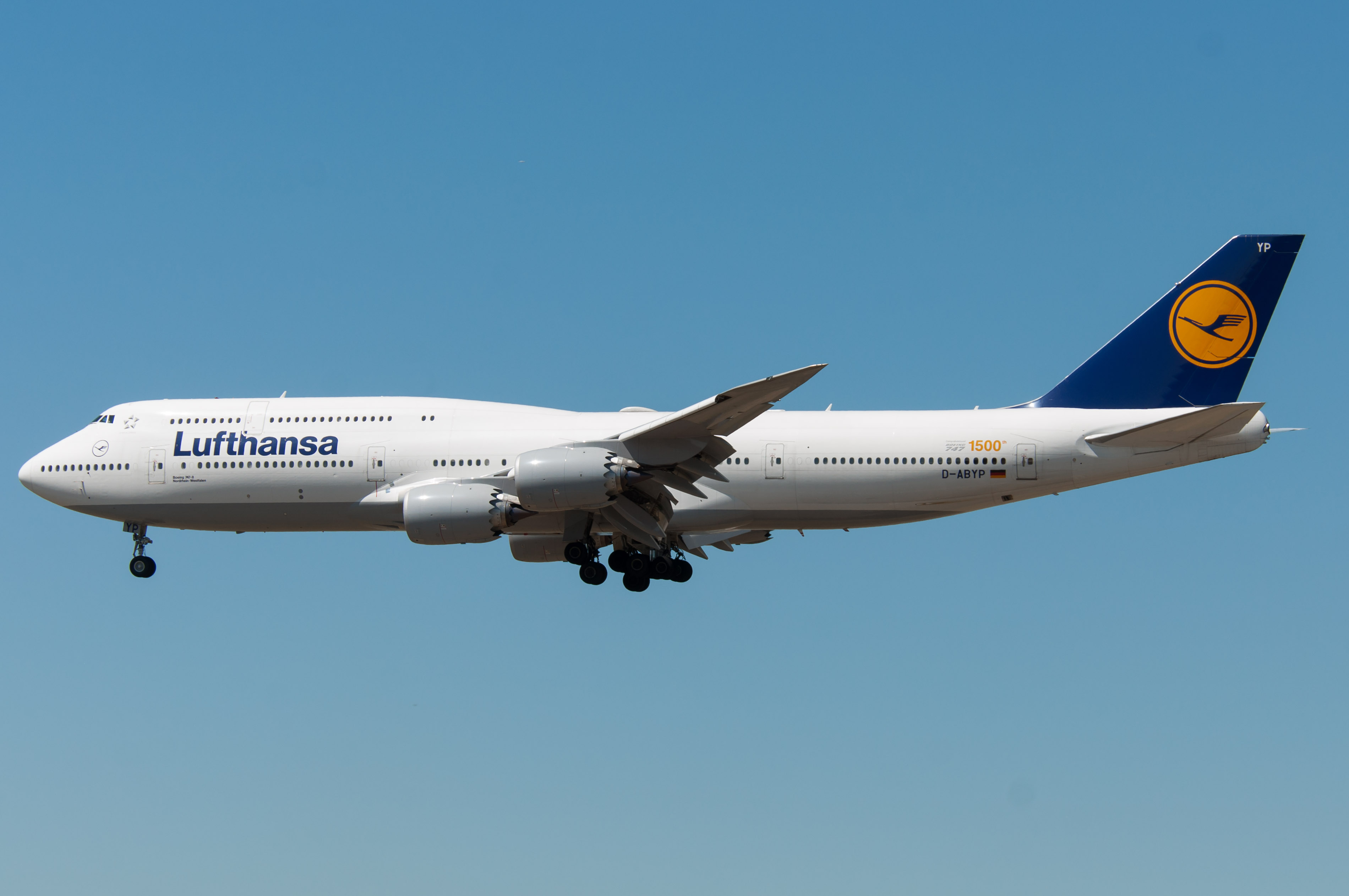
ボーイング 747-8 D-ABYP 「Congraturations! BOEING 747 1500th」
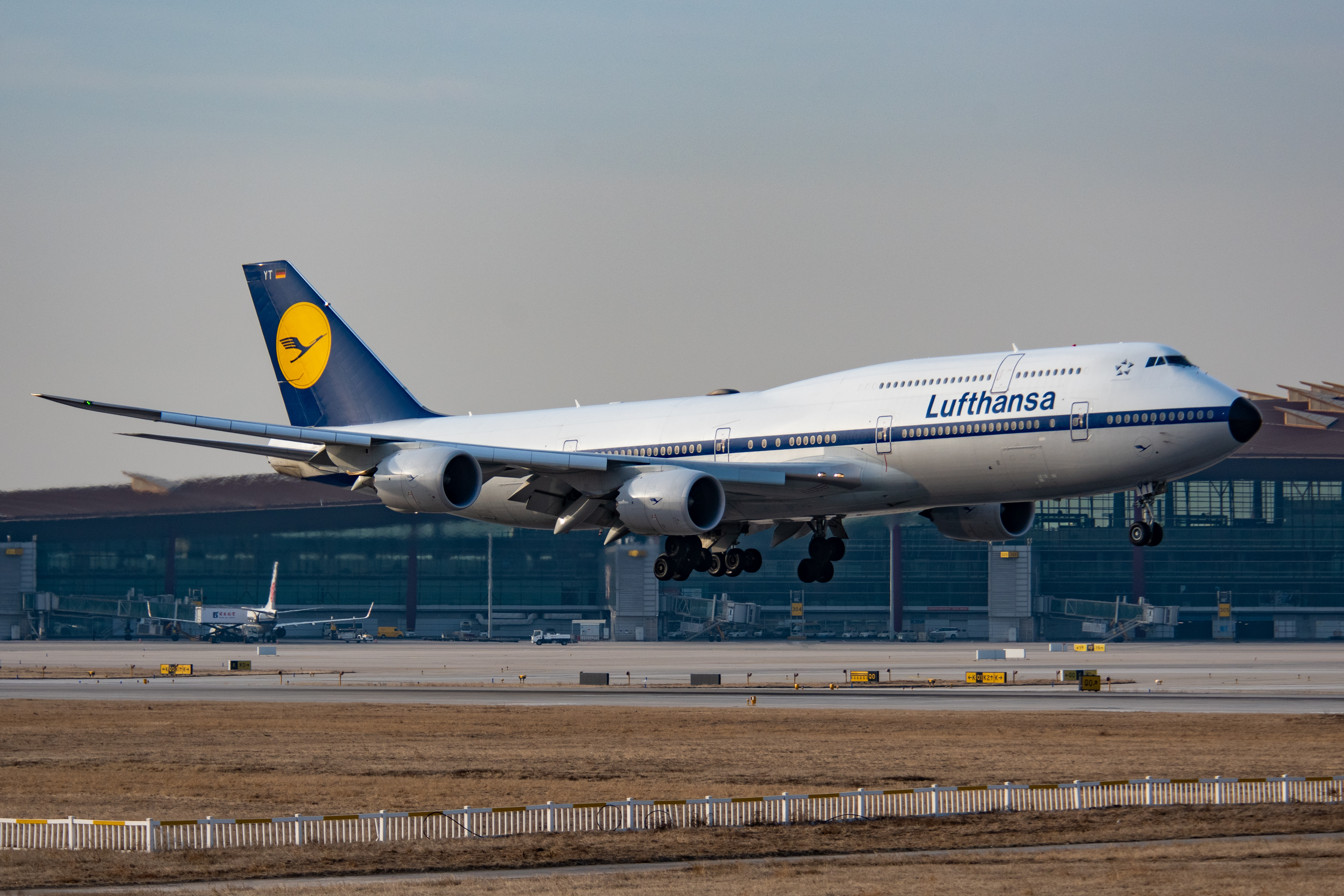
ボーイング 747-8 D-ABYT 「レトロ塗装 ('70年代～'80年代)」
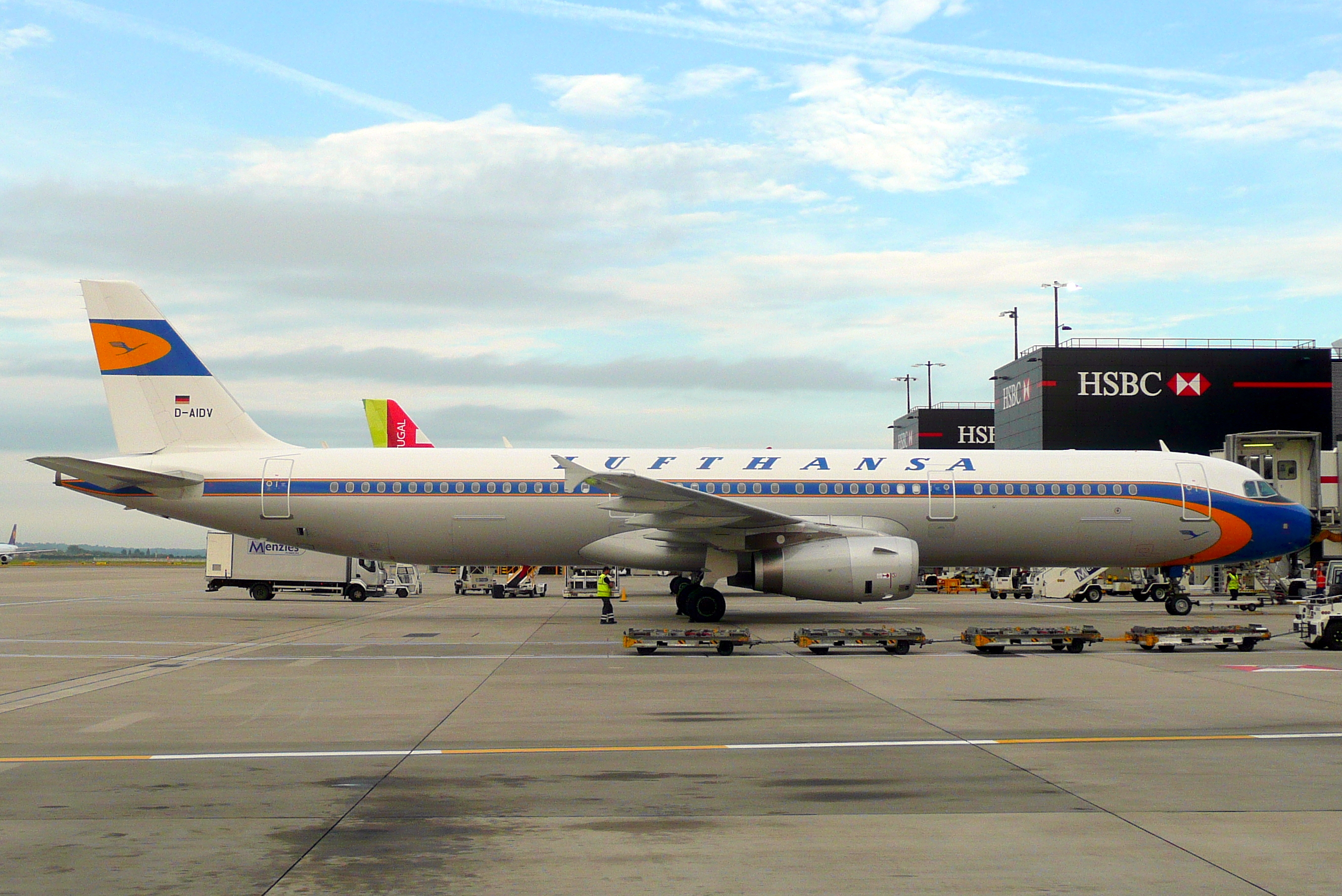
エアバス A321-231 D-AIDV 「レトロ塗装 ('60年代)」
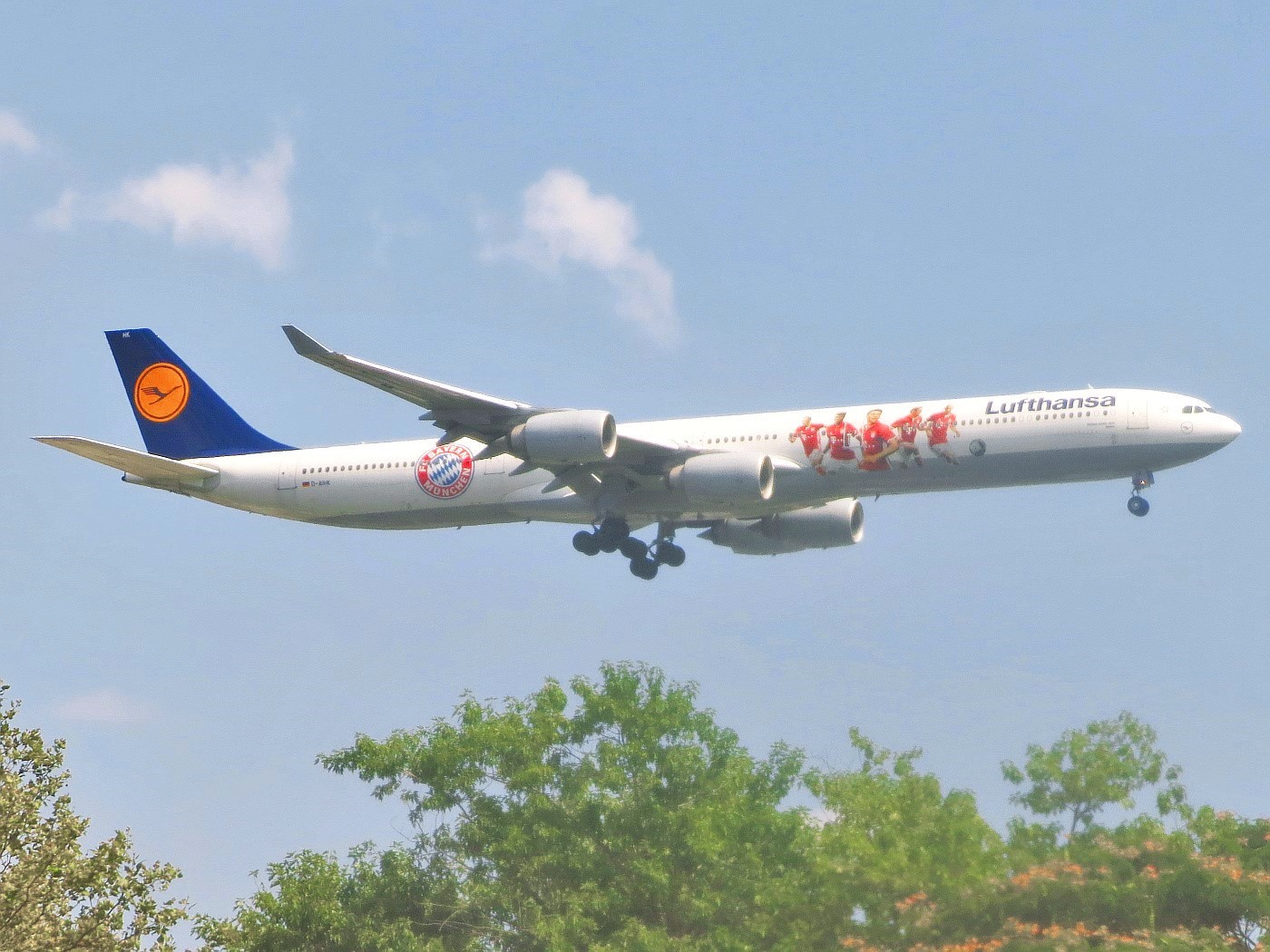
エアバス A340-642 「FC Bayern München」
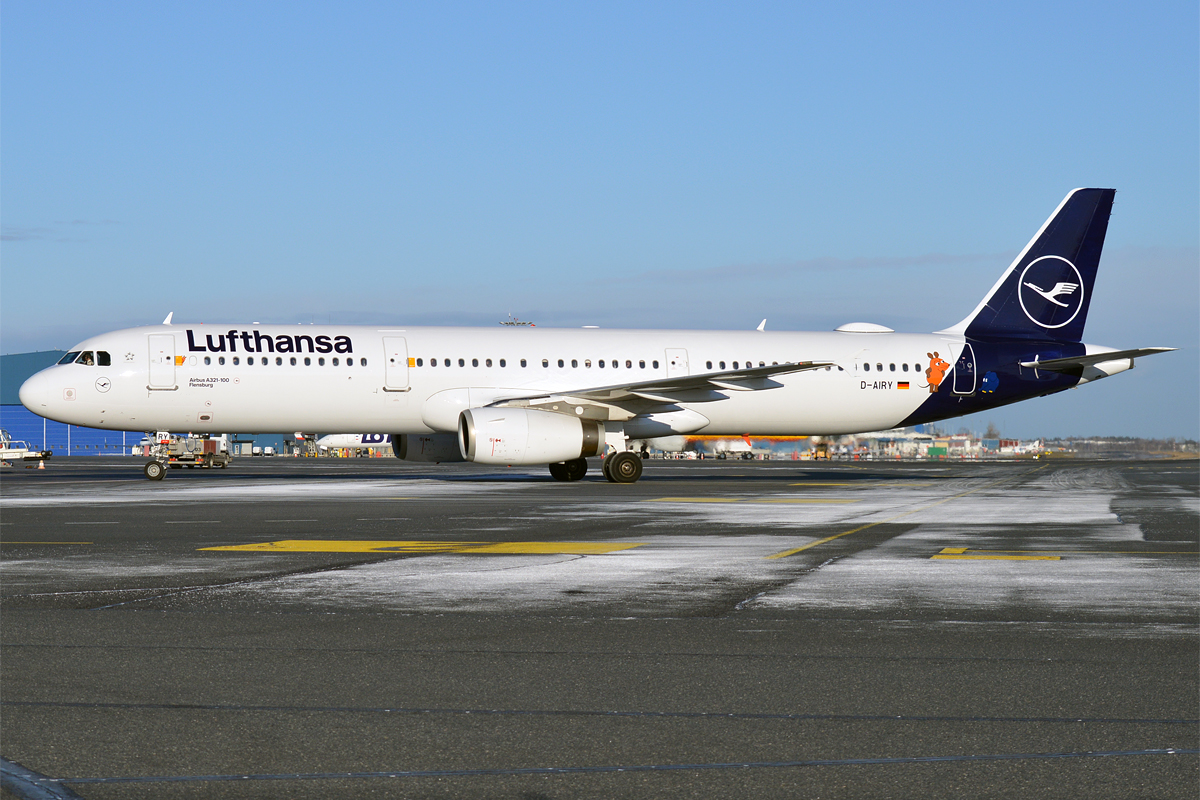
エアバス A320-131 D-AIRY「Die Maus」
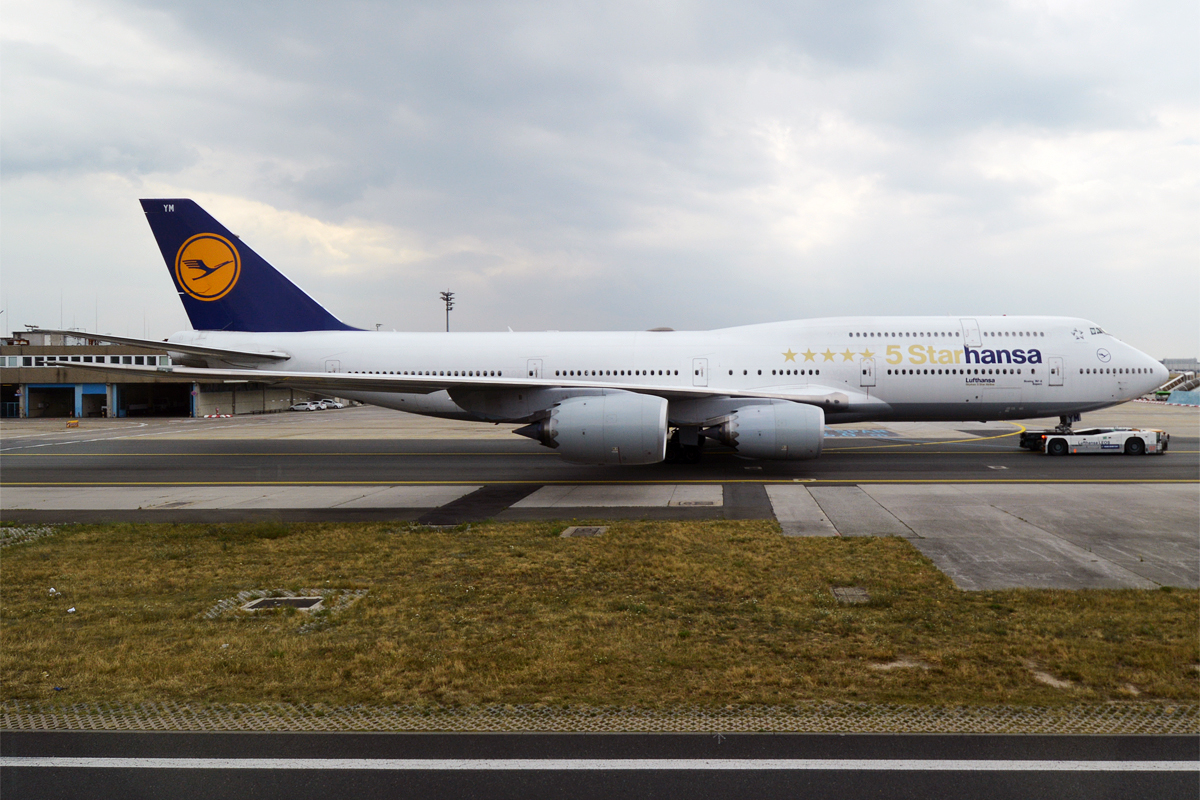
ボーイング 747-8 D-ABYM 「5starhansa ★★★★★」
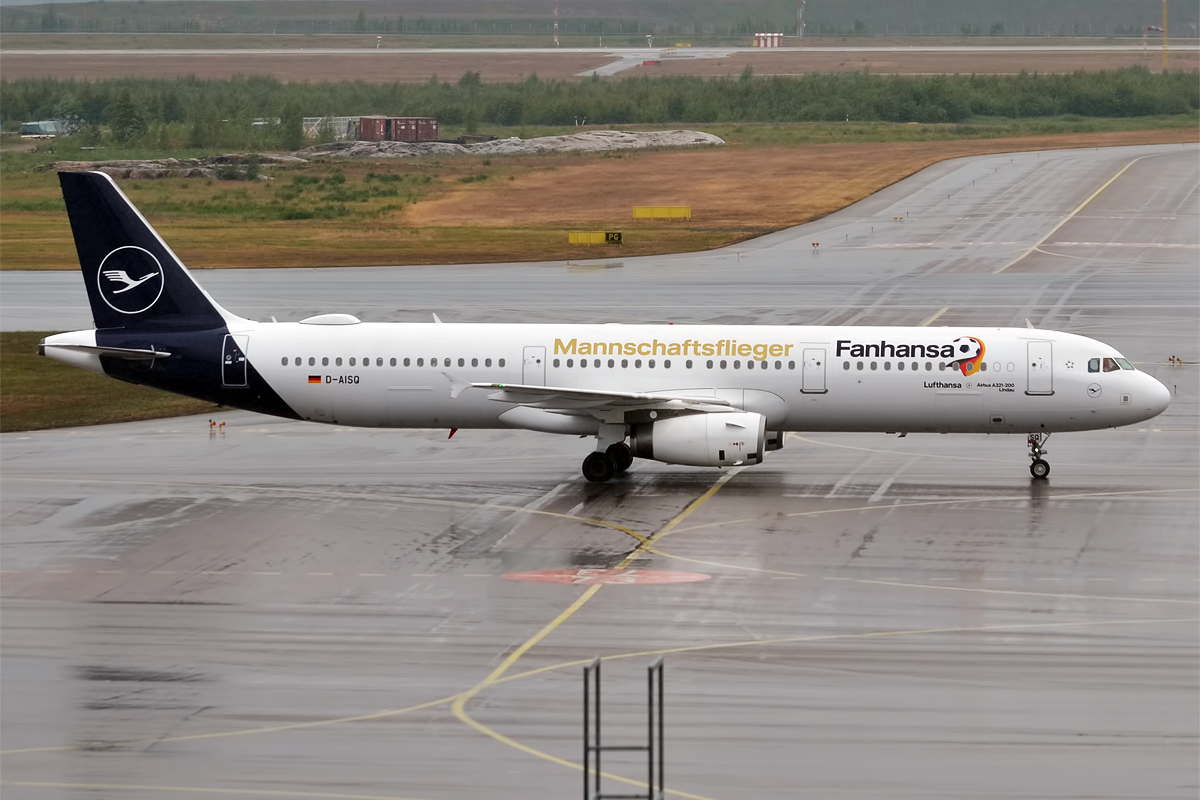
エアバス A321-231 D-AISQ 「Fanhansa Mannschaftsflieger」
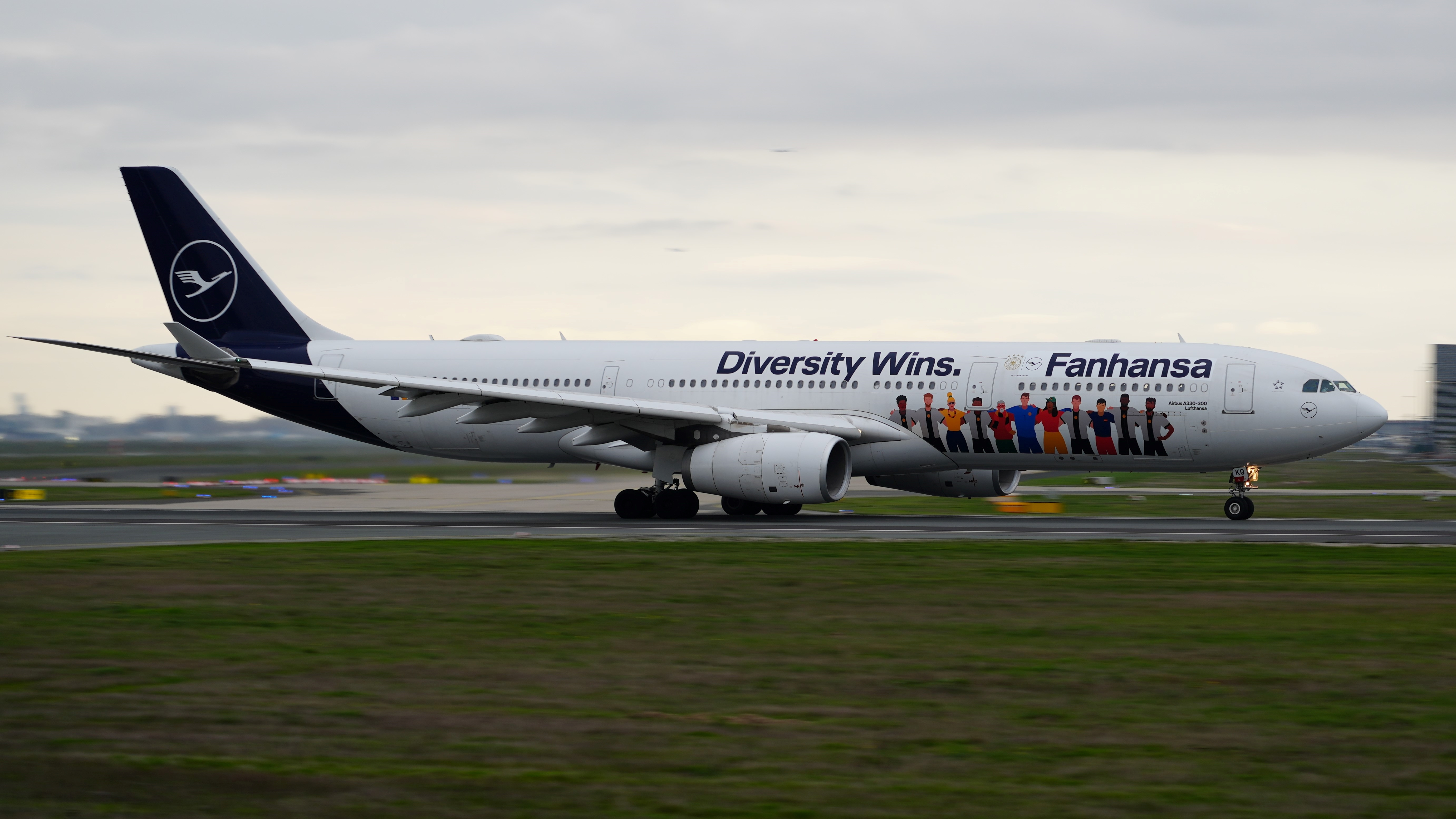
エアバス A330-343 D-AIKQ 「Fanhansa Diversity Wins.」

### 練習機数
初等段階から数訓練を行うため、初等・中等練習機を保有している。
訓練は天候が安定しているアメリカ合衆国アリゾナ州フェニックスに開設したアリゾナ航空トレーニングセンターで実施している。

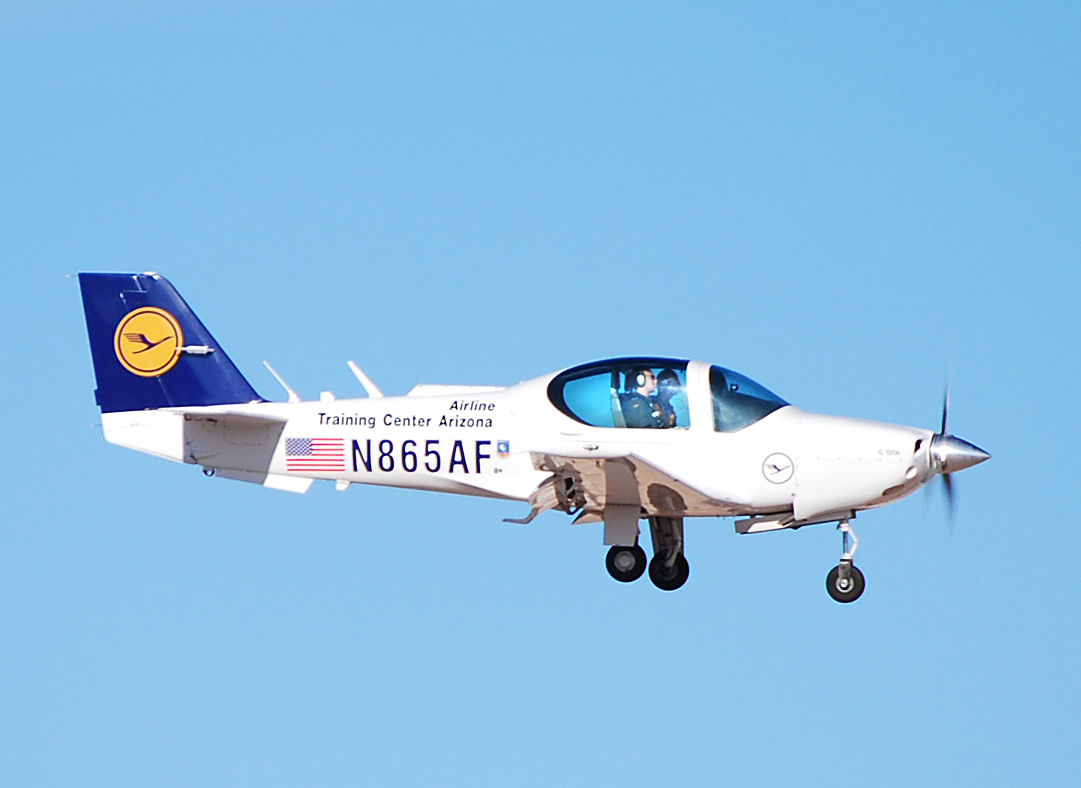
グロプ G 120A
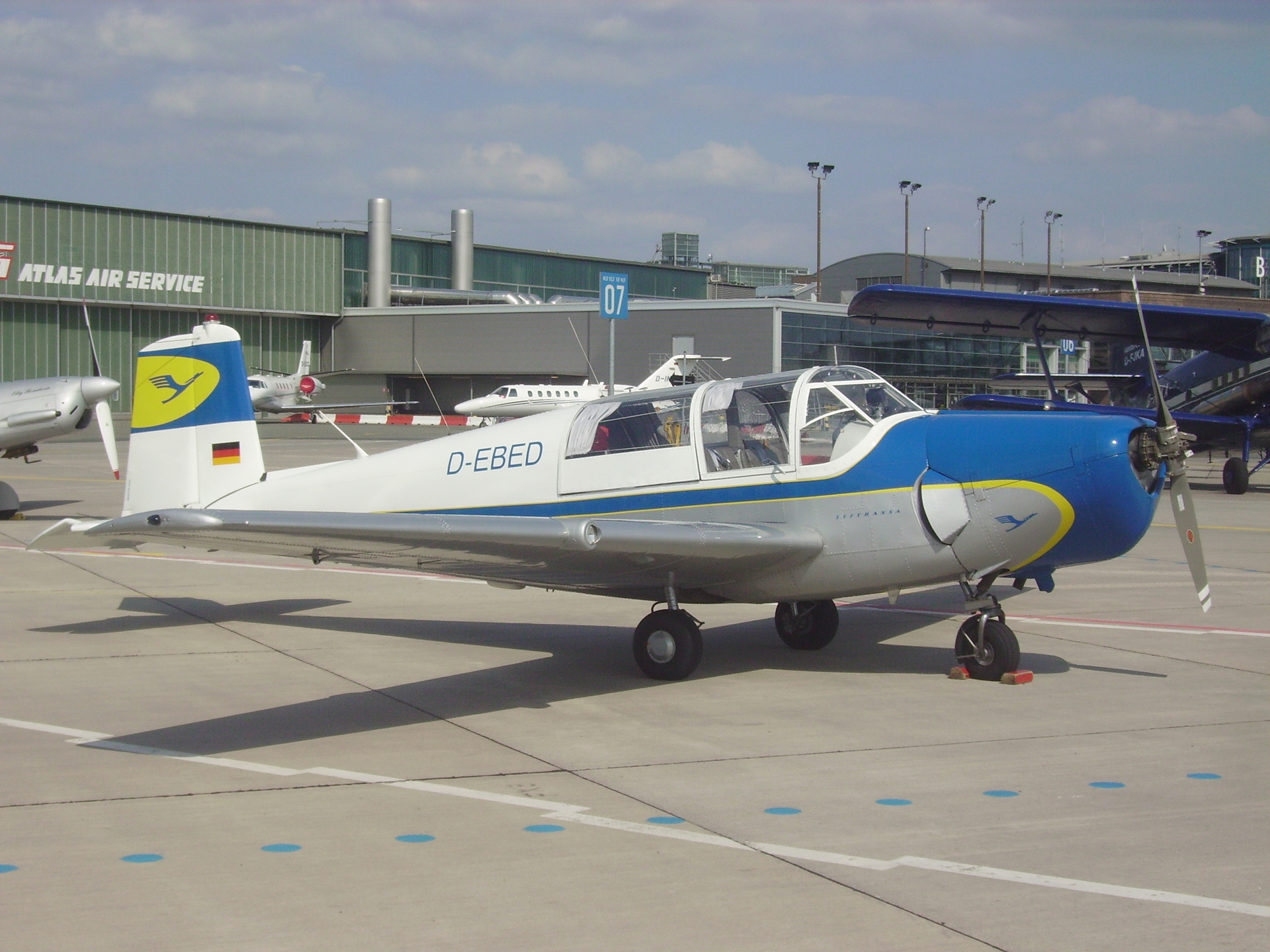
サーブ 91 サフィール
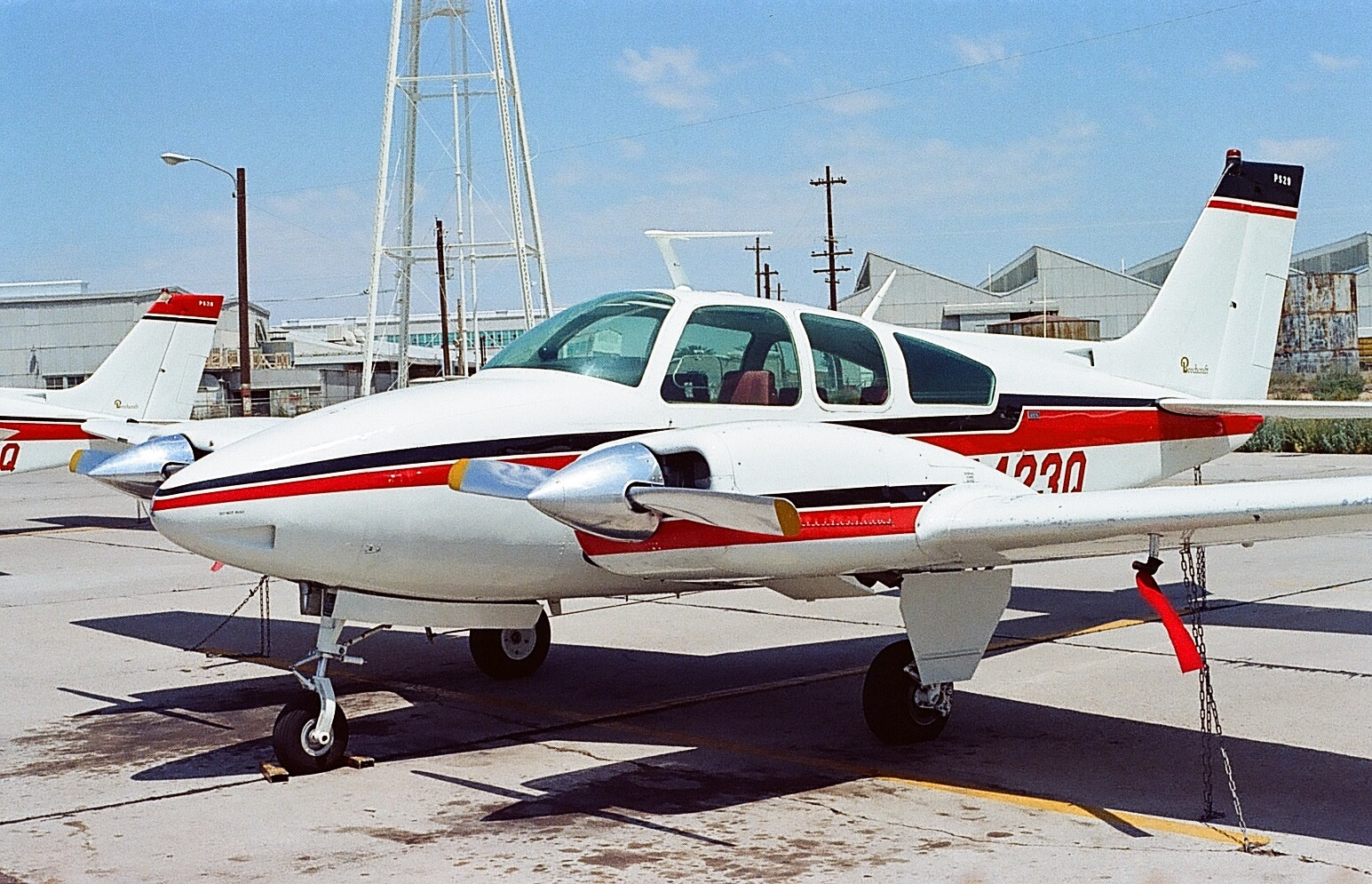
ビーチクラフト バロン

## 就航都市
| ルフトハンザドイツ航空 就航都市（2024年12月現在） | ルフトハンザドイツ航空 就航都市（2024年12月現在） | ルフトハンザドイツ航空 就航都市（2024年12月現在）      | ルフトハンザドイツ航空 就航都市（2024年12月現在） | ルフトハンザドイツ航空 就航都市（2024年12月現在） |
| ------------------------------------------------- | ------------------------------------------------- | ------------------------------------------------------ | ------------------------------------------------- | ------------------------------------------------- |
| 国                                                | 都市                                              | 空港                                                   | 備考                                              |                                                   |
| ヨーロッパ                                        |                                                   |                                                        |                                                   |                                                   |
| ドイツ                                            | フランクフルト                                    | フランクフルト空港                                     | ハブ空港                                          |                                                   |
| ドイツ                                            | ミュンヘン                                        | ミュンヘン空港                                         | ハブ空港                                          |                                                   |
| ドイツ                                            | ベルリン                                          | ベルリン・ブランデンブルク国際空港                     |                                                   |                                                   |
| ドイツ                                            | ブレーメン                                        | ブレーメン空港                                         |                                                   |                                                   |
| ドイツ                                            | ドレスデン                                        | ドレスデン空港                                         |                                                   |                                                   |
| ドイツ                                            | デュッセルドルフ                                  | デュッセルドルフ空港                                   |                                                   |                                                   |
| ドイツ                                            | フリードリヒスハーフェン                          | フリードリヒスハーフェン空港                           |                                                   |                                                   |
| ドイツ                                            | ハンブルク                                        | ハンブルク空港                                         |                                                   |                                                   |
| ドイツ                                            | ハノーファー                                      | ハノーファー空港                                       |                                                   |                                                   |
| ドイツ                                            | ヘリングスドルフ                                  | ヘリングスドルフ空港                                   |                                                   |                                                   |
| ドイツ                                            | ケルン                                            | ケルン・ボン空港                                       |                                                   |                                                   |
| ドイツ                                            | ライプツィヒ                                      | ライプツィヒ・ハレ空港                                 |                                                   |                                                   |
| ドイツ                                            | ミュンスター                                      | ミュンスター・オスナブリュック国際空港                 |                                                   |                                                   |
| ドイツ                                            | ニュルンベルク                                    | ニュルンベルク空港                                     |                                                   |                                                   |
| ドイツ                                            | パーダーボルン                                    | パーダーボルン・リップシュタット空港                   |                                                   |                                                   |
| ドイツ                                            | シュトゥットガルト                                | シュトゥットガルト空港                                 |                                                   |                                                   |
| ドイツ                                            | ジルト島                                          | ジルト空港                                             |                                                   |                                                   |
| オーストリア                                      | グラーツ                                          | グラーツ空港                                           |                                                   |                                                   |
| オーストリア                                      | ザルツブルク                                      | ザルツブルク空港                                       |                                                   |                                                   |
| オーストリア                                      | ウィーン                                          | ウィーン国際空港                                       |                                                   |                                                   |
| ボスニア・ヘルツェゴビナ                          | サラエヴォ                                        | サラエヴォ国際空港                                     |                                                   |                                                   |
| ベルギー                                          | ブリュッセル                                      | ブリュッセル空港                                       |                                                   |                                                   |
| ブルガリア                                        | ソフィア                                          | ソフィア空港                                           |                                                   |                                                   |
| スイス                                            | バーゼル                                          | ユーロエアポート・バーゼル＝ミュールーズ空港           |                                                   |                                                   |
| スイス                                            | ジュネーヴ                                        | ジュネーヴ空港                                         |                                                   |                                                   |
| スイス                                            | チューリッヒ                                      | チューリッヒ空港                                       |                                                   |                                                   |
| チェコ                                            | プラハ                                            | ヴァーツラフ・ハヴェル・プラハ国際空港                 |                                                   |                                                   |
| デンマーク                                        | ビルン                                            | ビルン空港                                             |                                                   |                                                   |
| デンマーク                                        | コペンハーゲン                                    | コペンハーゲン空港                                     |                                                   |                                                   |
| エストニア                                        | タリン                                            | タリン空港                                             |                                                   |                                                   |
| スペイン                                          | アリカンテ                                        | アリカンテ＝エルチェ・ミゲル・エルナンデス空港         |                                                   |                                                   |
| スペイン                                          | アストゥリアス                                    | アストゥリアス空港                                     |                                                   |                                                   |
| スペイン                                          | バルセロナ                                        | バルセロナ＝エル・プラット空港                         |                                                   |                                                   |
| スペイン                                          | ビルバオ                                          | ビルバオ空港                                           |                                                   |                                                   |
| スペイン                                          | エイビッサ                                        | イビサ空港                                             |                                                   |                                                   |
| スペイン                                          | マドリード                                        | アドルフォ・スアレス・マドリード＝バラハス空港         |                                                   |                                                   |
| スペイン                                          | マラガ                                            | マラガ＝コスタ・デル・ソル空港                         |                                                   |                                                   |
| スペイン                                          | パルマ・デ・マヨルカ                              | パルマ・デ・マヨルカ空港                               |                                                   |                                                   |
| スペイン                                          | サンティアゴ・デ・コンポステーラ                  | サンティアゴ・デ・コンポステーラ空港                   |                                                   |                                                   |
| スペイン                                          | セビリア                                          | セビリア空港                                           |                                                   |                                                   |
| スペイン                                          | バレンシア                                        | バレンシア空港                                         |                                                   |                                                   |
| フィンランド                                      | ヘルシンキ                                        | ヘルシンキ・ヴァンター国際空港                         |                                                   |                                                   |
| フィンランド                                      | イヴァロ                                          | イヴァロ空港                                           |                                                   |                                                   |
| フィンランド                                      | キッティラ                                        | キッティラ空港                                         |                                                   |                                                   |
| フィンランド                                      | クーサモ                                          | クーサモ空港                                           |                                                   |                                                   |
| フィンランド                                      | オウル                                            | オウル空港                                             |                                                   |                                                   |
| フィンランド                                      | ロヴァニエミ                                      | ロヴァニエミ空港                                       |                                                   |                                                   |
| フランス                                          | バスティア                                        | バスティア・ポレッタ空港                               |                                                   |                                                   |
| フランス                                          | ビアリッツ                                        | ビアリッツ＝アングレット＝バイヨンヌ空港               |                                                   |                                                   |
| フランス                                          | ボルドー                                          | ボルドー・メリニャック空港                             |                                                   |                                                   |
| フランス                                          | リヨン                                            | リヨン・サン＝テグジュペリ国際空港                     |                                                   |                                                   |
| フランス                                          | マルセイユ                                        | マルセイユ・プロヴァンス空港                           |                                                   |                                                   |
| フランス                                          | ナント                                            | ナント・アトランティック空港                           |                                                   |                                                   |
| フランス                                          | ニース                                            | コート・ダジュール空港                                 |                                                   |                                                   |
| フランス                                          | パリ                                              | パリ＝シャルル・ド・ゴール空港                         |                                                   |                                                   |
| フランス                                          | レンヌ                                            | レンヌ＝サン・ジャック空港                             |                                                   |                                                   |
| フランス                                          | トゥールーズ                                      | トゥールーズ・ブラニャック空港                         |                                                   |                                                   |
| イギリス                                          | ベルファスト                                      | ジョージ・ベスト・ベルファスト・シティ空港             |                                                   |                                                   |
| イギリス                                          | バーミンガム                                      | バーミンガム空港                                       |                                                   |                                                   |
| イギリス                                          | エディンバラ                                      | エディンバラ空港                                       |                                                   |                                                   |
| イギリス                                          | グラスゴー                                        | グラスゴー国際空港                                     |                                                   |                                                   |
| イギリス                                          | セントピーター                                    | ジャージー空港                                         |                                                   |                                                   |
| イギリス                                          | ロンドン                                          | ロンドン・シティ空港                                   |                                                   |                                                   |
| イギリス                                          | ロンドン                                          | ロンドン・ガトウィック空港                             |                                                   |                                                   |
| イギリス                                          | ロンドン                                          | ロンドン・ヒースロー空港                               |                                                   |                                                   |
| イギリス                                          | マンチェスター                                    | マンチェスター空港                                     |                                                   |                                                   |
| イギリス                                          | ニューカッスル・アポン・タイン                    | ニューカッスル国際空港                                 |                                                   |                                                   |
| ギリシャ                                          | アテネ                                            | アテネ国際空港                                         |                                                   |                                                   |
| ギリシャ                                          | イラクリオン                                      | イラクリオン国際空港                                   |                                                   |                                                   |
| ギリシャ                                          | ケルキラ                                          | コルフ国際空港                                         |                                                   |                                                   |
| ギリシャ                                          | ミコノス島                                        | ミコノス空港                                           |                                                   |                                                   |
| ギリシャ                                          | ロドス                                            | ロドス国際空港                                         |                                                   |                                                   |
| ギリシャ                                          | テッサロニキ                                      | テッサロニキ・マケドニア国際空港                       |                                                   |                                                   |
| クロアチア                                        | ドゥブロヴニク                                    | ドゥブロヴニク空港                                     |                                                   |                                                   |
| クロアチア                                        | プーラ                                            | プーラ空港                                             |                                                   |                                                   |
| クロアチア                                        | リエカ                                            | リエカ空港                                             |                                                   |                                                   |
| クロアチア                                        | スプリト                                          | スプリト空港                                           |                                                   |                                                   |
| クロアチア                                        | ザダル                                            | ザダル空港                                             |                                                   |                                                   |
| クロアチア                                        | ザグレブ                                          | ザグレブ国際空港                                       |                                                   |                                                   |
| ハンガリー                                        | ブダペスト                                        | リスト・フェレンツ国際空港                             |                                                   |                                                   |
| ハンガリー                                        | デブレツェン                                      | デブレツェン国際空港                                   |                                                   |                                                   |
| アイルランド                                      | コーク                                            | コーク空港                                             |                                                   |                                                   |
| アイルランド                                      | ダブリン                                          | ダブリン空港                                           |                                                   |                                                   |
| アイスランド                                      | レイキャヴィーク                                  | ケプラヴィーク国際空港                                 |                                                   |                                                   |
| イタリア                                          | アンコーナ                                        | マルケ空港                                             |                                                   |                                                   |
| イタリア                                          | ボローニャ                                        | ボローニャ・ボルゴ・パニゴーレ空港                     |                                                   |                                                   |
| イタリア                                          | カリャリ                                          | カリャリ・エルマス空港                                 |                                                   |                                                   |
| イタリア                                          | カターニア                                        | カターニア＝フォンターナロッサ空港                     |                                                   |                                                   |
| イタリア                                          | ジェノヴァ                                        | ジェノヴァ＝セストリ空港                               |                                                   |                                                   |
| イタリア                                          | ラメーツィア・テルメ                              | ラメーツィア・テルメ国際空港                           |                                                   |                                                   |
| イタリア                                          | ミラノ                                            | ミラノ・マルペンサ空港                                 |                                                   |                                                   |
| イタリア                                          | ミラノ                                            | ミラノ・リナーテ空港                                   |                                                   |                                                   |
| イタリア                                          | ナポリ                                            | ナポリ・カポディキーノ国際空港                         |                                                   |                                                   |
| イタリア                                          | オルビア                                          | オルビア・コスタ・スメラルダ空港                       |                                                   |                                                   |
| イタリア                                          | パレルモ                                          | ファルコーネ・ボルセリーノ国際空港                     |                                                   |                                                   |
| イタリア                                          | ローマ                                            | フィウミチーノ空港                                     |                                                   |                                                   |
| イタリア                                          | トリエステ                                        | トリエステ＝ロンキ・デイ・レジョナーリ空港             |                                                   |                                                   |
| イタリア                                          | ヴェネツィア                                      | ヴェネツィア・テッセラ空港                             |                                                   |                                                   |
| リトアニア                                        | ヴィリニュス                                      | ヴィリニュス国際空港                                   |                                                   |                                                   |
| ルクセンブルク                                    | ルクセンブルク市                                  | ルクセンブルク＝フィンデル空港                         |                                                   |                                                   |
| ラトビア                                          | リガ                                              | リガ国際空港                                           |                                                   |                                                   |
| モンテネグロ                                      | ティヴァト                                        | ティヴァト空港                                         |                                                   |                                                   |
| 北マケドニア                                      | スコピエ                                          | スコピエ空港                                           |                                                   |                                                   |
| マルタ                                            | バレッタ                                          | マルタ国際空港                                         |                                                   |                                                   |
| オランダ                                          | アムステルダム                                    | アムステルダム・スキポール空港                         |                                                   |                                                   |
| ノルウェー                                        | ベルゲン                                          | ベルゲン空港                                           |                                                   |                                                   |
| ノルウェー                                        | オスロ                                            | オスロ空港                                             |                                                   |                                                   |
| ノルウェー                                        | スタヴァンゲル                                    | スタヴァンゲル空港                                     |                                                   |                                                   |
| ノルウェー                                        | トロムソ                                          | トロムソ空港                                           |                                                   |                                                   |
| ポーランド                                        | ヴロツワフ                                        | ヴロツワフ空港                                         |                                                   |                                                   |
| ポーランド                                        | グダニスク                                        | グダニスク・レフ・ヴァウェンサ空港                     |                                                   |                                                   |
| ポーランド                                        | カトヴィツェ                                      | カトヴィツェ空港                                       |                                                   |                                                   |
| ポーランド                                        | クラクフ                                          | バリツェ空港                                           |                                                   |                                                   |
| ポーランド                                        | ポズナン                                          | ポズナン・ワヴィツァ空港                               |                                                   |                                                   |
| ポーランド                                        | ヤションカ                                        | ジェシュフ＝ヤションカ空港                             |                                                   |                                                   |
| ポーランド                                        | ワルシャワ                                        | ワルシャワ・ショパン空港                               |                                                   |                                                   |
| ポルトガル                                        | ファロ                                            | ファロ空港                                             |                                                   |                                                   |
| ポルトガル                                        | フンシャル                                        | マデイラ空港                                           |                                                   |                                                   |
| ポルトガル                                        | リスボン                                          | ウンベルト・デルガード空港                             |                                                   |                                                   |
| ポルトガル                                        | ポンタ・デルガダ                                  | ポンタ・デルガダ空港                                   |                                                   |                                                   |
| ポルトガル                                        | ポルト                                            | フランシスコ・サ・カルネイロ空港                       |                                                   |                                                   |
| ルーマニア                                        | ブカレスト                                        | アンリ・コアンダ国際空港                               |                                                   |                                                   |
| ルーマニア                                        | クルジュ＝ナポカ                                  | クルジュ国際空港                                       |                                                   |                                                   |
| ルーマニア                                        | シビウ                                            | シビウ国際空港                                         |                                                   |                                                   |
| ルーマニア                                        | ティミショアラ                                    | トライアン・ヴイア国際空港                             |                                                   |                                                   |
| ルーマニア                                        | オラデア                                          | オラデア国際空港                                       | 2025年6月1日より運航開始予定                      |                                                   |
| セルビア                                          | ベオグラード                                      | ベオグラード・ニコラ・テスラ空港                       |                                                   |                                                   |
| スウェーデン                                      | ヨーテボリ                                        | ヨーテボリ・ランドヴェッテル空港                       |                                                   |                                                   |
| スウェーデン                                      | ストックホルム                                    | ストックホルム・アーランダ空港                         |                                                   |                                                   |
| スロベニア                                        | リュブリャナ                                      | リュブリャナ空港                                       |                                                   |                                                   |
| トルコ                                            | ボドルム                                          | ミラス＝ボドルム空港                                   |                                                   |                                                   |
| トルコ                                            | イスタンブール                                    | イスタンブール空港                                     |                                                   |                                                   |
| アフリカ                                          |                                                   |                                                        |                                                   |                                                   |
| アンゴラ                                          | ルアンダ                                          | クアトロ・デ・フェベレイロ空港                         |                                                   |                                                   |
| アルジェリア                                      | アルジェ                                          | ウアリ・ブーメディアン空港                             |                                                   |                                                   |
| エジプト                                          | カイロ                                            | カイロ国際空港                                         |                                                   |                                                   |
| 赤道ギニア                                        | マラボ                                            | マラボ国際空港                                         |                                                   |                                                   |
| ケニア                                            | ナイロビ                                          | ジョモ・ケニヤッタ国際空港                             |                                                   |                                                   |
| モロッコ                                          | カサブランカ                                      | ムハンマド5世国際空港                                  |                                                   |                                                   |
| ナイジェリア                                      | アブジャ                                          | ンナムディ・アジキウェ国際空港                         |                                                   |                                                   |
| ナイジェリア                                      | ラゴス                                            | ムルタラ・モハンマド国際空港                           |                                                   |                                                   |
| ナイジェリア                                      | ポートハーコート                                  | ポートハーコート国際空港                               |                                                   |                                                   |
| チュニジア                                        | チュニス                                          | チュニス・カルタゴ国際空港                             |                                                   |                                                   |
| 南アフリカ共和国                                  | ヨハネスブルグ                                    | O・R・タンボ国際空港                                   |                                                   |                                                   |
| 南アフリカ共和国                                  | ケープタウン                                      | ケープタウン国際空港                                   |                                                   |                                                   |
| 北アメリカ                                        |                                                   |                                                        |                                                   |                                                   |
| カナダ                                            | モントリオール                                    | モントリオール・ピエール・エリオット・トルドー国際空港 |                                                   |                                                   |
| カナダ                                            | トロント                                          | トロント・ピアソン国際空港                             |                                                   |                                                   |
| カナダ                                            | バンクーバー                                      | バンクーバー国際空港                                   |                                                   |                                                   |
| コスタリカ                                        | サンホセ                                          | フアン・サンタマリーア国際空港                         |                                                   |                                                   |
| アメリカ合衆国                                    | アトランタ                                        | ハーツフィールド・ジャクソン・アトランタ国際空港       |                                                   |                                                   |
| アメリカ合衆国                                    | オースティン                                      | オースティン・バーグストロム国際空港                   |                                                   |                                                   |
| アメリカ合衆国                                    | ボストン                                          | ジェネラル・エドワード・ローレンス・ローガン国際空港   |                                                   |                                                   |
| アメリカ合衆国                                    | シャーロット                                      | シャーロット・ダグラス国際空港                         |                                                   |                                                   |
| アメリカ合衆国                                    | シカゴ                                            | シカゴ・オヘア国際空港                                 |                                                   |                                                   |
| アメリカ合衆国                                    | ダラス                                            | ダラス・フォートワース国際空港                         |                                                   |                                                   |
| アメリカ合衆国                                    | デンバー                                          | デンバー国際空港                                       |                                                   |                                                   |
| アメリカ合衆国                                    | デトロイト                                        | デトロイト・メトロポリタン・ウェイン・カウンティ空港   |                                                   |                                                   |
| アメリカ合衆国                                    | ヒューストン                                      | ジョージ・ブッシュ・インターコンチネンタル空港         |                                                   |                                                   |
| アメリカ合衆国                                    | ロサンゼルス                                      | ロサンゼルス国際空港                                   |                                                   |                                                   |
| アメリカ合衆国                                    | マイアミ                                          | マイアミ国際空港                                       |                                                   |                                                   |
| アメリカ合衆国                                    | ミネアポリス                                      | ミネアポリス・セントポール国際空港                     |                                                   |                                                   |
| アメリカ合衆国                                    | ニューヨーク                                      | ジョン・F・ケネディ国際空港                            |                                                   |                                                   |
| アメリカ合衆国                                    | ニューヨーク                                      | ニューアーク・リバティー国際空港                       |                                                   |                                                   |
| アメリカ合衆国                                    | ローリー                                          | ローリー・ダーラム国際空港                             |                                                   |                                                   |
| アメリカ合衆国                                    | サンディエゴ                                      | サンディエゴ国際空港                                   |                                                   |                                                   |
| アメリカ合衆国                                    | サンフランシスコ                                  | サンフランシスコ国際空港                               |                                                   |                                                   |
| アメリカ合衆国                                    | シアトル                                          | シアトル・タコマ国際空港                               |                                                   |                                                   |
| アメリカ合衆国                                    | セントルイス                                      | セントルイス・ランバート国際空港                       |                                                   |                                                   |
| アメリカ合衆国                                    | ワシントンD.C.                                    | ワシントン・ダレス国際空港                             |                                                   |                                                   |
| メキシコ                                          | メキシコシティ                                    | メキシコ・シティ国際空港                               |                                                   |                                                   |
| 南アメリカ                                        |                                                   |                                                        |                                                   |                                                   |
| アルゼンチン                                      | ブエノスアイレス                                  | エセイサ国際空港                                       |                                                   |                                                   |
| ブラジル                                          | リオデジャネイロ                                  | アントニオ・カルロス・ジョビン国際空港                 |                                                   |                                                   |
| ブラジル                                          | サンパウロ                                        | グアルーリョス国際空港                                 |                                                   |                                                   |
| コロンビア                                        | ボゴタ                                            | エルドラド国際空港                                     |                                                   |                                                   |
| 東アジア                                          |                                                   |                                                        |                                                   |                                                   |
| 中国                                              | 北京                                              | 北京首都国際空港                                       |                                                   |                                                   |
| 中国                                              | 上海                                              | 上海浦東国際空港                                       |                                                   |                                                   |
| 香港                                              | 香港                                              | 香港国際空港                                           |                                                   |                                                   |
| 日本                                              | 大阪                                              | 関西国際空港                                           |                                                   |                                                   |
| 日本                                              | 東京                                              | 東京国際空港                                           |                                                   |                                                   |
| 韓国                                              | ソウル                                            | 仁川国際空港                                           |                                                   |                                                   |
| 東南アジア                                        |                                                   |                                                        |                                                   |                                                   |
| シンガポール                                      | シンガポール                                      | シンガポール・チャンギ国際空港                         |                                                   |                                                   |
| タイ                                              | バンコク                                          | スワンナプーム空港                                     |                                                   |                                                   |
| 南アジア                                          |                                                   |                                                        |                                                   |                                                   |
| インド                                            | ベンガルール                                      | ケンペゴウダ国際空港                                   |                                                   |                                                   |
| インド                                            | チェンナイ                                        | チェンナイ国際空港                                     |                                                   |                                                   |
| インド                                            | デリー                                            | インディラ・ガンディー国際空港                         |                                                   |                                                   |
| インド                                            | ハイデラバード                                    | ラジーヴ・ガンディー国際空港                           |                                                   |                                                   |
| インド                                            | ムンバイ                                          | チャトラパティ・シヴァージー国際空港                   |                                                   |                                                   |
| イラン                                            | テヘラン                                          | エマーム・ホメイニー国際空港                           |                                                   |                                                   |
| 中央アジア                                        |                                                   |                                                        |                                                   |                                                   |
| カザフスタン                                      | アルマトイ                                        | アルマトイ国際空港                                     | 2025年10月26日〜2026年3月29日まで運休予定         |                                                   |
| カザフスタン                                      | アスタナ                                          | ヌルスルタン・ナザルバエフ国際空港                     | 2025年10月26日〜2026年3月29日まで運休予定         |                                                   |
| 西アジア                                          |                                                   |                                                        |                                                   |                                                   |
| アラブ首長国連邦                                  | ドバイ                                            | ドバイ国際空港                                         |                                                   |                                                   |
| アルメニア                                        | エレバン                                          | ズヴァルトノッツ国際空港                               |                                                   |                                                   |
| アゼルバイジャン                                  | バクー                                            | ヘイダル・アリエフ国際空港                             |                                                   |                                                   |
| バーレーン                                        | ムハッラク                                        | バーレーン国際空港                                     |                                                   |                                                   |
| キプロス                                          | ラルナカ                                          | ラルナカ国際空港                                       |                                                   |                                                   |
| キプロス                                          | パフォス                                          | パフォス国際空港                                       |                                                   |                                                   |
| ジョージア                                        | トビリシ                                          | トビリシ国際空港                                       |                                                   |                                                   |
| イスラエル                                        | テルアビブ                                        | ベン・グリオン国際空港                                 |                                                   |                                                   |
| ヨルダン                                          | アンマン                                          | クィーンアリア国際空港                                 |                                                   |                                                   |
| クウェート                                        | クウェート                                        | クウェート国際空港                                     |                                                   |                                                   |
| レバノン                                          | ベイルート                                        | ラフィク・ハリリ国際空港                               |                                                   |                                                   |
| サウジアラビア                                    | ダンマーム                                        | キング・ファハド国際空港                               |                                                   |                                                   |
| サウジアラビア                                    | リヤド                                            | キング・ハーリド国際空港                               |                                                   |                                                   |

## サービス
ルフトハンザのサービスの質には定評があり、航空会社の格付けを行っているスカイトラックス社では5つ星を獲得していたが、2022年9月時点では4つ星へ降格。乗客の評価に基づき同社が発表する世界ランキングでは、常に上位を維持しており、2015年度は「ベスト・エアライン・イン・トランスアトランティック」賞を受賞している。
また、旅客機の発着状況を調査するフライトスタッツ社が毎年発表している、定時到着率の世界ランキングでも、ルフトハンザの定時到着率は毎年80%を上回って上位を維持している。

### 座席

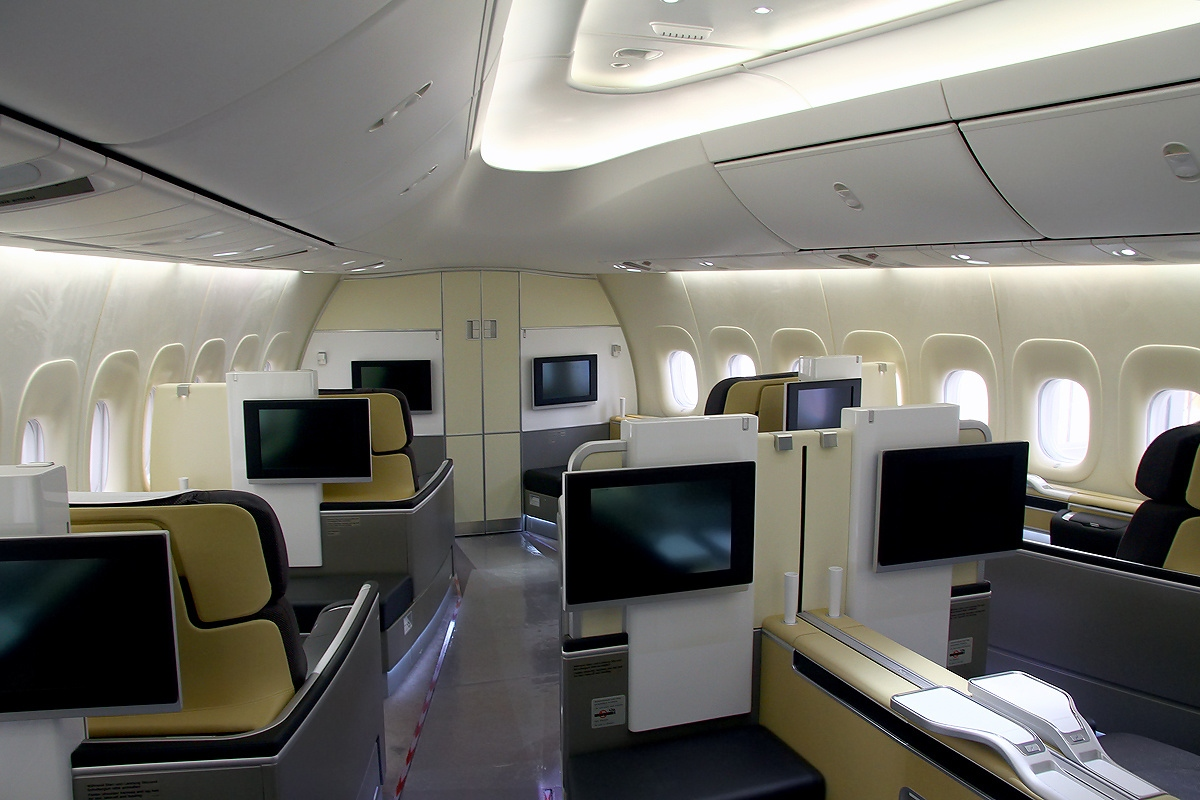
ファーストクラスの座席（ボーイング747-8）

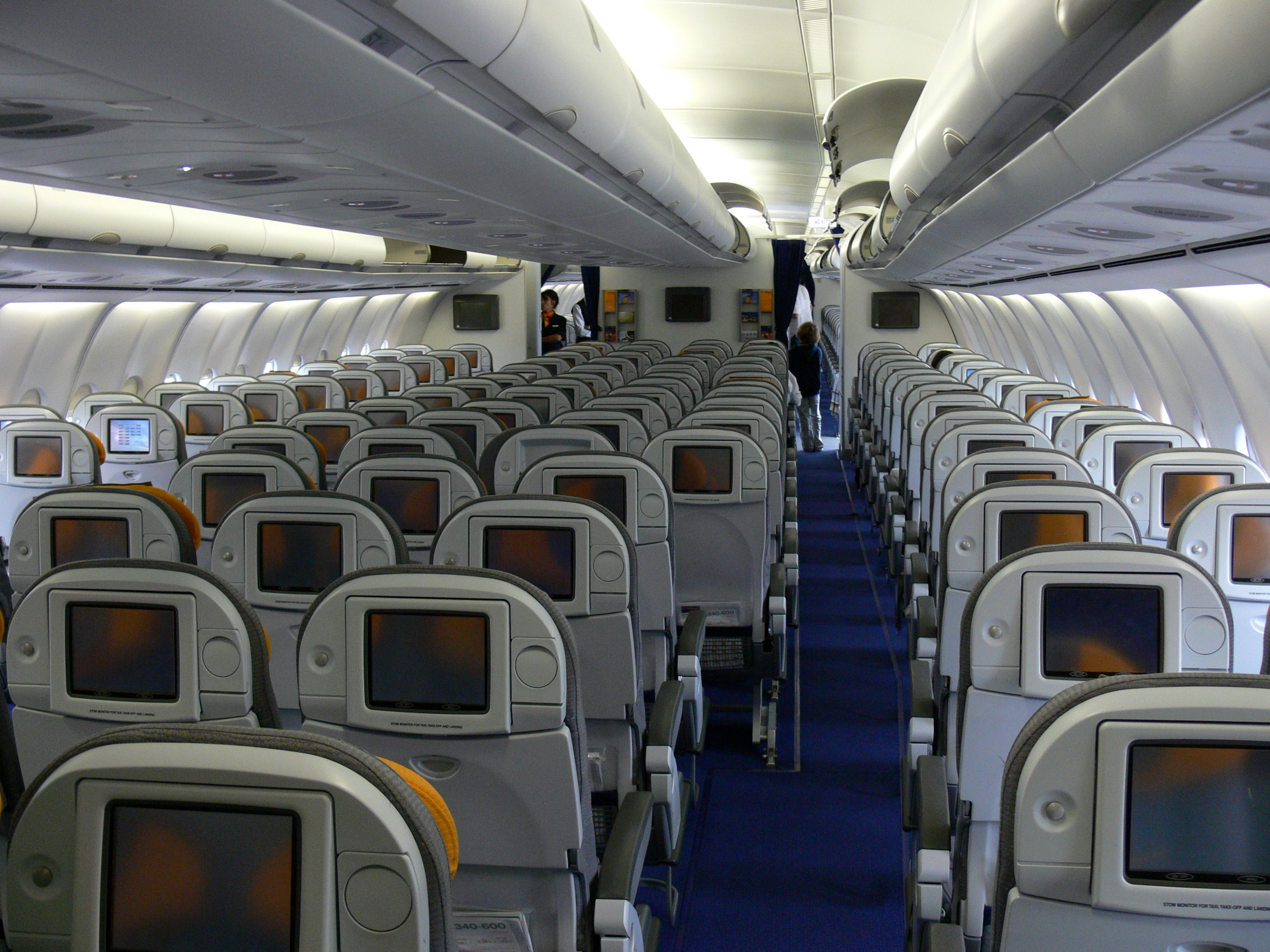
エコノミークラスの座席（エアバスA340-600）

ルフトハンザは、ファーストクラスとビジネスクラス、プレミアムエコノミークラス、エコノミークラスの4クラスの座席を設置している。プレミアムエコノミークラスは、2014年10月より、中長距離国際線を中心に順次導入が進められており、2015年9月22日時点で、日本（羽田・成田・関西・名古屋）に就航している全ての路線・機材への導入が完了した。。同じクラスであっても、座席のタイプは機材によってさまざまに異なる。
2020年の予定で導入されるボーイング777-9Xには、全席通路アクセス可能な最長220cmのフルフラットシートとなるビジネスクラスが装着される。

### 機内食
ルフトハンザでは、長距離便でも短距離便でも何らかの機内食が提供される。搭乗するクラスや距離によって提供されるメニューや回数が異なる。たとえば長距離便のファーストクラスではコース料理が提供され、短距離便のエコノミークラスではハンバーガー等の軽食が提供される。
また、中長距離便では、子供向けメニューや、糖尿病患者向けメニュー、ベジタリアン・ムスリム・カシェル向けメニューなど、かなり幅広く17種類もの特別メニューが用意されている。これらの特別メニューをオーダーするには、搭乗前に予め申し込んでおく必要がある。

### エンターテインメント
長距離線では、各座席に設置された個人用モニターでオンデマンド形式によるビデオ・オーディオおよびビデオゲームプログラムを提供している。中距離線では、乗客が所持するスマートフォンやタブレットに予め所定のアプリをダウンロードすることで、オンデマンド形式のビデオ・オーディオ・オーディオブックなどを視聴できるサービスを展開している。

### 機内インターネットサービス
2004年より、機内にて無線LAN形式とGSM形式でのインターネット接続サービス「FlyNet」を提供している。こうした上空でのインターネット接続サービスを最初に開始したのはルフトハンザである。2006年をもって一時このサービスを休止していたが、2010年より再開した。このサービスにより、搭乗中でも最新ニュースを入手したりメールを送受信したりすることが可能となった。1時間制・4時間制・フライト制（24時間のあいだに搭乗する全ての便で利用し放題）の3つから選択でき、クレジットカードでの料金の支払いまたはマイル交換で利用できる。

### ラウンジ

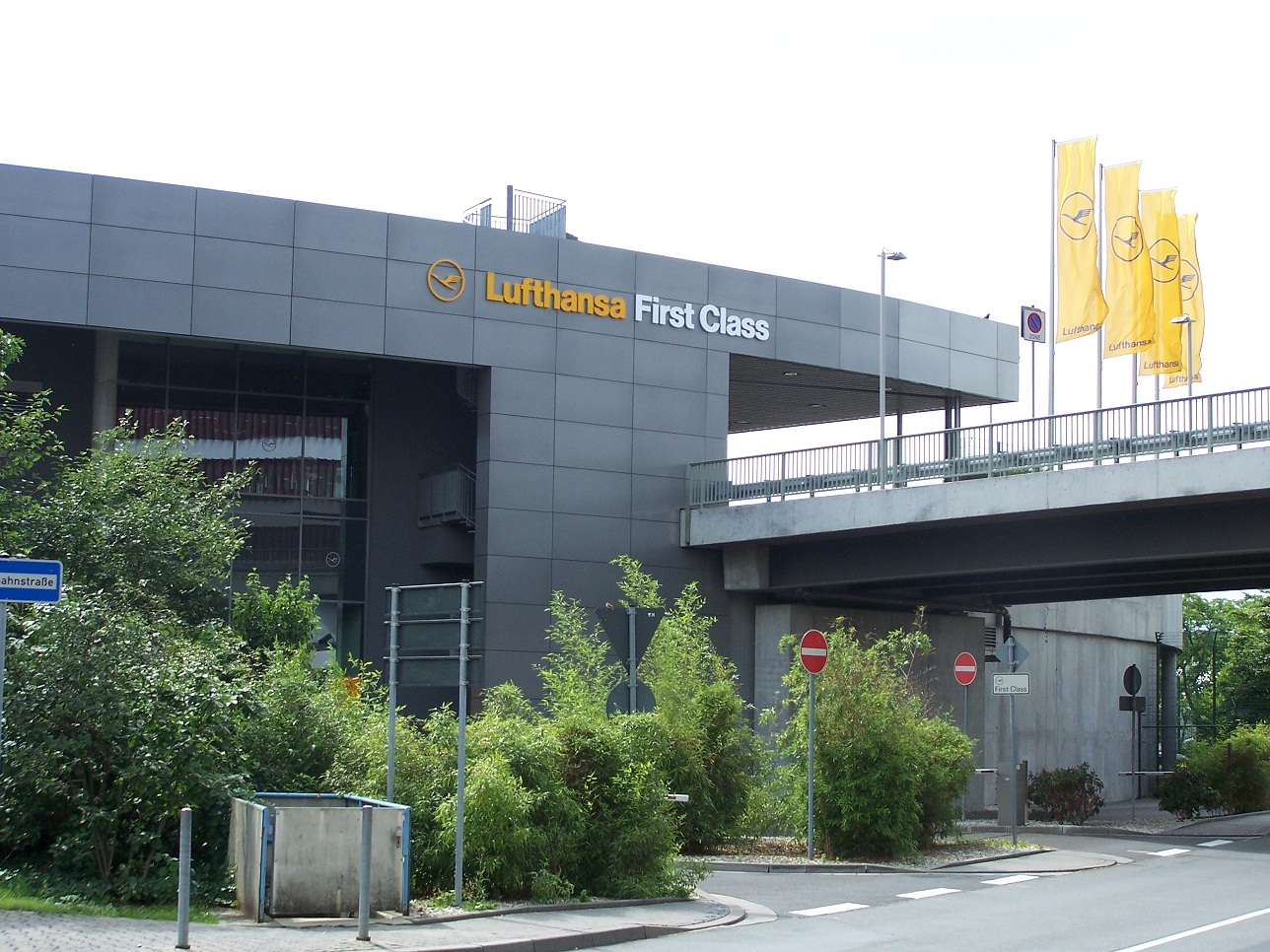
ファーストクラスターミナル（フランクフルト空港）

ドイツ国内をはじめとする各国にファーストクラスラウンジ（フランクフルト空港・ミュンヘン国際空港のみ）、セネターラウンジ、ビジネスラウンジ、ウェルカムラウンジ（フランクフルト空港のみ）の4種類の空港ラウンジが存在し、予約クラスやMiles & More会員ステータスによって使用できるラウンジや同伴者の料金等が異なる。
さらに、フランクフルト空港には、ファーストクラスラウンジとは別にファーストクラスターミナルが存在する。ルフトハンザ便のファーストクラス利用者およびHON Circle会員だけが利用できる。ルフトハンザが駐機する第1ターミナルに隣接する場所に位置している。
2015年度には、スカイトラックス社の「ベスト・ファーストクラス・エアライン・ラウンジ」賞を受賞した。

### ルフトハンザ・エアポート・エクスプレス

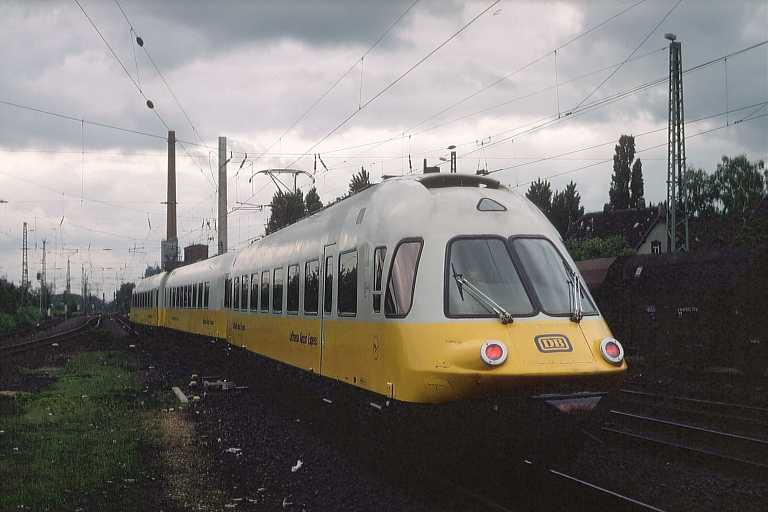
ルフトハンザ・エアポートエクスプレスの403形電車

ルフトハンザはかつて、「ルフトハンザ・エアポート・エクスプレス」（Lufthansa-Airport-Express）という列車の運行に携わっていたこともある。これは都市から空港への連絡列車ではなく、航空便の代替を列車が行うという異例のものであった。
1982年から1993年にかけて、フランクフルト  - デュッセルドルフ間のような短距離で採算性の低い国内線の代わりに当時のドイツ連邦鉄道（DB, 西ドイツの国鉄。現在は民営化されドイツ鉄道）に、チャーター列車「ルフトハンザ・エアポート・エクスプレス」を運行したのである。
エアポート・エクスプレスは、列車の運転はDBの職員が行うものの、運賃は航空運賃が適用され、客席の乗務員や車内の軽食サービスなどはルフトハンザが行うという形態を取っていた。運行当初DB内での扱いは営業用の「LH」と共に全車一等車ということから「TEE」の列車番号が当てられていた。また、DBの時刻表には掲載されていない。
当初はDBの定その後新設されたシュトゥットガルト線は客車列車となった。
現在これを継承するものとして、DBの定期列車であるICEの一部区画を間借りしてルフトハンザ便名を付与し、航空便旅客専用とする「Lufthansa Express Rail」サービスを、フランクフルト(FRA) - ケルン(QKL)・シュトゥットガルト(ZWS)・ドルトムント(DTZ)・カールスルーエ(KJR)・マンハイム(MHJ)・デュッセルドルフ(QDU)間で行なっている。

## マイレージプログラム
ルフトハンザは、Miles & Moreというマイレージプログラムを提供している。獲得したマイル数に応じて、以下の4つのステータスに分類される。
| 会員ステータス            | カードの色 | スターアライアンス・ステータス | 会員資格                                      |
| ------------------------- | ---------- | ------------------------------ | --------------------------------------------- |
| HON Circle 会員           | ブラック   | ゴールド                       | 連続する2暦年内に600,000 HON Circleマイル以上 |
| セネター                  | ゴールド   | ゴールド                       | 1暦年内に100,000ステータスマイル以上          |
| フリークエント トラベラー | シルバー   | シルバー                       | 1暦年内に35,000ステータスマイル以上           |
| Miles & More 会員         | ブルー     | -                              | 1アワードマイル                               |

Miles & Moreのマイルには以下の3種類がある。
- アワードマイル…ルフトハンザ（子会社含む）便および提携航空会社便で積算される。
- ステータスマイル…アワードマイルと同時に積算される。ルフトハンザ（子会社含む）便および提携航空会社便で積算される。1暦年の積算数に応じてフリークエント トラベラーまたはセネターのステータスが取得できる。
- HON Circleマイル…アワードマイルと同時に積算される。ルフトハンザ（子会社含む）便の上級クラス利用時に積算される。2暦年の積算数に応じてHON Circleのステータスが取得できる。

## 提携航空会社
2017年12月現在、以下の航空会社と提携してコードシェア便を就航させている。ルフトハンザはスターアライアンスの設立メンバーでもあるため、スターアライアンス加盟の各社と多く提携している。

### 子会社・関連会社
- オーストリア航空（スターアライアンス加盟会社でもある）
- ユーロウイングス
- スイス インターナショナル エアラインズ（スターアライアンス加盟会社でもある）
- ブリュッセル航空（スターアライアンス加盟会社でもある）

### スターアライアンス加盟会社
| - アシアナ航空 - アドリア航空 - アビアンカ航空 - アビアンカ・エルサルバドル - エア・インディア - エア・カナダ - エーゲ航空 - エジプト航空 | - エチオピア航空 - クロアチア航空 - シンガポール航空 - スカンジナビア航空 - 全日本空輸 - タイ国際航空 - ターキッシュ エアラインズ - TAP ポルトガル航空 | - 中国国際航空 - ニュージーランド航空 - 南アフリカ航空 - LOTポーランド航空 - ユナイテッド航空 - エバー航空 |

### その他
- マルタ航空
- エティハド航空
- ジェットブルー航空
- キャセイパシフィック航空（ワンワールド加盟会社）
- ルクスエア
- TAM航空（ワンワールド加盟会社）

## 日本との関係

### 日本への運航便
機材、運航日などの詳細情報は公式ホームページを参照。
| 便名      | 路線           | 路線      | 機材            | コードシェア | 備考                                            |
| --------- | -------------- | --------- | --------------- | ------------ | ----------------------------------------------- |
| LH716/717 | フランクフルト | 東京/羽田 | ボーイング747-8 | NH           | 日本で唯一、ボーイング747を使用した旅客定期便。 |
| LH714/715 | ミュンヘン     | 東京/羽田 | エアバス350-900 | NH           |                                                 |
| LH742/743 | ミュンヘン     | 大阪/関西 | エアバス350-900 | NH           |                                                 |

### 過去に運航していた日本路線
| 運航期間   | 路線      | 路線           | 運休理由、再開への動きなど |
| ---------- | --------- | -------------- | --- |
| 2017/1まで | 東京/成田 | フランクフルト | 2019年には、グループのスイス・インターナショナル・エアラインズのチューリッヒ線が需要を担うとして、「現段階で考えていない」としたが、重要回復次第で再開する可能性を示唆した。 |
| 2019/3まで | 大阪/関西 | フランクフルト | ミュンヘンをアジアに焦点を当てたハブ空港とするため、関西/ミュンヘン線就航と同時に運休。                                                                                      |
| 2020/4まで | 中部      | フランクフルト | コロナウイルスによる運休後、再開発表と再開延期が繰り返され、再開の見込みは立っていない。                                                                                     |

### 日本との歴史
- 1961年、初の日本路線として、フランクフルト→ローマ→カイロ→ダーラン→カラチ→カルカッタ→バンコク→香港→東京線を開設した。当初は週2-3便の運航だった[88]。
- 1964年5月には、ボーイング727を使用して、アンカレッジ経由の北回りでの運行を開始した。
- 1969年、大阪国際空港に就航した[89]。
- 1978年5月の成田空港開港から成田便を運航。
- ルフトハンザ航空では保有しているエアバスA380-800航空機では1機ごとに就航地の名前を付けているが、「フランクフルト・アム・マイン」「ミュンヘン」「北京」に続く4機目に、「東京　TOKIO」と命名するなど、日本との深い関係が維持されている[90]。

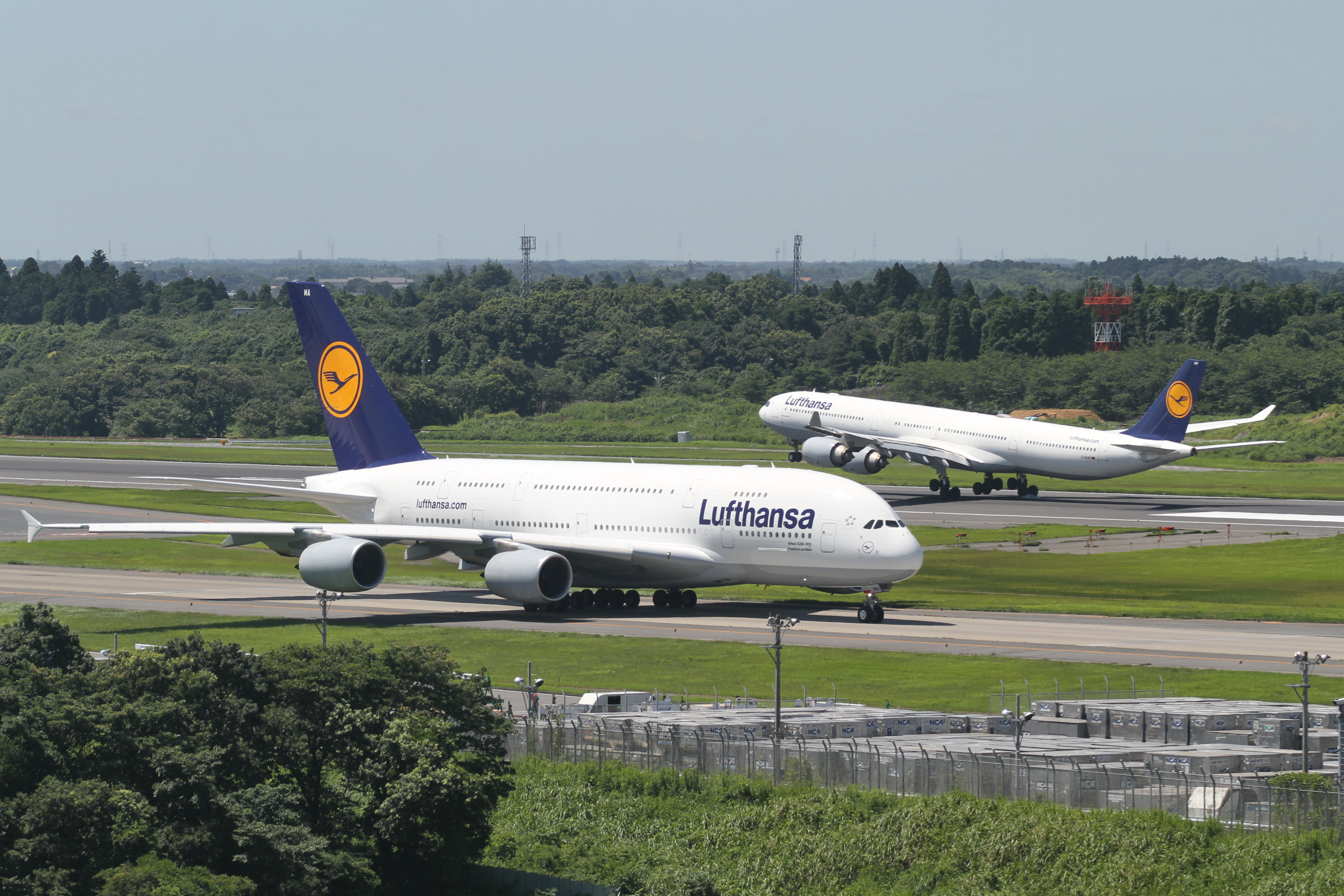
成田に飛来したエアバスA380とエアバスA340

- 2010年6月11日から、フランクフルト/成田線にエアバスA380型機を導入した。
- 2014年の夏ダイヤ（2014年3月30日〜）から、羽田空港発着枠の拡大に伴い、昼間時間帯の羽田便を新設。東京/羽田-フランクフルト線を開設するとともに、それまでは成田発着だったミュンヘン線を羽田にシフトした[91]。

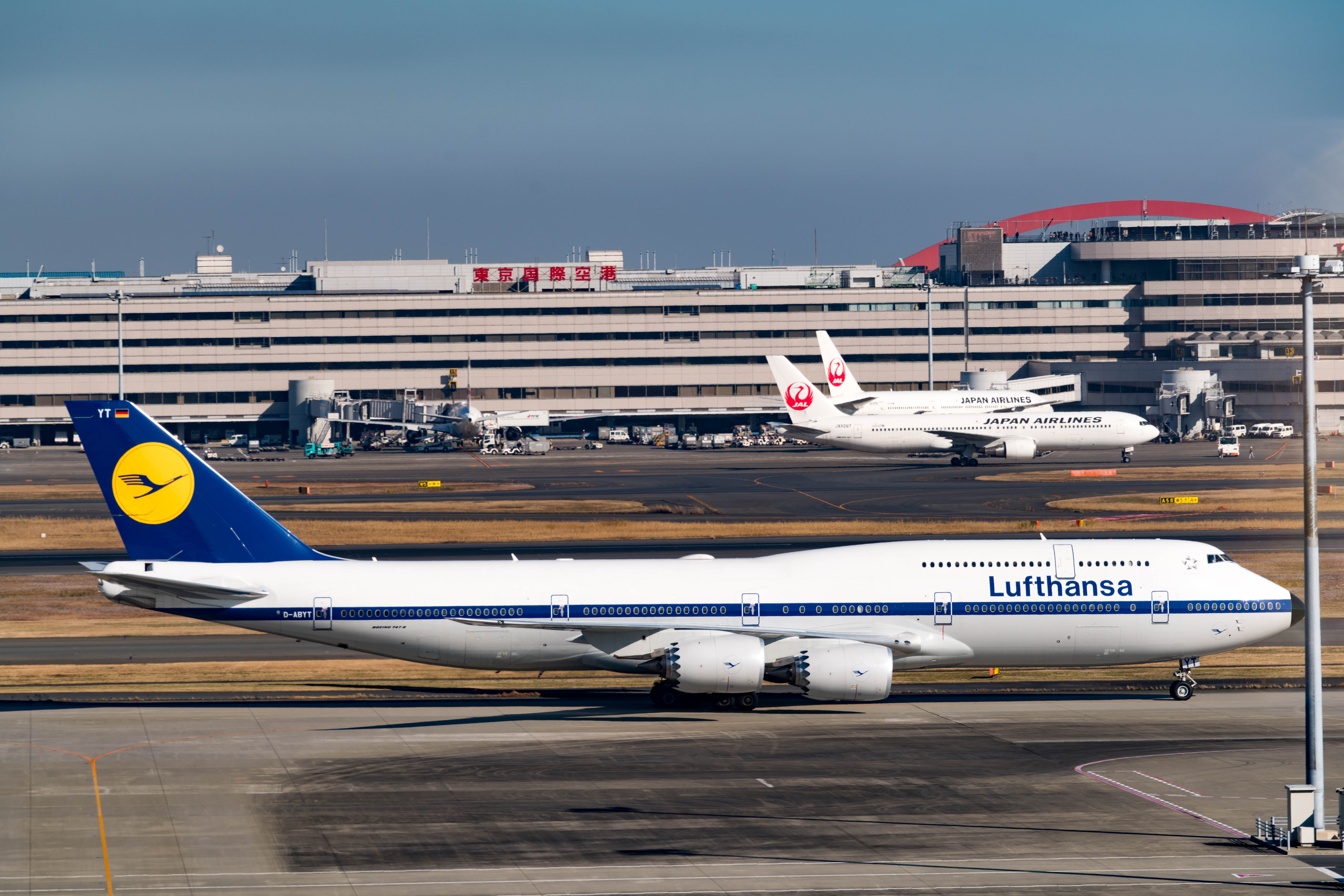
羽田に飛来したボーイング747-8(レトロ特別塗装)

- 2014年10月27日、東京/羽田－フランクフルト線にボーイング747の最新型である747-8を就航させた[92]。747-8の旅客型が日本に就航するのは初めてのことであった[92][93]。
- 2017年1月10日から、東京/成田-フランクフルト線を運休。成田から撤退し、国土交通省が航空業界に求める暗黙のルールである「成田縛り」に抵触する形となった[94]。
- 2019年4月、大阪/関西-フランクフルト線が運休し、大阪/関西-ミュンヘン線が新たに就航した[95]。
- 2022年6月1日、東京/羽田-ミュンヘン線の運航を再開[96]。
- 2023年5月3日から、大阪/関西-ミュンヘン線の運航を再開[97]。
- 2025年10月26日から、長距離路線向けの新座席「アレグリス」が設定されている仕様のA350-900を東京/羽田-ミュンヘン線へ投入する[98]。

## ルフトハンザグループ
ルフトハンザは多くの子会社を所有している。ルフトハンザドイツ航空と、グループ会社の航空会社を合わせると、2015年4月現在、合計4大陸102ヵ国301都市へ運航している。現在、欧州内のドイツ語圏4か国（ドイツ、オーストリア、スイスの一部、ベルギーの一部）のフラッグ・キャリアが全てルフトハンザの傘下となっている。主なものを以下に挙げる。

### 子会社

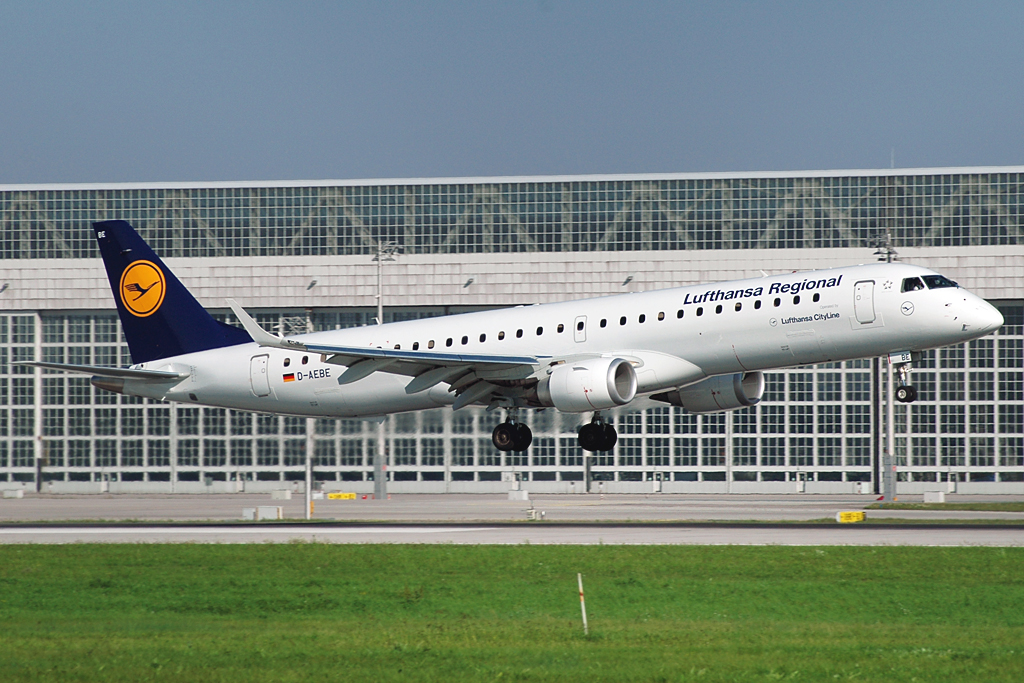
「ルフトハンザ・リージョナル」塗装のルフトハンザ・シティーライン便（エンブラエル190）

- オーストリア航空 - オーストリアのフラッグ・キャリア。2009年9月に買収。
- スイス インターナショナル エアラインズ - スイスのフラッグ・キャリア。2007年7月に買収。
  - エーデルワイス航空 - 主にチューリッヒ空港と世界各都市を結ぶ航空会社。
  - スイスグローバルエアラインズ　-　スイスの近距離国際線運航会社。2018年にスイス インターナショナル エアラインズに吸収合併。
- ユーロウイングス - デュッセルドルフに本社を置くドイツの格安航空会社。
  - ジャーマンウイングス - ケルンに本社を置くドイツの格安航空会社。2009年1月に買収。2015年にユーロウィングスにブランド統一、2020年に運行終了。
- ディスカバー・エアラインズ - フランクフルトに本社を置くドイツのレジャー航空会社。
- ルフトハンザ・シティ航空 - ミュンヘンに本社を置くドイツの地域航空会社。
- ルフトハンザ・カーゴ - フランクフルトに本社を置くドイツの貨物航空会社。
- ルフトハンザ・リージョナル - ヨーロッパを中心とする路線を運航するブランド。現在以下の2社によって構成されている。
  - エア・ドロミティ - イタリアのヴェローナに本社を置く航空会社。2003年7月に買収。
  - ルフトハンザ・シティーライン - ドイツを中心とする地域航空会社。
- SNエアホールディング - ブリュッセル航空の親会社。株式の45%を保有していたが、2016年12月に残りの株式を取得し完全子会社化。
  - ブリュッセル航空 - ベルギーのフラッグ・キャリア。

### 持株会社
- アエロロジック - ドイツの貨物航空会社。DHLとの合弁企業。
- ルクスエア - ルクセンブルクの航空会社。株式の14.44%を保有している。
- サンエクスプレス - トルコのアンタルヤに本社を置く航空会社。株式の50%を保有。
- ITAエアウェイズ - イタリアのローマに拠点を置く航空会社。株式の41%を保有。

### その他の業種

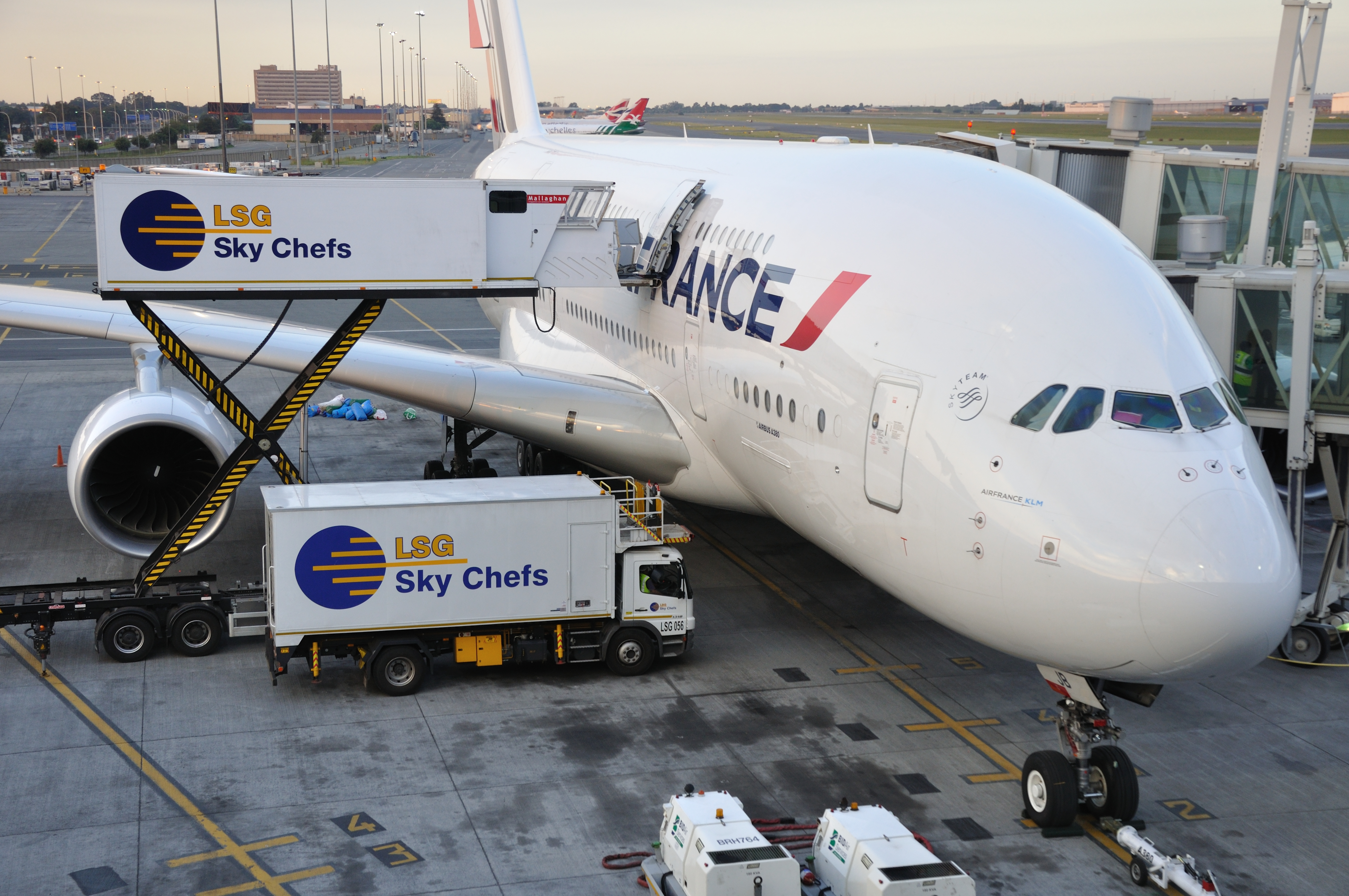
エールフランスのエアバスA380型機に機内食を積み込むLSGスカイシェフのフードローダー（O・R・タンボ国際空港）

ルフトハンザは、航空会社のみならず、航空関連をはじめとした幅広い事業の会社をグループ内に有している。
- LSGスカイシェフ - 1966年に設立された、世界最大の機内食ケータリング会社[2]。51ヶ国に事業所を持ち、日本航空や全日本空輸を含む世界300以上の航空会社の機内食を製造している[99][100]。近年では、DB（ドイツ鉄道）やユーロスター等の長距離鉄道で提供される食事を製造したり、セブンイレブンやスターバックス等に食品を販売したりもしている。従業員数：32,307名（2013年末現在）。
- ルフトハンザ・テクニック（英語版） - 1994年に設立された、世界最大の航空エンジニアリングサービス会社。世界100ヶ所以上の都市に技術者を派遣し、世界中の航空会社を相手に航空機の整備サービスを提供している[2]。2011年には、日本航空の保有するボーイング787型機について、10年間の包括的な整備契約を交わした[101]。従業員数：約19,917名（2013年末現在）。
- ルフトハンザ・システムズ - 世界でも大きな航空系IT企業の1つ。
- ルフトハンザ・フライト・トレーニング - 飛行機の乗員を養成する会社。

## 航空事故等
本節に示されているのは、ルフトハンザドイツ航空において発生した航空事故や事件のうち、被害や事件規模が特に甚大であったものである。子会社の航空事故等については、各航空会社のページを参照されたい。

### 事故

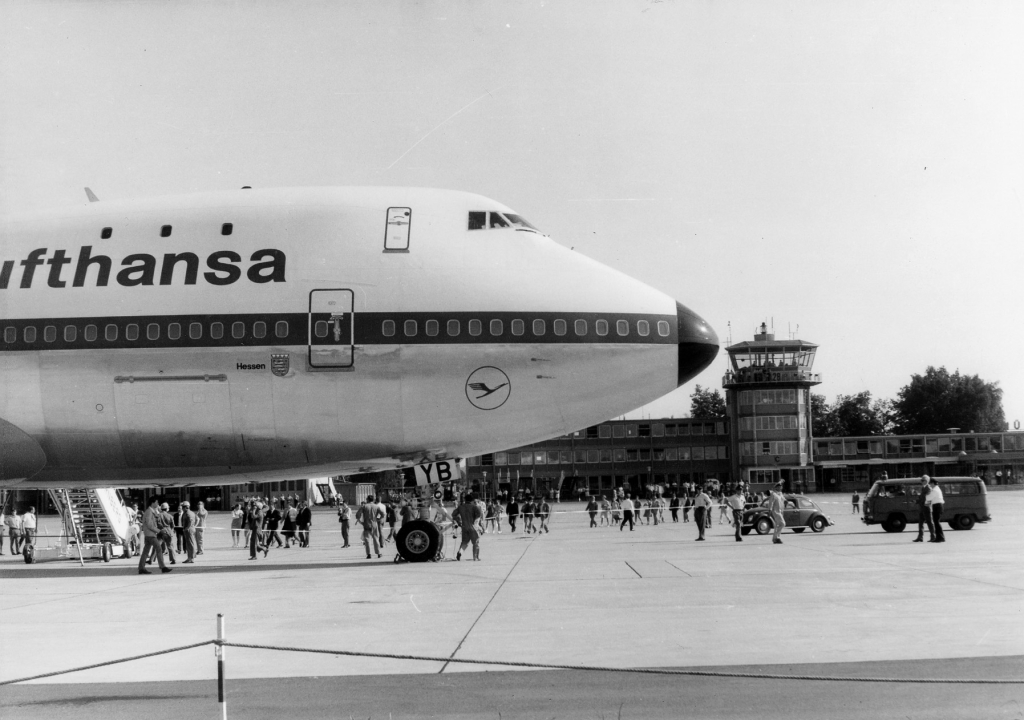
540便墜落事故機（D-ABYB）

- 1959年1月11日、ルフトハンザドイツ航空502便（ハンブルク発 - フランクフルト・パリ・リスボン・ダカール・リオデジャネイロ経由 - ブエノスアイレス行き、L-1049 スーパー・コンステレーション、D-ALAK）[102]が、リオデジャネイロのガレオン空港にアプローチ中に、滑走路手前で墜落した。乗客29人全員と乗員10人中7人が死亡した。原因は特定されなかったが、パイロットエラーの可能性が指摘された。ルフトハンザが1955年に発足してから最初の死亡事故となった。詳細は英語版記事参照。
- 1966年1月28日、ルフトハンザドイツ航空005便（フランクフルト発 - ブレーメン経由 - ハンブルク行き、コンベア440 メトロポリタン、D-ACAT）[103]が、ブレーメン空港に着陸する際、高度10メートルの地点で急遽着陸復行し、滑走路の先端から400メートルほど超えた場所で墜落した。乗客42人と乗員4人全員が死亡した（この中には、イタリア代表の水泳選手7名もいた）。事故調査委員会はパイロットエラーが原因であると結論づけた。詳細は英語版記事参照。
- 1974年11月20日、ルフトハンザドイツ航空540便（フランクフルト発 - ナイロビ経由 - ヨハネスブルク行き、ボーイング747-100、D-ABYB）[104]が、ナイロビのジョモ・ケニヤッタ国際空港を離陸した直後に墜落した。乗客140人・乗員17人中59人が死亡した。ボーイング747型機としては初の全損死亡事故となった。
- 1993年9月14日、ルフトハンザドイツ航空2904便（フランクフルト発 - ワルシャワ行き、エアバスA320-200、D-AIPN）[105][106]が、ワルシャワのオケンチェ国際空港に着陸する際にオーバーランし大破した。副操縦士と乗客1名が死亡した。ウインドシアの煽りを受け、バランスを崩したことが原因とされる。

### ハイジャック

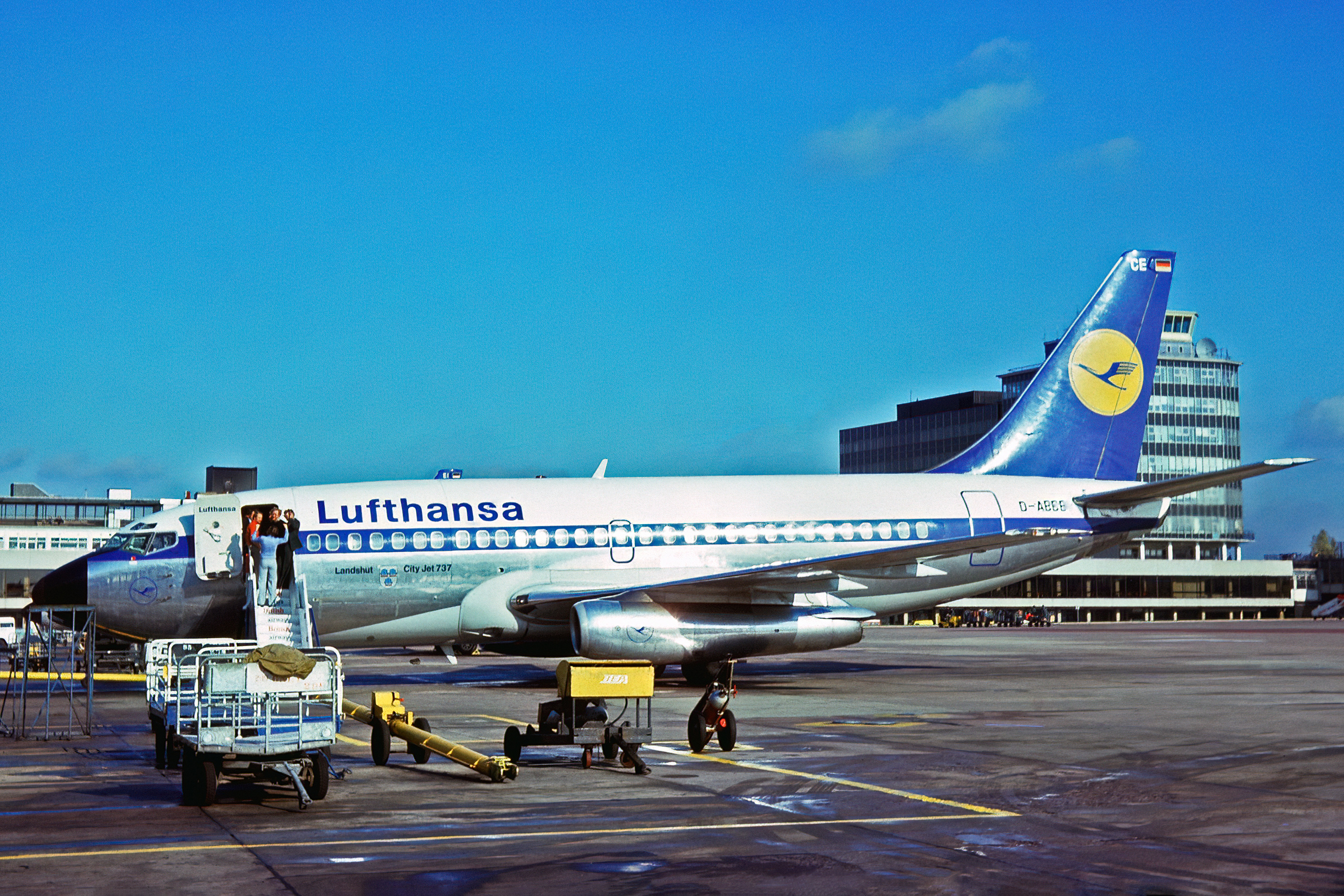
181便ハイジャック事件の標的となった「ランツフート号」

- 1972年2月22日、ルフトハンザドイツ航空649便（東京発 - 香港・バンコク・デリー・アテネ経由 - フランクフルト行き、ボーイング747-200、D-ABYD）[107][108]が、デリーのパーラム国際空港出発後、5人の過激なシオニストのテロリストたちによってハイジャックされた。彼らはドイツ政府に身代金として500万ドルを要求した。翌日、イエメンのアデン国際空港に緊急着陸し、犯人グループの要求が受け入れられると、乗員・乗客全員が解放された。詳細は英語版記事参照。
- 1972年10月29日、ルフトハンザドイツ航空615便（ダマスカス発 - ベイルート・アンカラ・ミュンヘン経由 - フランクフルト行き、ボーイング727-100、D-ABIG）[109][110][111]が、ベイルート国際空港を離陸した直後、2人のアラブ人によってハイジャックされた。彼らはミュンヘンオリンピック事件で逮捕されたパレスチナの過激派組織「黒い九月」の3人のメンバーを解放を要求、西ドイツ政府はこれに応じた。11人の乗客と7人の乗員はリビアのトリポリ国際空港で解放された。詳細は英語版記事参照。
- 1973年12月17日、パンアメリカン航空110便がローマのフィウミチーノ空港でハイジャックされた事件で、パレスチナ人のハイジャック犯たちが数人の人質を連れて、偶然同空港に居合わせたルフトハンザ機（ボーイング737、D-ABEY）に押し入り、アテネ、ダマスカス、クウェートへの飛行を強制した[112][113]。犯人たちはクウェート国際空港で拘束された。詳細は英語版記事参照。
- 1977年10月13日～10月18日、ルフトハンザドイツ航空181便（パルマ・デ・マヨルカ発 - フランクフルト行き、ボーイング737-200、D-ABCE、「ランツフート (Landshut)」）[114]が、パレスチナ解放人民戦線のメンバー4人によってハイジャックされた。
- 1979年9月12日、ルフトハンザドイツ航空機（便名不詳 フランクフルト発 - ケルン行き）が、男性1人により乗っ取られる。犯人は機体をボン空港に着陸させて乗員・乗客128人を拘束、12時間後に解放後、当局に逮捕された。犯人に精神障害の疑い[115]。
- 1993年2月11日、ルフトハンザドイツ航空592便（フランクフルト発 - カイロ経由 - アディスアベバ行き、エアバスA310-300、D-AIDM）[116]が、フランクフルトを出発してから約35分後にエチオピア人の乗客によってハイジャックされた。犯人はニューヨークのジョン・F・ケネディ国際空港への飛行を強制。ニューヨークに到着後、FBIの特殊部隊による交渉に応じ、一人の死傷者も出すことなく事態が収束した。詳細は英語版記事参照。